# História do Japão
A história do Japão (japonês: 日本の歴史 ou 日本史, Hepburn: Nihon no rekishi / Nihonshi) é a sequência de eventos ocorridos no arquipélago japonês, com o surgimento de factos únicos influenciados pela sua natureza geográfica enquanto nação insular, assim como por eventos inculcados por influência do império Chinês que definiram a sua língua, a sua escrita e também a sua cultura política. Por outro lado, o Japão foi ainda influenciado pelo Ocidente, convertendo-se numa nação industrial, mas manteve os laços com a tradição cultural do país. Exerceu uma influência significativa e expansão territorial na região do Pacífico, mas após a Segunda Guerra Mundial estacou.
Após a última idade do gelo, por volta de 12 000 AEC, o rico ecossistema do arquipélago japonês promoveu o desenvolvimento humano. O aparecimento das primeiras pessoas no Japão data do Paleolítico, há cerca de 35 000 anos. Entre 11 000 e 500 AEC, estes povos desenvolveram um tipo de cerâmica designada de Jomon, a qual é considerada das mais antigas do mundo. Posteriormente surgiu uma cultura conhecida como Yayoi, onde a produção de ferramentas de metal, assim como o cultivo do arroz, foram um importante progresso. Neste período existiram várias tribos, porém foi no período Yamato que se fez notar maior predominância de povos. Séculos depois, os governantes deste período reforçaram a posição do país e começaram a disseminar-se por todo o arquipélago sob um sistema centralizado, comprimindo as inúmeras tribos existentes e alegando a própria ascendência divina. Entretanto, o governo central havia começado a assimilar os costumes próprios da Coreia e da China. Esta rápida imposição de tradições estrangeiras, contudo, produziu uma certa tensão na sociedade japonesa e, no ano 794, a corte imperial fundou uma nova capital, Heian-kyō (actual Quioto), dando origem a uma cultura aperfeiçoada da aristocracia. Apesar disso, o sistema centralizado fracassou nas províncias e iniciou-se um processo de privatização de terras, dando origem a um colapso na administração e ordem públicas. A aristocracia necessitava então da ajuda de guerreiros para proteger a suas propriedades - mais tarde denominada a classe samurai.
Em 1192, Minamoto no Yoritomo foi nomeado xogum (ditador militar) do Japão pelo imperador, marcando o início do regime feudal xogunato (ou bakufu) Kamakura, uma instituição militar permanente que governaria durante quase setecentos anos. A corte viu assim o seu poder transferir-se para os samurais sob tal regime militar. A eclosão da Guerra de Ōnin em 1467 provocou uma série de guerras que se estenderam por todo o Japão, num período que culminou em 1573, quando Oda Nobunaga iniciou uma unificação do país que não foi concluída devido à traição de um dos seus principais generais. O imperador foi morto e Toyotomi Hideyoshi vingou a sua morte, completando a unificação em 1590. Depois disto, o país ficou novamente dividido em dois lados: os que apoiavam o seu filho Toyotomi Hideyori e os que apoiavam um dos principais daimyos, Tokugawa Ieyasu. As duas vertentes enfrentaram-se então durante a Batalha de Sekigahara, da qual Ieyasu saiu vencedor e foi oficialmente nomeado xogum em 1603, instaurando-se o Xogunato Tokugawa. O período Edo caracteriza-se por ter sido uma época de paz e pela implementação de uma nova política de relações internacionais que evitou o contacto com o exterior. Este isolamento teve o seu término em 1853, quando Matthew Calbraith Perry forçou o Japão a abrir portas e assinar uma série de tratados com as grandes potências estrangeiras (tratados desiguais), causando desconforto entre alguns samurais que apoiavam o imperador a favor da retomada do seu papel na política.
O último xogum Tokugawa renunciou ao cargo em 1868, dando início à era Meiji, em homenagem ao imperador Meiji que havia assumido o poder político. Iniciou-se então a modernização do país com a evacuação do sistema feudal e dos samurais, e com a transferência da capital para Tóquio. Um forte processo de ocidentalização teve lugar, e o Japão emergiu no mundo enquanto primeiro país asiático industrializado. O país encontrava-se num processo de expansionismo territorial sobre as nações vizinhas, o que originou conflitos com o Império Russo e o Império Chinês. Com a morte do imperador Meiji, o país havia se convertido numa nação moderna, industrializada, com um governo central, assim como uma superpotência na Ásia que rivalizava com o ocidente. Isto reflectiu-se numa explosão social devido ao crescimento económico e populacional. O império começou a conquistar terreno sob o extremismo político, sendo que em 1930 a expansão militar se acelerou e o país confrontou a China pela segunda vez. Após a eclosão da guerra na Europa, o Japão aproveitou-se da situação para ocupar outras áreas territoriais da Ásia. Durante o ano de 1941, as relações diplomáticas entre o Japão e os Estados Unidos complicaram-se quando o presidente dos EUA, Franklin Delano Roosevelt, interrompeu o fornecimento de petróleo para o Japão e congelou todos os créditos japoneses nos Estados Unidos. A 7 de dezembro de 1941 o Japão atacou Pearl Harbor, levando o país para a Segunda Grande Guerra enquanto parte das "Potências do Eixo". Apesar de uma série de vitórias iniciais, o Japão veio a sofrer derrotas frente aos aliados, como na Batalha de Midway, alterando consequentemente os papéis na Guerra do Pacífico. Depois dos violentos bombardeamentos de Hiroshima e Nagasaki, o Japão apresentou a sua incondicional rendição, uma vez que estava sob ocupação das forças estadunidenses, as quais desmantelaram o exército, libertaram as zonas ocupadas, o poder político do Imperador foi suprimido e o primeiro-ministro eleito pelo parlamento.
Em 1952 o Japão havia recuperado a sua soberania após a assinatura do Tratado de San Francisco, crescendo economicamente com a ajuda da comunidade internacional. Politicamente, o Partido Liberal Democrata do Japão, de tendência conservacionista, governou quase ininterruptamente no pós-guerra. Com o início da era Heisei, o Japão sofreu uma crise económica nos anos de 1990, enfrentando um declínio da taxa de natalidade e um rápido envelhecimento da população. Em princípios do século XXI, o Japão começou a reformar as práticas que regiam desde o pós-guerra a sociedade, o governo e a economia, o que resultou numa significante mudança política em 2009, com a tomada do poder por parte do Partido Democrático do Japão. Contudo, em finais de 2012, o poder voltou para as mãos do Partido Liberal Democrata.

## Periodização
A história do Japão divide-se em períodos importantes relativamente à produção artística, assim como a relevantes acontecimentos políticos. A classificação geralmente varia dependendo dos critérios do autor, contudo muitos dos períodos podem ser subdivididos.

### Eras do Japão
Segundo o imperador reinante, os nengō (年号) (eras do Japão) possuem outra divisão periódica na sua história. O sistema de classificação por eras (ou períodos) fundamenta-se no nome do respectivo imperador, ou seja, pelo ano correspondente ao seu mandato. Como exemplo, o ano 1948 corresponde ao ano Shōwa 23. Atualmente é utilizado tanto o calendário Gregoriano como o sistema de nengō.

## Pré-história e Japão antigo

### Período paleolítico japonês
| Tradições                    | Fases                   | Datas              |
| ---------------------------- | ----------------------- | ------------------ |
| Ferramentas de seixo talhado | Fase Ia                 | 35 000 – 27 000 AP |
| Ferramentas de seixo talhado | Fase Ib                 | 27 000 – 23 000 AP |
| Ferramentas de seixo talhado | Fase Ic                 | 23 000 – 21 000 AP |
| Ferramentas talhadas         | Fase IIa                | 21 000 – 16 000 AP |
| Ferramentas talhadas         | Fase IIb                | 16 000 – 13 000 AP |
| Trabalho microlítico         | Fase III                | 13 000 – 12 000 AP |
| Ponta bifacial de projecteis | Fase IV                 | 12 500 – 11 000 AP |
| Início do Período Jomon      | Início do Período Jomon | 13 000 – 9 500 AP  |

A data aproximada do início do período paleolítico é motivo de alguma controvérsia, embora seja geralmente aceita que este período se defina entre 50 000/35 000 AP, quando o arquipélago estava em contacto com o resto do continente, mas devido à natureza ácida dos solos, não foram encontrados esqueletos em estado de preservação. No auge deste período, por volta de -18.000, o nível do mar estava 130 a 140 metros mais baixo do que hoje e o território estava conectado entre Kyūshū e a Coreia, bem como entre Hokkaidō, Sakhalin e a Sibéria. Os primeiros homo sapiens compartilhavam terras com animais de grande porte, incluindo mamutes. A parte norte do atual Japão é ocupada por tundra e florestas, enquanto uma área que inclui Tōhoku e Kantō é coberta por coníferas. Mais a sul, as coníferas deram lugar gradualmente às árvores de folha caduca. Por volta de 32000 AP surgiram as primeiras ferramentas de pedra lascada. Por definição, o período paleolítico do Japão terminou com o aparecimento das primeiras técnicas de cerâmica durante o final do último período glacial, entre 13 000 e 10 000 anos AP  Este período situa-se nos finais do Pleistoceno.
Existem poucas evidências que comprovem o estilo de vida das pessoas que viviam no Japão durante este período, assim como quanto à presença de seres humanos antes de 35 000 AP, o que continua a ser algo controverso. A transição entre este período e o período seguinte foi gradual, não tendo sido encontradas evidências de uma clara ruptura ou diferenciação entre as duas culturas.
Sabe-se que os primeiros habitantes eram caçadores-coletores vindos do continente. Embora trabalhassem a pedra, desconheciam a tecnologia da cerâmica e não tinham práticas agrícolas que indicassem sedentarização. Este período agrupa as mais antigas ferramentas de pedra polida conhecidas no mundo, datadas por volta de 30 000 AEC.
O paleolítico superior, documentado aquando realizada a escavação no sítio arqueológico de Iwajuku em 1949, e que veio a permitir várias conclusões a partir da década de 1960, é geralmente dividido pelas seguintes fases e tradições: Através da datação por radiocarbono, concluiu-se que os primeiros ossos humanos descobertos em Hamamatsu, Shizuoka datam de 14 000 a 18 000 AP.

### Período Jomon

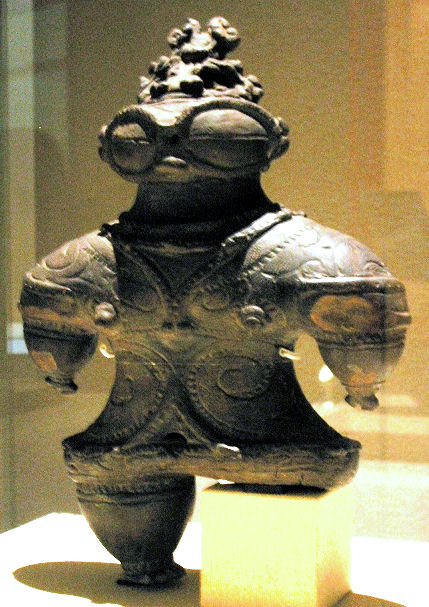
Estátua do período Jomon tardio

A transição do paleolítico para o período Jomon (縄文時代, Jōmon-jidai) teve início com a introdução da cerâmica na região a par de culturas agrícolas ainda incipientes. A primeira civilização japonesa Jomon ocupou as ilhas nipónicas em finais da quarta glaciação por volta de 14 mil AEC. Durante os primeiros dez mil anos desde o aparecimento dos primeiros povos, aproximadamente entre 11 000 e 500 AEC, a sobrevivência dos habitantes dependia principalmente da caça, pesca e colecta. Desde finais do século XIX , os debates, que por vezes também envolvem os manuais escolares, sobre as origens étnicas e culturais dos actuais habitantes do arquipélago centraram-se na questão da identidade cultural japonesa. Desde o final da Segunda Guerra Mundial, a referência a textos antigos, como o Kojiki e o Nihon shoki, diminuiu enquanto a população demonstrou um verdadeiro entusiasmo pelas descobertas arqueológicas relativas aos períodos Jōmon e Yayoi. As escavações do sítio Yayoi de Toro (Shizuoka) no final da década de 1940, e mais tarde o artigo de Tarō Okamoto em 1952 e as suas visitas à Exposicão Universal de Osaka em 1970, realizada em referência à cultura Jōmon, opuseram dois modelos de sociedade: o modelo Yayoi de uma comunidade agrícola e pacífica, e o modelo Jōmon de uma sociedade não hierárquica com uma estética “moderna”. Desde então, os locais de escavação se multiplicaram como em nenhum outro lugar do mundo. Os objetos foram utilizados em museus locais e muitos locais foram objeto de uma apresentação educativa envolvente, em particular os parques arqueológicos de Sannai Maruyama e Yoshinogari..
O nome do período provém do tipo de cerâmica desenvolvida, que significa "marca de corda" - um cunho distinto deixado pelas cordas na argila ainda crua, que se formava a partir de tiras de barro cozido a baixas temperaturas. De acordo com a sua datação, a cerâmica deste período é das mais antigas cerâmicas conhecidas no mundo. Os primeiros vestígios de cerâmica, entre os mais antigos da história da humanidade, aparecem por volta de 14.500-13.000 AEC, no sítio Ōdai Yamamoto I, na província de Aomori. As distinções regionais que surgiram no Paleolítico entre o Japão Ocidental e o Japão Oriental tornaram-se mais evidentes; as sete e oito áreas culturais distintas foram formadas no final do período, por volta de 300 AEC. O desenvolvimento da cerâmica permitiu um armazenamento mais eficiente dos alimentos, mas também a cozedura, e portanto o consumo, de novos alimentos como bolotas e castanhas. Além disso, começaram a aparecer objetos de laca, como pentes ou tigelas, bem como tecidos feitos de fibras vegetais.
Acentua-se um movimento de sedentarização nas aldeias, já observado durante o período anterior. As habitações têm quatro a cinco metros de diâmetro, com o solo localizado a um metro de profundidade. Existem também edifícios de maiores dimensões, com até 30 metros de comprimento, principalmente em regiões conhecidas por episódios de degelo. As práticas funerárias fazem aparecer certos objetos como cães e também ornamentos decorativos, mas não apresentam distinções sociais significativas. A alimentação continua a ser à base do produto da caça, à qual se juntam vegetais de forma gradual ao longo do período, enquanto no final deste período se começa a difundir a agricultura, bem como uma silvicultura de castanhas, do 4º ao 3º milénios AEC.. A pesca e a apanha de marisco generalizaram-se ao longo da costa e o cão começou a ser domesticado. As redes de troca de mercadorias abrangem todo o arquipélago e, por vezes, atravessam o mar. A abundância de recursos explica, sem dúvida, o fraco desenvolvimento da agricultura no Japão durante o período Jōmon, que constitui uma variante original da neolitização: sedentarismo, cerâmica precoce, e processos de domesticação de plantas e animais (quase) inexistentes · .

### Período Yayoi

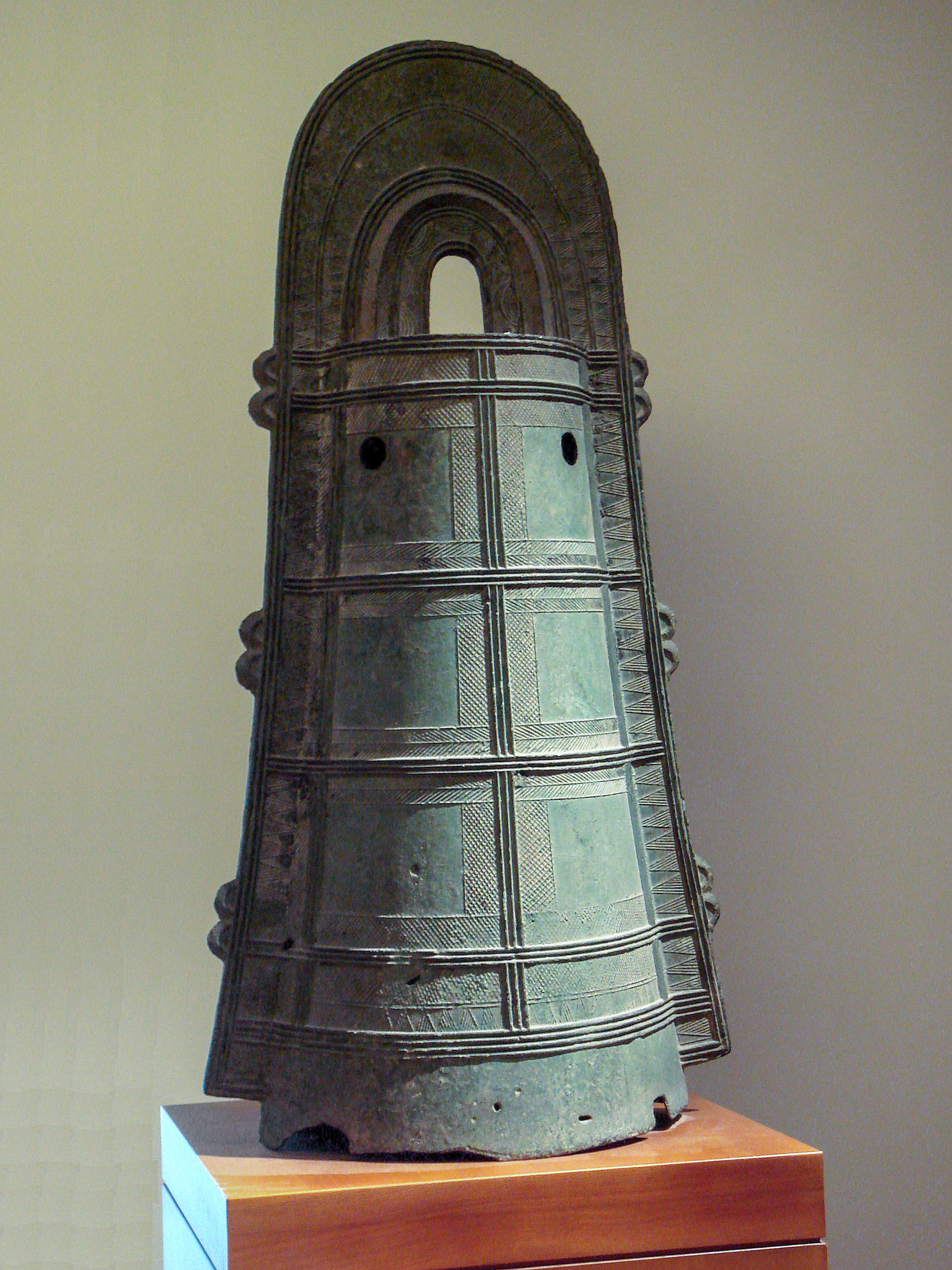
Dōtaku datado do século III, no período Yayoi

A cultura do período Yayoi (弥生時代, Yayoi jidai) caracteriza-se por ter sido a fase de implementação de métodos de cultivo de arroz — técnica importada da China a partir da Coreia, e estende-se até ao século III — e do trabalho em metal, apesar de, em arqueologia, ser classificado segundo a identificação de determinados artefactos, especialmente de diversos estilos de cerâmica. A cultura Yayoi, nomeada em homenagem a um tipo de cerâmica específico desse período, desenvolveu-se de 800 a.C. no oeste do arquipélago e inicialmente coexistiu com a cultura Jōmon até cerca de 400 a.C., a data inicial tradicionalmente aceita. Surgem os espigueiros elevados para armazenar colheitas. Ao contrário de outras regiões do mundo, o aparecimento da agricultura no Japão não foi acompanhado pelo desenvolvimento da pecuária. Objetos de bronze e ferro aparecem simultaneamente. A matéria-prima não é extraída no local, mas é importada na forma de lingotes e fundida em moldes. Grandes sinos de bronze, espadas e pontas de lança, ou tama, são moldados e enterrados para fins cerimoniais.
Os membros pertencentes à cultura Yayoi tinham características físicas distintas das dos povos de Jomon, o que sustenta três hipóteses quanto à origem dos Yayoi. A primeira afirma que os povos deste período eram descendentes dos Jomon, tendo, no entanto, sofrido alterações fisiológicas devido a mudanças na dieta e estilo de vida. Outra teoria afirma que eram imigrantes do continente (Coreia). A terceira hipótese sustenta que os povos Yayoi eram descendentes do cruzamento entre os Jomon e os imigrantes provenientes do continente.
As aplicações da tecnologia metalúrgica diversificaram-se, passando a ser comum o fabrico de ferramentas agrícolas, espadas de bronze, armas de ferro e espelhos para o uso em rituais religiosos. Com a divisão do trabalho surgiu também uma profunda estratificação da sociedade, fazendo com que se estabelecessem classes dominantes e respectivos feudatários, dando origem à divisão territorial por caciques.
Durante o final deste período existia já um número significativo de caciques. Um dos mais importantes foi Yamatai-koku, que estabeleceu bases para a nação emergente do período seguinte. As Crónicas de Wei descrevem a existência desse território; uma nação conhecida na China como Wa (primeiro registo escrito do nome do Japão), a qual era liderada por uma mulher chamada Himiko, provavelmente a imperatriz-consorte Jingo. De acordo com Wei Zhi, um reino poderoso ganhou ascendência sobre todos os outros; este reino era chamado Yamatai-koku e situava-se em Wa (Japão).

### Período Kofun

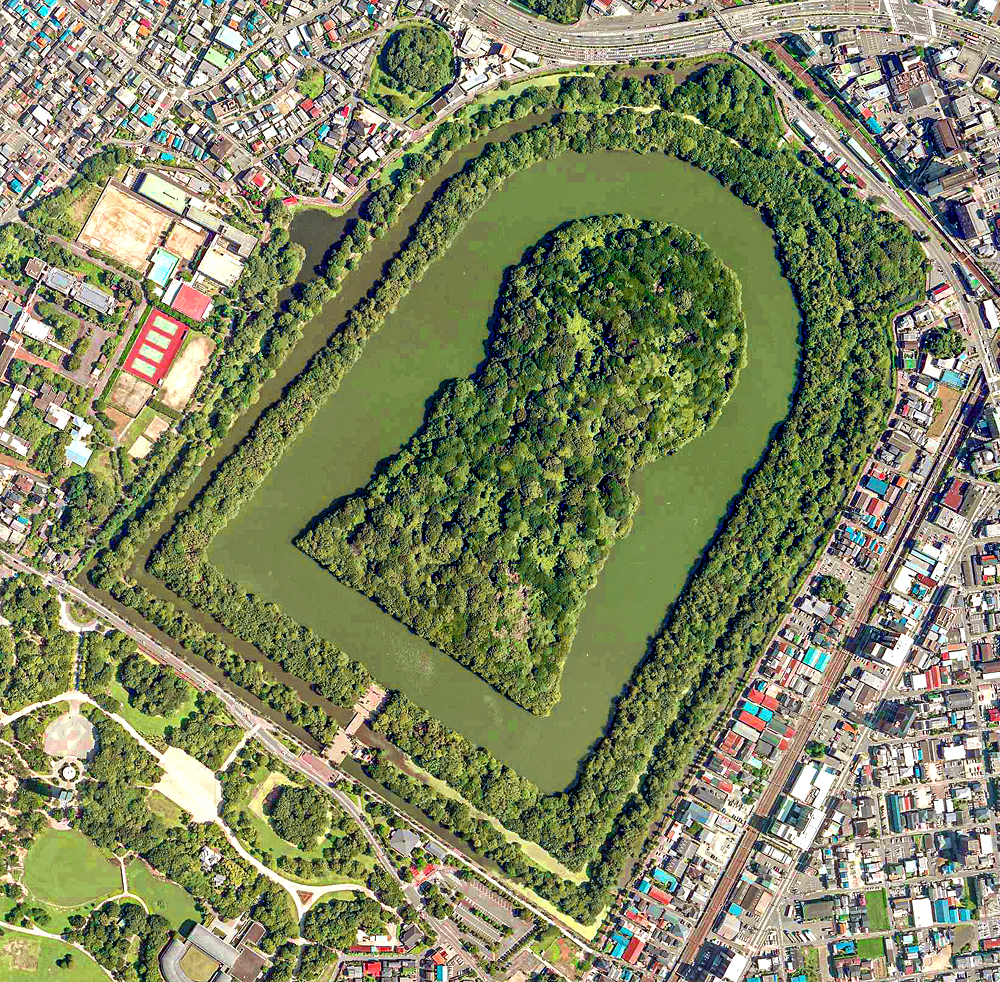
O Daisenryō-Kofun em Osaka, é o maior túmulo deste tipo e a sua construção data do século V a.C.

O período Kofun data entre 250 e 300, com a construção do primeiro kofun, e 538 e 552, época em que se considera que o budismo foi introduzido no Japão. Vários historiadores e arqueólogos, como Charles T. Keally, prorrogam o prazo até 710, por forma a que os períodos Asuka e Hakuhō sejam considerados subperíodos do Kofun.
Este período adquiriu o mesmo nome das mamoas funerárias onde os membros da classe aristocrática eram enterrados juntamente com as suas armas, armaduras e escudos de bronze - kofun (古墳, lit. "antigo túmulo"). A área destes túmulos varia de tamanho, chegando a dimensões semelhantes às pirâmides do Egito, o que reflete a magnitude de poder dos governantes. O seu tamanho aumentou entre meados do século IV e o início do  século V, nomeadamente na região de Kinki, que se tornou um importante centro político entre 450 e 500 no final de um processo de unificação política. Por volta do início do século V, o seu centro na província de Yamato, perto de Nara, mudou-se para a planície de Kawachi. O aumento do tamanho do "kofun" nesta ocasião atesta um crescimento significativo do poder. O que foi construído nesta época em Daisen tem 480 metros de comprimento e 30 metros de altura, e terá exigido o recurso a quase 200.000 homens durante vários anos. No final do século V e início do século VI, surgiu um novo tipo de regime político, centralizado em torno de alguns grandes líderes e com os primórdios de uma administração. Este desenvolvimento anda de mãos dadas com um declínio no número e tamanho dos kofun, substituídos por grandes necrópoles com pequenos montes, ilustrando uma concentração de poder.
O período Kofun marca o fim da pré-história. Uma vez que não existem registos japoneses, a história deste período dependeu de fontes externas (inicialmente de documentos coreanos e posteriormente de chineses), assim como dos manuscritos do início do período Nara, por volta do século XVII. Apesar de não existirem registos de origem chinesa que mencionem o Japão entre os anos 266 e 413, as escrituras coreanas do século IV proporcionam uma vasta informação das actividades do reino de Wa na península coreana. Por outro lado, os registos chineses do século V demonstram uma relação muito próxima entre a China e o emergente governo Yamato (localizado na atual província de Nara). Entre 413 e 502, os Cinco Reis de Wa - nome que menciona os cinco monarcas do Japão - mantiveram uma estreita relação com o dito país, enviando continuamente emissários ao território chinês.
A paleogenética mostra que os indivíduos antigos do período Kofun são geneticamente distintos dos indivíduos da cultura Yayoi. Os resultados sugerem que os Hans do Leste Asiático são a população mais próxima desta fonte continental. Confirmam ainda a hipótese de que o início do período Kofun foi acompanhado por uma forte migração do continente asiático para o arquipélago japonês. Desde então, tem-se verificado "um certo nível de continuidade genética" na população japonesa moderna.
Durante este período, o Japão teve um contacto significativo com a China e, sobretudo, com a Coreia. No ano 400, a infantaria do exército japonês acudiu em socorro o reino de Baekje, no sudeste da península da Coreia, tendo contudo sofrido uma significativa derrota nas mãos da cavalaria do reino de Koguryo, proveniente do norte da península.
Acentuou-se o processo de diferenciação social já activo no período anterior, sendo que entre 350 e 400 o material funerário presente nestes túmulos evidencia uma militarização do poder. No entanto, regiões inteiras permanecem fora deste modelo cultural dominante, como o norte da Tōhoku, Hokkaidō, o Ilhas de Satsunan, perpetuando a cultura do Jōmon. A partir do século V, desenvolveram-se plantações de arroz em zonas secas, e novas áreas foram desmatadas e cultivadas, permitindo o crescimento da produção agrícola. A criação de diques e lagoas, bem como a drenagem de zonas húmidas, demonstram também uma organização social mais avançada.
O governo da corte de Yamato focou-se num Kimi (君, "rei") e, a partir do século V, o mandatário passou a ser chamado Tennō (天皇, "imperador"). O termo Tennō (天皇, "imperador"), o qual é empregue atualmente, foi utilizado a partir do mandato do Imperador Tenmu.

### Período Asuka

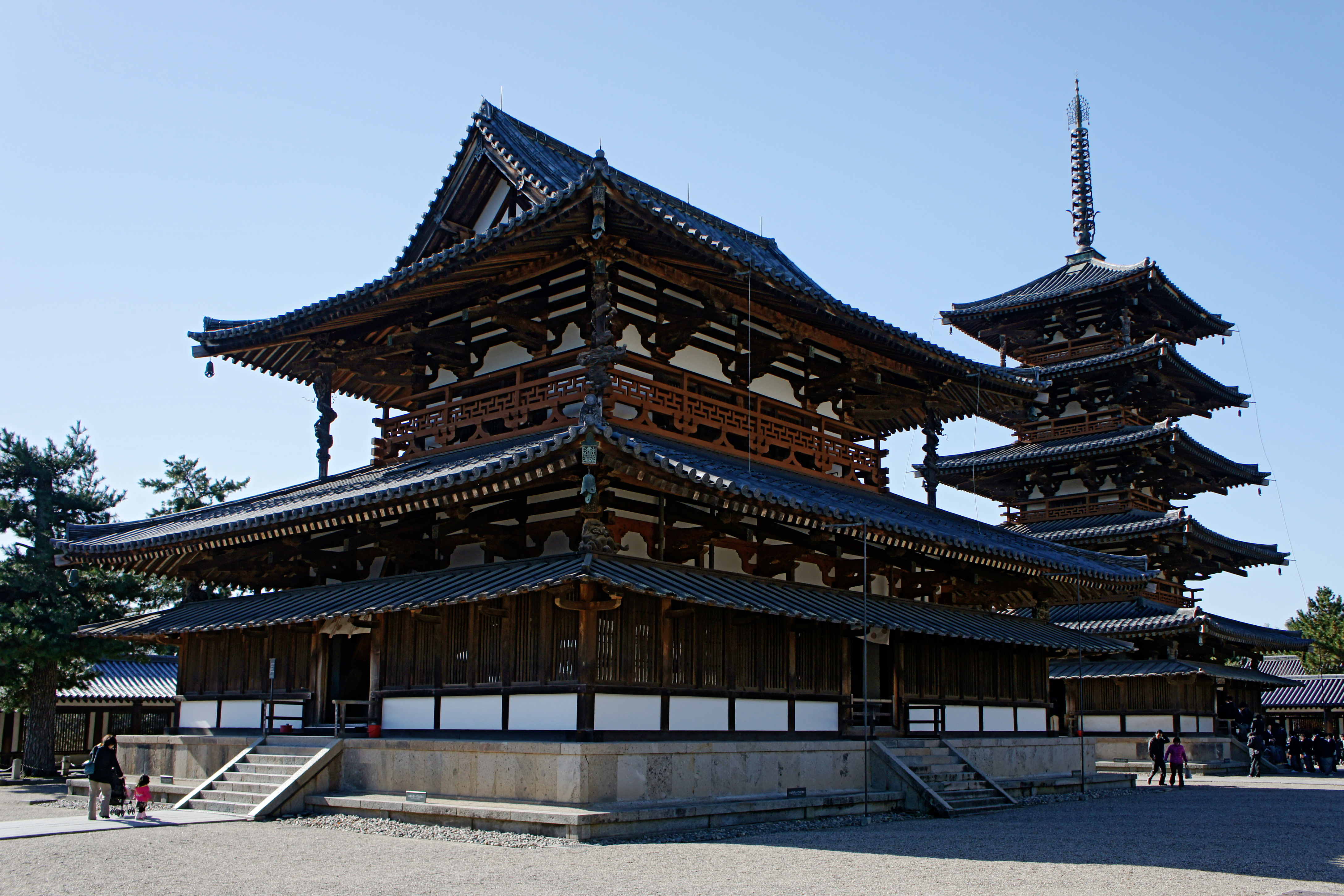
Templo budista de Hōryū. Construído em meados do período Asuka por ordem do Príncipe Shotoku, representa o início da presença do budismo no Japão

O período Asuka (飛鳥時代, Asuka jidai) teve início com a introdução do budismo no Japão, no ano 552. A introdução do budismo esteve na origem de uma série de conflitos por todo o país. Alguns membros da corte viram com bons olhos a difusão desta religião, ao considerar que a sua implementação poderia contribuir para a unidade nacional e facilitaria o estabelecimento de uma nova hierarquia religiosa sob a autoridade de uma divindade omnipotente (Buda), ao contrário das centenas de kami do xintoísmo. O conflito terminou com a vitória de Soga no Umako em 587, assim como com a implementação do budismo enquanto religião oficial, atribuída pelo príncipe Shōtoku Taishi e pela Imperatriz Suiko em 593. Apesar do tudo, o budismo não se chegou a sobrepor por completo ao xintoísmo e ambas as religiões coexistiram pacificamente ao longo da história do Japão.
O príncipe Shōtoku estabeleceu também um governo central. A corte financiou a construção de vários templos e palácios, inspirando-se em modelos arquitectónicos coreanos e chineses. O príncipe, admirador profundo da cultura destas nações, fomentou o recurso a caracteres chineses (que estão na origem dos kanji); lançou bases para o desenvolvimento de códigos de conduta e ética de governo fundamentados no budismo (constituição dos dezassete artigos, 604); e enviou inúmeras missões japonesas à China Imperial durante a dinastia Sui (600-618), com o intuito de estabelecer firmes relações diplomáticas.
Em 602, o príncipe Kume liderou uma expedição à Coreia, acompanhado por cerca de 120 a 150 caciques locais (Kuni ni Miyatsuko). Cada cacique foi escoltado por um exército pessoal, cujo número dependia da riqueza de cada feudo. Estas tropas formaram o protótipo de um exército, que viria a ser conhecido nos séculos posteriores por samurai.
A arte deste período incorpora os temas de arte budista. Uma das obras mais notórias é o templo budista de Horyu-ji, encomendado pelo príncipe Shōtoku no início do século VII, sendo a mais antiga estrutura de madeira do mundo.

### Período Hakuhō

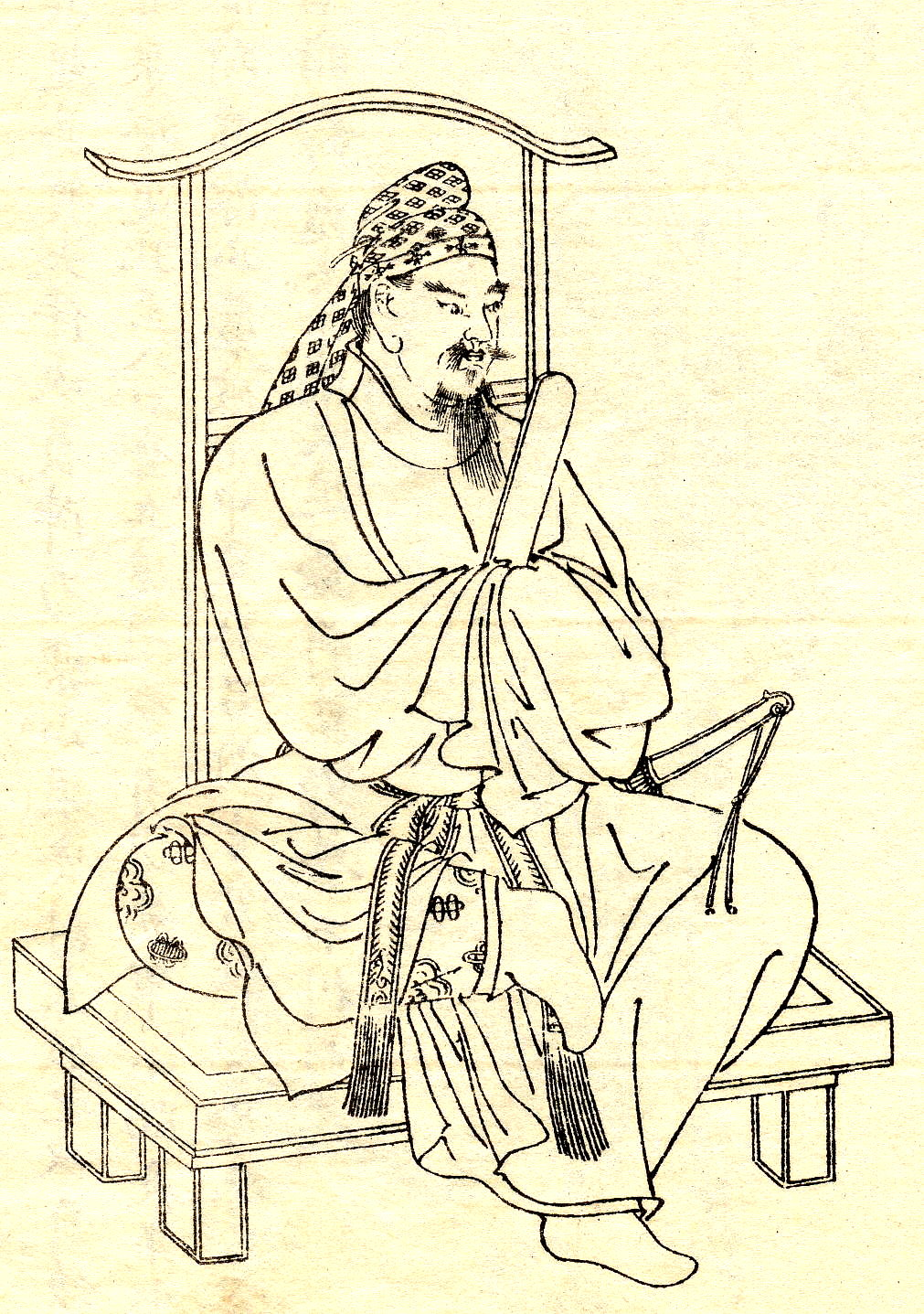
Nakatomi no Kamatari, personagem decisiva no período Hakuhō ao contribuir para a derrota do clã Soga e para a criação das Reforma Taika e do Código Omi. Em virtude do seu trabalho recebeu o apelido Fujiwara

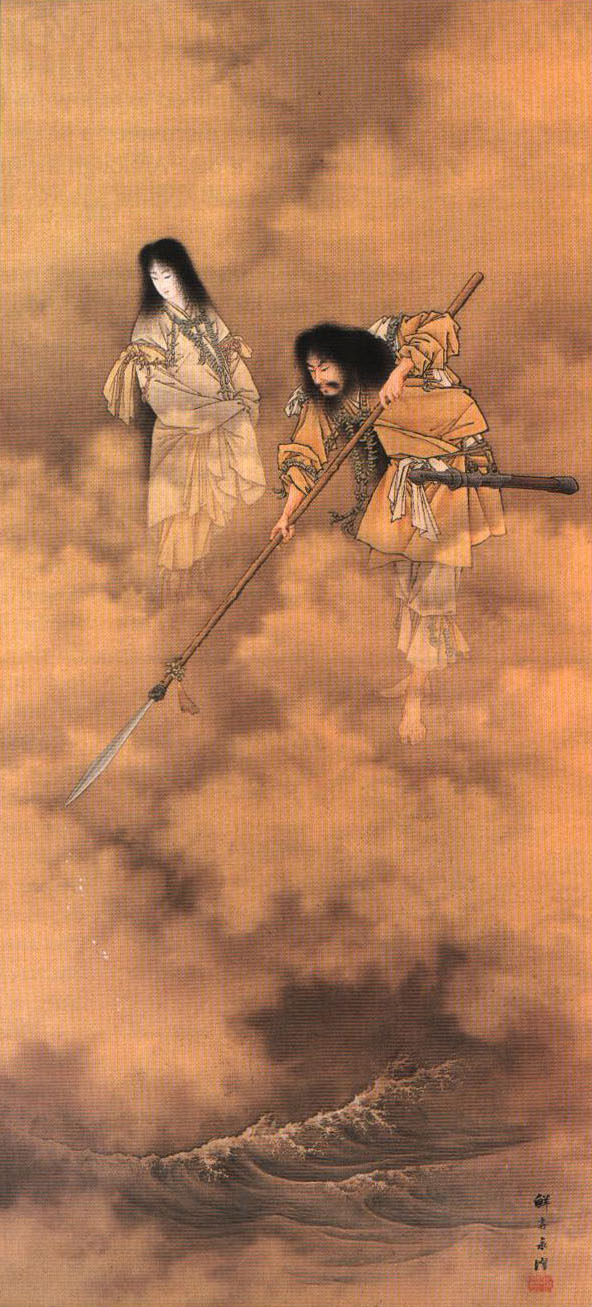
Izanagi (direita) e Izanami (esquerda) criando o submundo. Pintura de Eitaku Kobayashi

Após a morte do príncipe Shōtoku em 621, surgiu dentro da corte um novo clã chamado Soga, que foi gradualmente tomando o controlo político, o que constituiu uma forte ameaça para o governo imperial. Em 645, face à urgência da situação, o príncipe Naka no Ōe (626-672), conjuntamente com outros membros, organizou um grupo e assassinou o líder do clã, Soga no Iruka, em plena audiência com a Imperatriz Kogyoku (Incidente de Isshi). A imperatriz abdicou do trono em favor do seu segundo filho, o Imperador Kōtoku (596-654), ao mesmo tempo que o clã Soga foi debelado. Em 646, o novo imperador, juntamente com Nakatomi no Kamatari e o príncipe Naka no Ōe, redigiu uma série de leis designadas de "Reformas Taika", com o propósito de fortalecer o poder central, as quais implementaram uma reforma agrária e reestruturaram a corte imperial segundo o modelo chinês da Dinastia Tang. A corte impulsionou ainda o envio de embaixadas e estudantes para a China a fim de assimilar aspectos culturais dessa região, afectando de forma radical a cultura e sociedade japonesas. A este período deu-se o nome de Hakuhō (白鳳文化, Hakuhō bunka).
Após as mortes do Imperador Kotoku (em 654) e da Imperatriz Kogyoku (que retomou o trono com o nome de Imperatriz Saimei, vindo a morrer em 661), o príncipe Naka no Ōe assumiu o poder sob o nome de Imperador Tenji. Durante o seu reinado foram promulgados o primeiro ritsuryo (uma compilação de leis baseada na filosofia de Confúcio e em leis chinesas) e o Código Omi em 669. Nakatomi no Kamatari, que escreveu o código, foi recompensado pelo imperador Tenji, recebendo o sobrenome de Fujiwara, que posteriormente veio a fundar o clã Fujiwara.
No ano 618 a dinastia Tang tomou o poder na China e aliou-se ao reino coreano de Silla, com o propósito de atacar o reino de Paekche. Os japoneses enviaram três exércitos expedicionários (em 661, 662 e 663) em auxílio do reino de Paekche. Durante o conflito, o Japão sofreu uma das mais significativas derrotas na sua história antiga, perdendo cerca de 10 mil homens, um número significativo de barcos de grande porte e inúmeros cavalos de guerra. Receando uma invasão por parte da nova aliança entre Silla e a China, o Japão iniciou uma militarização progressiva. Em 670 foi ordenado um recenseamento demográfico tendo em vista o recrutamento de população para o exército japonês. Toda a costa norte de Kyushu foi fortificada, ao longo da qual se edificaram postos de vigia, e se construíram torres de sinalização com fogueiras na costa das ilhas Tsushima e Iki.
Após a morte do Imperador Tenji em 671, os seus dois sucessores disputaram o trono na Guerra Jinshin. Após a vitória do Imperador Tenmu em 684, este decretou que todos os elementos policiais civis e militares dominassem as artes marciais. Em 702, os sucessores do Imperador Tenmu culminaram com as reformas militares através do Código Taihō (大宝律令, Taihō-ritsuryō), conseguindo assim a vantagem de um imenso e estável exército conforme o sistema chinês. Cada heishi (soldado japonês) era atribuído a um gundan (regimento), durante uma determinada parte do ano, enquanto que os restantes soldados dedicavam-se à agricultura. Os soldados estavam individualmente equipados com arcos, uma aljava e um par de espadas.

#### Estabelecimento do sistema imperial
No século VIII, os governantes do período Yamato ordenaram que a sua inclusão nos mitos e lendas japonesas fosse consumada, por forma a se legitimarem perante a população. Uma das mais importantes lendas refere-se à origem do Japão, atribuída aos kami Izanagi e Izanami. Segundo a lenda, foi a partir destes dois que nasceram os três kami maiores: Amaterasu, deusa do Sol e senhora dos céus; Susanoo, deus dos oceanos; e Tsukuyomi, o deus da escuridão e da Lua. Em determinado dia, Amaterasu e Susanoo discutiram e, embriagado, Susanoo destruiu tudo à sua passagem. Amaterasu ficou tão assustada que se escondeu numa caverna, recusando-se a sair, tendo o mundo ficado privado de luz. Com o propósito de fazê-la sair, um kami feminino, Ame-no-Uzume-no-Mikoto, realizou uma dança erótica acompanhada pelo regozijo da miríade dos deuses reunidos em assembleia. No momento em que Amaterasu perguntava o que tinha acontecido, revelaram-lhe a existência de uma kami mais poderosa, Ame-no-Uzume, que tinha pendurado um espelho numa árvore, por forma a que Amaterasu ficasse atraída por ele. Lentamente ela se aproximou do espelho que tinham colocado à sua frente. A surpresa de ver o seu próprio reflexo foi tão grande que Amaterasu ficou deslumbrada e algum tempo depois a luz voltou a iluminar a Terra. Assim, o espelho Yata no Kagami passou a fazer parte da Regalia Imperial do Japão.
O segundo elemento das três joias da coroa japonesa é descrito posteriormente na mesma lenda. Susanoo foi banido pelos distúrbios que havia causado e, enquanto caminhava pelas terras de Izumo, ouviu uma cobra (ou dragão) de oito cabeças, chamada Yamata no Orochi, que atormentava os moradores locais. Susanoo assassinou a cobra embriagando-a com saque e de seguida cortando-lhe as cabeças. Na cauda da cobra, Susanoo encontrou uma espada e decidiu oferecer à sua irmã em sinal de paz. Esta espada é, pois, o segundo ícone das insígnias imperiais.
A terceira e última insígnia é uma magatama (miçanga em forma de curva) que Amaterasu deu ao seu neto Ninigi-no-Mikoto, quando este recebeu o cargo de governar o submundo. A joia, por sua vez, foi entregue ao seu neto, o imperador Jimmu, o primeiro imperador do Japão. Desta forma, subvencionados na crença popular, os governantes de Yamato legitimaram o processo pelo qual o Japão seria governado sob um sistema imperial, fortemente apoiado pela crença no xintoísmo.

### Período Nara

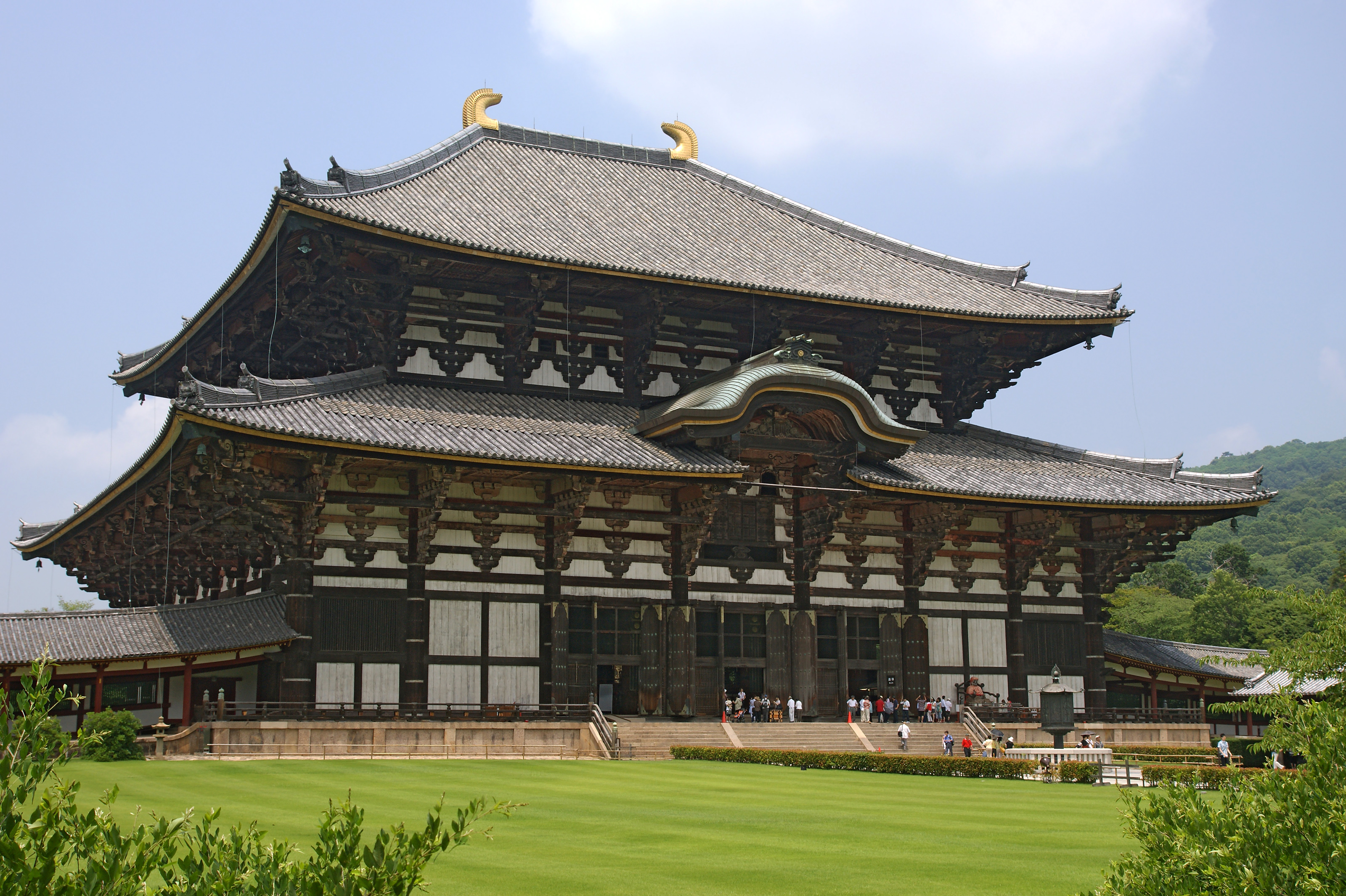
Daibutsu-den, dentro do complexo de Tōdai-ji. Este templo budista foi financiado pela corte Imperial durante o período Nara

O período Nara (奈良時代, Nara-jidai) teve origem em 710, quando a capital foi transferida para Heijō-kyō - próxima da província de Nara - prolongando-se até finais de 794, quando a capital foi novamente transferida para Heian-kyō, atual Quioto. A nova capital foi inspirada em Changan, antiga capital da China durante a dinastia Tang. Neste período, o governo financiou a construção de inúmeros templos na capital e na província, com o intuito de obter apoio religioso. Assim, a implementação em definitivo do budismo e do confucionismo foi imposta. A influência cultural chinesa tornou-se mais evidente, refletindo-se na literatura. É nesta época que surgem os primeiros registos históricos compilados pela corte imperial - o Kojiki (712) e o Nihonshoki (720). Nasce então a poesia japonesa, o waka, e em 759 é compilada a primeira coleção de poesia do Japão, o Man'yōshū.
Apesar de tudo, o novo sistema chinês não foi bem recebido pela sociedade japonesa. Disputas entre os membros da família imperial, o clã Fujiwara e os monges budistas eram frequentes. Fujiwara no Fuhito, filho de Kamatari e burocrata supremo dentro da corte, compilou então o Código Yoro em 720, por forma a revisar o anterior Código Taihō. Contudo, no mesmo ano, o burocrata morreu, gerando uma fragmentação de poderes entre os seus filhos, o que adiaria a publicação do código para o ano de 757. Esta mudança de poderes foi a fonte de conflitos entre o príncipe Nagaya e os quatro filhos de Fuhito (Muchimaro, Fusasaki, Maro e Umakai). Em 729, estes acusaram falsamente Nagaya de corrupção, e ele foi condenado à pena de morte, vindo posteriormente a cometer suicídio. Os filhos de Fuhito morreram após um surto de varíola, que foi atribuída a uma suposta maldição lançada pelo príncipe antes de morrer. Isto fez com que o Imperador Shomu se transferisse para várias cidades, declaradas sucessivamente capitais do país entre 740 e 745.
Após a abdicação do trono por parte do imperador Shomu em 749, o clero budista tomou o poder com o apoio da Imperatriz Koken, que, apesar de ter abdicado do trono em 758, continuou a exercer controlo sobre a corte, favorecida por um importante monge chamado Dokyo, ao qual outorgava poder político. Isso fez com que o clã Fujiwara e o imperador Junnin intentassem um golpe de estado em 764, tentativa esta falhada, provocando a deposição do imperador e a execução de Fujiwara no Nakamaro, líder da conspiração. A imperatriz retomou então o trono com o nome Imperatriz Shotoku, continuando com a permuta de poder para Dokyo, que chegou inclusive a ser nomeado por um oráculo como sucessor a imperador. Mais tarde, em 770, a imperatriz morreu de varíola e Dokyo fugiu para o exílio, o que motivou profundas alterações políticas. Os monges budistas foram, entretanto, excluídos do governo, seguindo-se a suspensão dos apoios governamentais à religião. As medidas impostas pelo imperador Konin (770-781), assim como pelo imperador Kanmu (781-806), fizeram com que a corte imperial abandonasse Nara, com o intuito de se afastar dos templos budistas. A corte foi então transferida para Nagaoka-kyō em 784. Passados dez anos, esta foi novamente deslocada para a nova capital Heian-kyō ("Capital da Paz e Tranquilidade").
Com o nascimento do estado unificado de Silla, a ameaça de uma invasão da Coreia contra o Japão desvaneceu-se, e então a corte de Nara focou a sua atenção nos habitantes do nordeste de Honshu, designados de emishi (蝦夷, "bárbaros"), com quem tiveram numerosas altercações. Em 774, eclodiu uma grande revolta, conhecida como a guerra dos trinta e oito anos. Nela, os emishi empregaram um sistema de "guerra de guerrilhas" e o uso de uma espada com lâmina curva, que lhes conferia uma significante vantagem de combate - com um melhor desempenho rotativo, ao contrário da espada reta do exército da corte imperial de Nara, tornando-se assim mais eficientes. Em 796, com ajuda de Sakanoue no Tamuramaro, os emishi conseguiram a vitória sobre a corte imperial. Sakanoue recebeu então o nome de Seii Taishōgun (征夷大将軍, "Grande General Apaziguador dos Bárbaros"), - expressão mais tarde empregue para designar o líder dos samurais.
O sistema de recrutamento de camponeses terminou em 792, ao se reconhecer que a principal força militar viera dos chefes e dos seus soldados e não dos camponeses, que não possuíam a formação adequada e disciplina suficientes para os campos de batalha.

### Período Heian

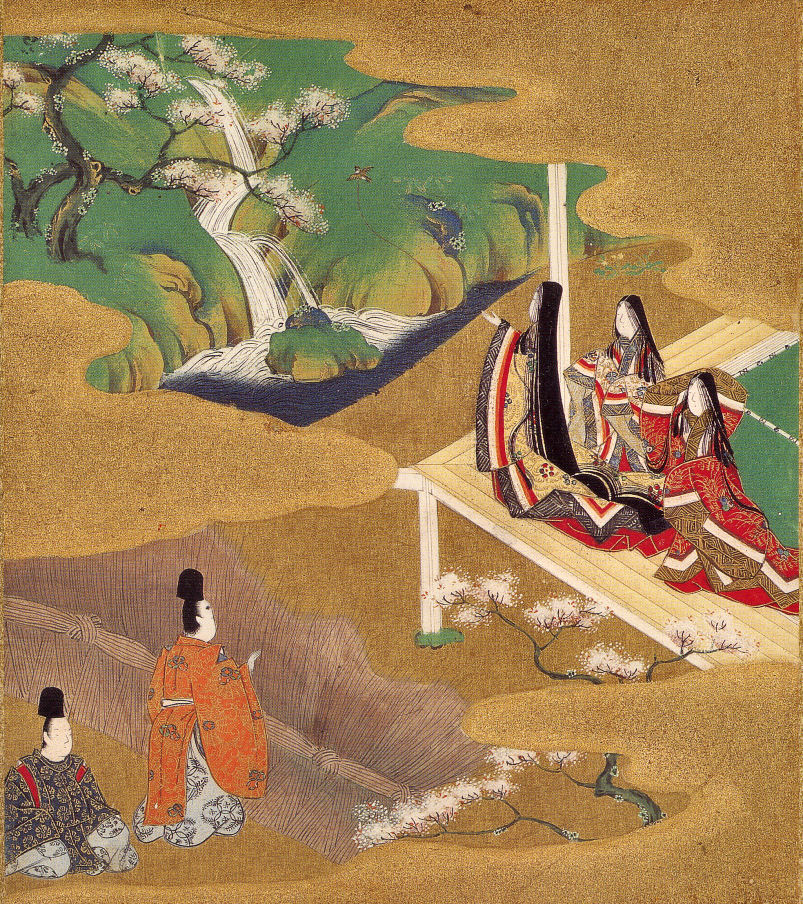
Ilustração de uma cena do Genji Monogatari. Durante o período Heian, a aristocracia foi o centro da cultura, política e sociedade japonesa

O período Heian (平安時代, Heian jidai) teve início em 794, indo até 1185, com o estabelecimento do primeiro regime xogum na história do país - Xogunato Kamakura.

#### Consolidação da aristocracia
Neste período, a rede estatal chinesa foi adaptada às necessidades japonesas, e uma cultura própria e sofisticada emergiu. Com o declínio do sistema burocrático dos códigos Taika e Taihō, a instituição imperial foi fortalecida durante os primeiros anos do reinado do Imperador Kanmu. Contudo, depois da sua morte em 806, a assimilação cultural com a China foi progressivamente desprezada e em 838 deram-se como finalizadas quaisquer relações com a Dinastia Tang. Além disso, com o desaparecimento do antigo sistema político, o clã Fujiwara começou um novo processo de adopção dos altos escalões hierárquicos do governo, estabelecendo estreitos laços matrimoniais com a família imperial a partir da primeira metade do século IX. Líderes do clã posicionaram-se de forma a se tornarem regentes (Sesshō e Kanpaku) dos imperadores, enquanto que outros membros do clã Fujiwara conseguiram monopolizar altos cargos, como o Conselho de Estado (Daijō-kan). Os oficiais de gama média e baixa foram distribuídos hereditariamente por outros clãs aristocráticos. Em finais do século X e começos do século XI, os Fujiwara governaram de facto o Japão e apenas uma pequena percentagem de imperadores regeram por conta própria, uma vez que quando assumiam o trono, eram forçados pelos líderes do clã a abdicar do mesmo ainda muito jovens, cedendo assim as decisões administrativas aos regentes e ao Daijō-kan.
O budismo esotérico das escolas de Tendai e Shingon tornou-se bastante popular durante este período, levando a que aristocratas procurassem a "salvação" através de cerimónias e rituais budistas em tais instituições religiosas. Até então, mobilizada pela escrita chinesa, a cultura japonesa sofreu um significativo aprimoramento, tendo como ponto central a corte imperial. O aperfeiçoamento literário foi expressivo com a criação do Kana, uma escrita silábica, que se ajustava com a fonética japonesa. Novos géneros literários foram estabelecidos como romances (monogatari) - salientando-se o livro Genji Monogatari de Murasaki Shikibu escrito por volta do ano 1000 - seguidos pelos jornais, ensaios e outros documentos pessoais feitos por cortesãos como Makura no Soshi e Sei Shonagon, escrito também por volta do ano 1000.
Em 860 já poderia ser vista grande parte das características dos futuros samurais nos campos de batalha - hábeis cavaleiros no uso do arco e flecha, bem como de katanas. Estes militares a cavalo possuíam total confiança do "Trono do Crisântemo, estando encarregues da segurança das cidades, assim como dos confrontos contra as revoltas que se sucedessem.
No entanto, o sistema público de terras que se estendia sobre as províncias estava prestes a entrar em colapso. Em inúmeros locais foram criadas terras privadas (shōen), as quais eram utilizadas em primeira instância pela aristocracia e pelos grandes templos. Com a suspensão de registos familiares e a alocação de terras de cultivo no século X, os terrenos do estado foram ultimados enquanto áreas privadas. Assim, os proprietários destes terrenos elegiam os clãs e camponeses locais como seus administradores, o que resultou na transferência do poder das terras para estes. Contudo, a existência de numerosas propriedades privadas reduziu significativamente os impostos, chegando ao ponto em que a própria família imperial se viu forçada a adquirir terras privadas para assegurar a sua renda.

#### Ascensão da classe samurai

Mon do clã Minamoto, um dos protagonistas do período Heian

Mon do clã Taira, inimigo do clã Minamoto e um dos clãs mais importantes do período Heian

O processo de descentralização sofrido pelo governo fez com que a administração local apresentasse dificuldades, resultando numa quebra da lei e ordem públicas. Durante o século IX, o Japão sofreu uma grave crise económica e social como resultado de pragas e fomes acompanhadas pela má nutrição em massa, epidemias e aumento da mortalidade. Com isto, numerosos distúrbios, motins e revoltas começaram a surgir em inícios do século X. O governo tomou então a decisão de conceder amplos poderes aos governantes de cada região, sendo que estes passaram a ter permissão para recrutar tropas de combate, que faziam uso do sabre japonês (katana), de arqueiros (Kyujutsu) e cavalaria, alistando ainda agricultores enquanto seus simpatizantes que atuavam contra as crescentes rebeliões conforme sua vontade. Isto veio a conceder um enorme poder político aos governadores. Foi durante este período que se documentou pela primeira vez a palavra "samurai", ou seja, “aqueles que servem”, isto num contexto puramente militar.
O primeiro grande teste de equilíbrio sobre o sistema ocorreu no ano de 935, quando uma revolta contra o governo central de Quioto, liderada pelo samurai Taira no Masakado, descendente do príncipe Takamochi, começou a tomar graves proporções. A princípio, a corte Heian considerou que o incidente que envolvia Masakado seria apenas uma revolta da localidade, até que este veio a auto-proclamar-se "o novo imperador". Respondendo a tal situação, a corte enviou um exército provincial para sufocar a revolta, originando na morte do líder por decapitação em 940. A partir deste momento e dependendo da sua origem social, estes líderes de guerreiros começaram a definir uma aristocracia em cada região, sendo-lhes confiado o poder, o qual passou a ser dominado por um grupo elitista de guerreiros.
Alguns aristocratas que não conseguiram cargos importantes no poder viram-se forçados a emigrar para outras províncias, assumindo a liderança sobre os guerreiros samurai do respectivo local. Um exemplo foram os clãs Taira, Minamoto e Fujiwara, que exerciam na capital. Estes possuíam guerreiros que os protegiam - tal como nos templos budistas, onde existiam monges armados (sohei) que guardavam defensivamente as suas próprias propriedades. Minamoto no Yoriyoshi, viu-se envolvido num marcante conflito da época denominado de Guerra Zenkunen ou "guerra dos primeiros nove anos" entre 1051 e 1062. Esta foi a primeira guerra que ocorreu no país desde a batalha contra os emishi. A disputa começou quando Abe no Yoritoki, descendente dos emishi e membro do clã Abe, não entregou os impostos à corte imperial. Yoriyoshi teria sido enviado para resolver o problema pessoalmente. Yoriyoshi e Yoritoki chegaram de forma pacifica a um acordo, contudo um conflito interno eclodiu no clã Abe e Yoritoki foi morto. Com este facto, foi declarada guerra entre Abe no Sadato, filho de Yoritoki, e Minamoto. Só em 1062 é que Yoriyoshi conseguiu vencer os Abe na batalha de Kawasaki, tendo transportado a cabeça do rebelde até Quioto como sinal de vitória. Minamoto no Yoshiie, filho de Yoriyoshi, combateu lado a lado com o seu pai durante todo o conflito, ganhando grande reputação pelas suas proezas militares. Isso lhe valeu o apelido de Hachimantarō ou "o filho primogénito de Hachiman, o deus da guerra".
Enquanto que a crise económica e a instabilidade política iam causando confrontações entre os clãs Fujiwara, Taira e Minamoto, tanto dentro como fora da corte, na segunda metade do século X, a família imperial restaurou o seu poder político com a ascensão ao trono do Imperador Go-Sanjo (1068 - 1073). Este impediu o clã Fujiwara do controlo de decisões administrativas; regulou os shōen; decidiu implementar reformas económicas sobre os obsoletos ritsuryo; e estabeleceu um sistema monárquico designado de insei (governo enclaustrado), em que o governante nominal de todos os governos e unidades administrativas não possuía um poder prático, senão o de simplesmente articular todos os processos. Apenas os conselheiros detinham o poder real. O imperador, ao momento de abdicar do trono, retirar-se-ia para um templo budista, contudo mantinha a posição de regente sobre o seu sucessor, preenchendo o vazio de poder que deixava o clã Fujiwara entre disputas internas e faccionárias. O seu sucessor, o Imperador Shirakawa (1073 - 1087), foi quem aplicou o sistema insei na sua máxima expressão ao governar enquanto imperador aposentado por mais de quarenta anos até 1129. Assim, Shirakawa governava sobre três imperadores que não passavam de títeres do governo. O imperador Toba (1107 - 1123) havia também adoptado o sistema insei, administrando o país por mais de três décadas até à sua morte em 1156. Toba exerceu influência sobre outros três imperadores. Neste período houve, contudo, contradições entre o imperador reinante e o aposentado, dando lugar à autoridade militar para governar o país sobre a autoridade civil.
Em 1083 eclodiu novamente um conflito armado em que Minamoto estaria envolvido, agora na Guerra Gosannen, que teve origem sobre as diferenças entre os líderes dos antigos dirigentes e aliados dos clãs Minamoto e Kiyowara. Depois de uma feroz batalha por três anos consecutivos, em que a corte se recusou a auxiliar o clã Minamoto, este conseguiu, contudo, sair vitorioso. Quando Yoshiie foi a Quioto com a finalidade de conseguir uma recompensa, tal desejo foi recusado pela corte, que recriminou os impostos em atraso que o mesmo devia, dando assim início a um claro distanciamento entre a corte e Yoshiie. Enquanto isso, os seus rivais, os Taira, desfrutavam cada vez mais de uma boa relação com a corte imperial devido às suas façanhas na região oeste do país. A rivalidade entre os clãs Minamoto e Taira foi se intensificando e tornou-se cada vez mais evidente. Em 1156, depois da morte do imperador Toba, teve início um conflito entre os dois clãs, quando Minamoto no Yoshitomo se juntou a Taira no Kiyomori contra o seu pai Minamoto no Tameyoshi e o seu irmão Minamoto no Tametomo, durante a revolta de Hogen. A batalha foi breve, Tameyoshi acabou por ser executado e Tametomo castigado com o desterro. Esta revolta pôs em causa o poder do sistema insei, quando o retirado Imperador Sutoku foi vencido pelo governante Imperador Go-Shirakawa, e também sentenciou o destino final do clã Fujiwara, que foi banido do poder. Assim, o domínio foi monopolizado exclusivamente pelos clãs Taira e Minamoto.
Em 1159, houve outro confronto, conhecido como Rebelião Heiji, onde Yoshitomo enfrentou Kiyomori. A superioridade do clã Taira era de tal forma proeminente que os membros do clã Minamoto fugiram para se salvarem. Os Taira perseguiram-nos e Yoshimoto foi capturado e morto. Dos membros do grupo inicial da família Minamoto, restava um número insignificante deles, tendo o clã sido aniquilado quase por completo. Em 1167 Taira no Kiyomori recebeu do imperador o título de Daijō Daijin (Primeiro Ministro), o qual constituía o mais alto posto que o imperador poderia conceder, tornando-se então o governante do país e o primeiro governador militar da história do Japão. Entretanto, na tentativa de aderir ao poder, Kiyomori entrou um conflito com o imperador Go-Shirakawai, que intentava exercer controlo através do sistema insei, em 1158. No ano 1177, o imperador planeou um golpe de estado que acabou por fracassar, o que resultou consequentemente no seu exílio e na supressão do seu poder político. Kiyomori nomeou em 1178 como herdeiro ao trono o seu neto ainda criança, que em 1180 assumiu o poder com o nome de imperador Antoku. Isto motivou a ira dos opositores do clã Taira, dando origem às Guerras Genpei.

#### Guerras Genpei

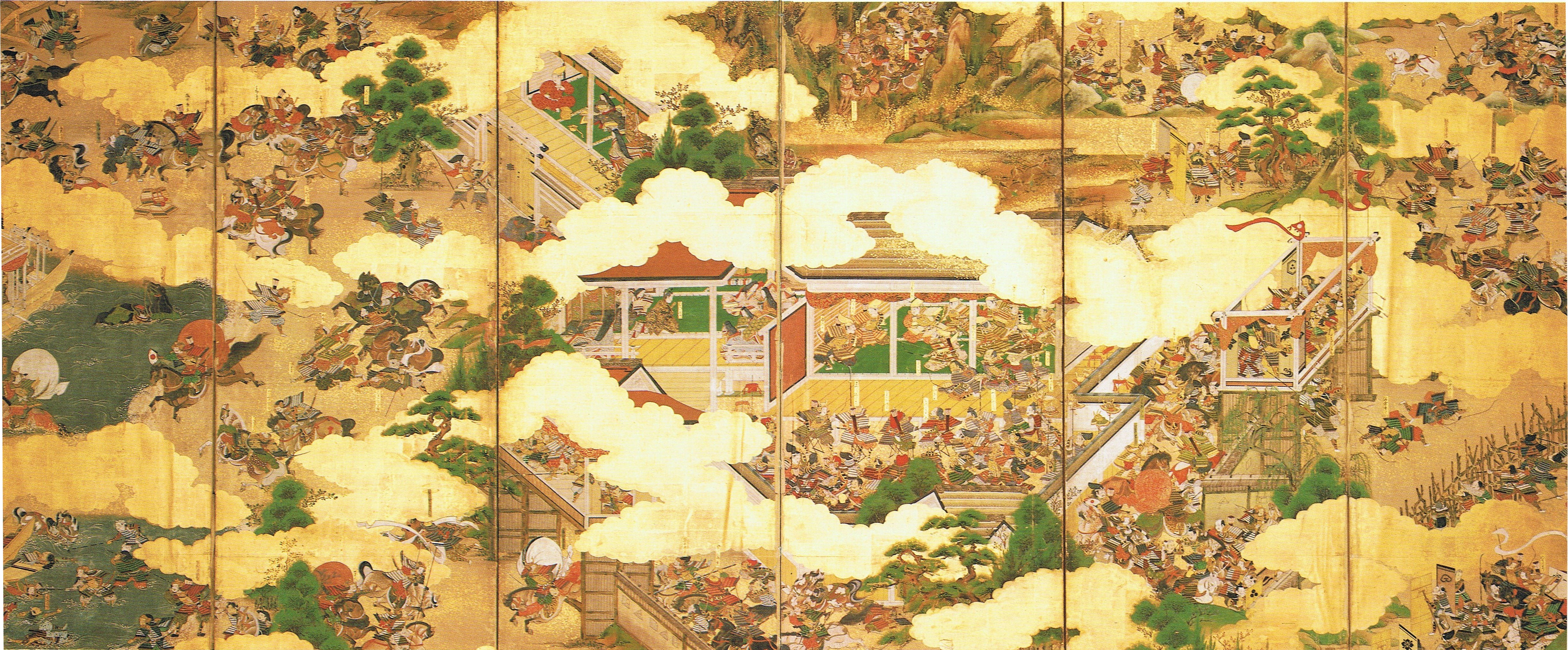
Cena das Guerras Genpei (painel do século XVII)

As Guerras Genpei (源平合戦, Genpei kassen ou Genpei gassen) foram uma série de guerras civis que evolveram os clãs mais influentes da acção política do país, designadamente os clãs Taira e Minamoto. Estas guerras ocorreram entre 1180 e 1185. Em 1180, instalaram-se no país duas revoluções independentes, que envolveram duas gerações distintas do clã Minamoto. Uma das revoluções sucedeu-se em Quioto e foi chefiada pelo veterano Minamoto no Yorimasa, enquanto que a outra ocorreu na província de Izu, comandada pelo jovem Minamoto no Yoritomo. Ambas as revoltas foram apaziguadas com relativa facilidade. Na província de Izu, Yoritomo foi forçado a fugir de Kanto, enquanto que em Quioto, Yorimasa foi vencido na batalha de Uji, onde cometeu seppuku antes de ser capturado.
Durante dois anos, ambos os lados foram se envolvendo em pequenos conflitos. Em 1183, os Taira decidiram enfrentar Minamoto no Yoshinaka, primo de Yoritomo. Depois de derrotar os Taira na batalha de Kurikara, Yoshinaka dirigiu-se com o seu exército para o local onde se encontrava Yoritomo. As tropas de Yoshinaka e de Yoritomo estavam envolvidas na batalha de Uji em 1184. Yoshinaka perdeu o confronto e tentou escapar, contudo foi capturado em Awazu, onde foi decapitado. Com esta vitória, o corpo principal dos Minamoto focou os seus esforços em derrotar os seus principais inimigos, os Taira. Yoshitsune dirigiu então o seu exército ao encontro do clã em nome do seu irmão mais velho, Yoritomo, que permanecera em Kamakura. Por fim, Minamoto reivindicou a vitória na Batalha de Dan no Ura. Entretanto, Yoritomo ordenou que os seus homens perseguissem o seu irmão Minamoto no Yoshitsune, pois este era considerado como uma forte ameaça e essencialmente um rival. Yoshitsune foi derrotado e morto na batalha de Koromogawa em 1189.

### Período Kamakura

Minamoto no Yoritomo, fundador do Xogunato Kamakura em 1192. Estabeleceu o primeiro regime militar em que os samurais governavam

Em 1192, Minamoto no Yoritomo auto-proclamou-se xogum - denominação esta que até então tinha sido apenas temporária, e tornou-se um título militar de alto nível. Com isto foi instituiu o xogunato enquanto figura permanente, que duraria cerca de 700 anos até à restauração Meiji. Com o novo ideal xogum, o imperador converteu-se num mero espectador quanto às questões políticas e económicas do país, enquanto que os samurais se tornaram efectivos.
Yoritomo estabeleceu o povo costeiro de Kamakura como a principal sede do xogunato, tendo assim este período recebido o seu nome. A corte imperial concedeu a Yoritomo o poder de nomear os seus próprios vassalos de protectores provinciais (Jito) e mordomos (shugo), responsáveis pela gestão das propriedades privadas. Em paralelo, a corte imperial continuou elegendo funcionários provinciais, assim como proprietários de imóveis enquanto administradores da respectiva terra. Posto isto, a estrutura política durante o período Kamakura apresentou uma dualidade, pois enquanto a administração civil era subvencionada pela corte imperial, a administração feudal era custeada pelo xogunato.
Após apenas três xoguns do clã Minamoto, e depois da morte do último, o clã não possuía outros herdeiros. Hōjō Masako, viúva de Yoritomo, tomou então a decisão de adoptar uma criança de um ano de idade, descendente de uma família do clã Fujiwara, e nomeou-o xogum. Assim, o clã Hōjō se perpetuaria no poder por várias décadas ao eleger uma criança a xogum a qual foi descartada assim que cumpriu vinte anos de idade, aproveitando-se de um estado fantoche para exercer o controlo do país. Por este motivo, em 1219, o aposentado imperador Go-Toba, que procurava restaurar o poder imperial que detinham antes do estabelecimento do xogunato, acusou os Hōjō de malfeitoria. As tropas imperiais mobilizaram-se, dando lugar à guerra Jōkyū (1219-1221), a qual culminaria com a terceira batalha de Uji. Durante este conflito, as tropas imperiais foram derrotadas e o imperador Go-Toba exilado. Com a derrota de Go-Toba, confirmou-se o governo dos samurais sobre o país.

#### Invasões mongóis do Japão

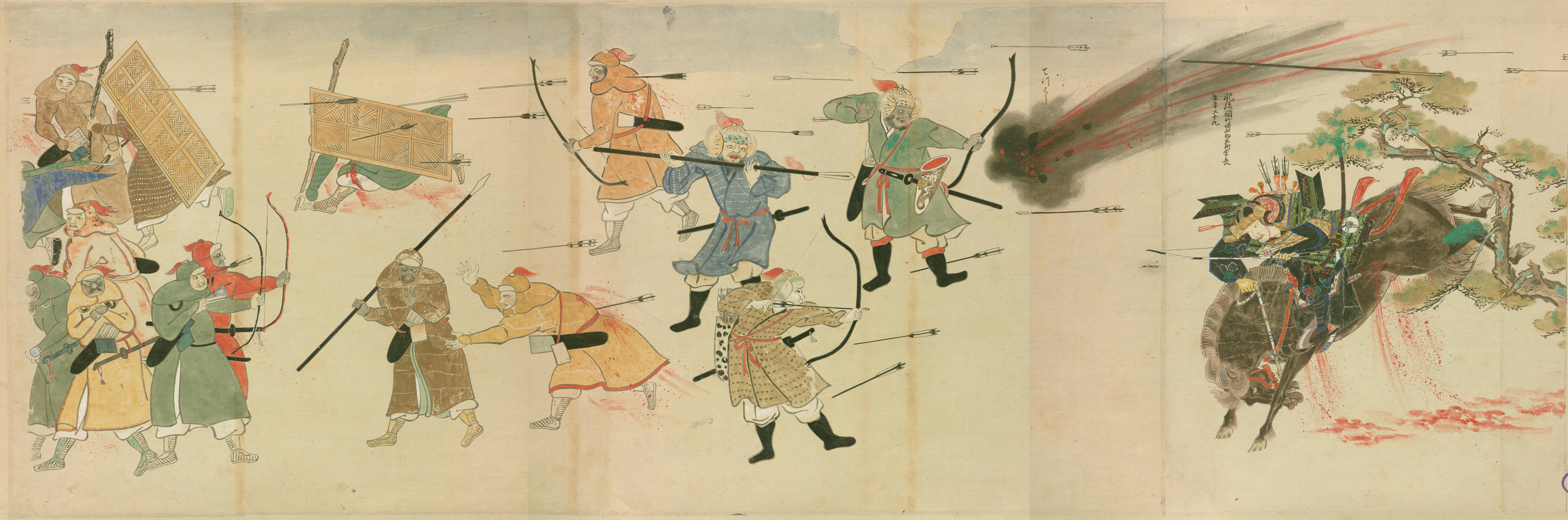
Um samurai atacado por diversos arqueiros e explosivos lançados por catapultas durante as invasões dos mongóis contra o Japão

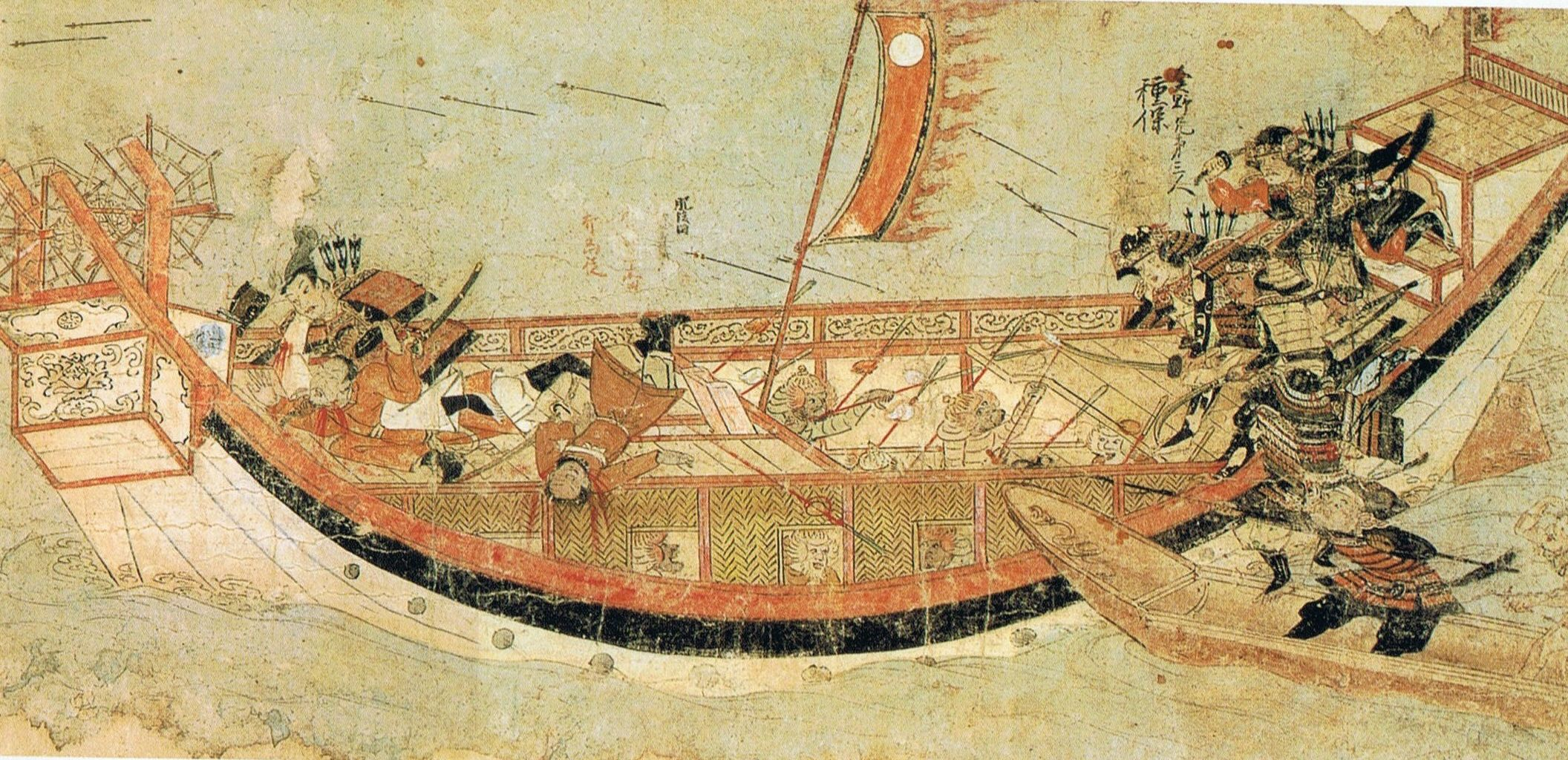
Samurais atacam barcos mongóis durante a invasão de 1281

Depois de Kublai Khan reclamar o título de imperador da China, decidiu invadir o Japão com a finalidade de submeter o país ao seu domínio. Esta foi a primeira oportunidade dos samurais para testarem as suas forças contra inimigos estrangeiros.
A primeira invasão ocorreu em 1274, quando as tropas mongóis desembarcaram em Hakata (actual Fukuoka). Durante esta batalha as tropas japonesas enfrentaram uma técnica bastante diferente no uso do arco e flecha daquilo a que estavam acostumados. Os mongóis arremessavam flechas a grandes distâncias, gerando "nuvens de setas", enquanto que os arqueiros japoneses efectuavam um tiro único e de curta distância contra os oponentes. Outra grande diferença entre as duas formas de combate encontrava-se no uso de catapultas do exército mongol. Entretanto, durante a noite do dia da batalha, uma forte tempestade danificou significativamente a frota invasora, obrigando-a a regressar à Coreia para rearmar o seu exército. Depois da retirada do exército inimigo, os japoneses tomaram uma série de medidas preventivas, como foi exemplo a construção de muros nos pontos mais vulneráveis da costa, assim como o posicionamento de um guarda efectivo em cada um deles.
A segunda tentativa de invasão teve lugar em 1281. Os samurais efectuaram ataques aos navios inimigos, tais como a pequenas balsas que tinham uma capacidade limitada de transportar cerca de doze guerreiros, isto com o propósito de impedir que as tropas inimigas apeassem na costa. Após uma semana de combates, um emissário imperial foi requerido para solicitar a Amaterasu, a deusa do sol, que intercedesse pelo exército japonês. Um tufão atingiu a frota mongol e a afundou quase por completo. Isso deu origem ao mito do Kamikaze (神風, lit. "Vento Divino"), considerado como um sinal de que o Japão teria sido escolhido pelos deuses e, portanto, estes seriam responsáveis pela sua segurança e sobrevivência das forças japonesas. Os poucos sobreviventes mongóis decidiram aposentar-se, determinando a vitória do Japão.

### Restauração Kemmu
No início do século XIV o clã Hōjō, que se encontrava em decadência, enfrentou uma tentativa de restauração imperial, agora sob a figura do imperador Go-Daigo (1318-1339). Tendo conhecimento de tais eventos políticos, o clã Hōjō enviou um exército de Kamakura, para impedir o sucesso do imperador. Frente a esta situação Go-Daigo fugiu para Kasagi, levando a regalia imperial com ele. O imperador Go-Daigo procurou refugio por entre os monges guerreiros que o acolheram e se prepararam para um possível ataque inimigo.
Após tentativas de negociação entre os Hōjō e o imperador para que este abdicasse do poder, e uma vez a sua recusa, decidiu-se então que outro membro da família imperial subisse ao trono. Contudo, visto que o imperador havia levado consigo a insígnia real, não foi possível realizar a tradicional cerimónia. Kusunoki Masashige - um importante guerreiro samurai que veio a tornar-se um modelo de referência para os futuros samurais da época -  combateu contra o imperador Go-Daigo num yamashiro (castelo japonês). No entanto, com a superioridade numérica do exército do imperador somada à vantagem da topografia do local, foi possível constituir uma eficaz defesa contra o ataque. Em 1332, o castelo desmoronou e Masashige decidiu retirar-se para dar continuidade à batalha no futuro. O imperador foi capturado e levado para a sede dos Hōjō localizada em Quioto, tendo sido mais tarde exilado nas ilhas Oki.
Construído um castelo em Chihaya, o qual possibilitava uma defesa superior comparada com o último, o exército liderado por Masashige foi atacado pelos Hōjō, porém a ofensiva do clã foi imobilizada. A forte defesa de Masashige motivou o imperador Go-Daigo a retomar novamente a batalha em 1333. Tomando conhecimento do retorno do imperador, os Hōjō decidiram enviar um dos seus principais generais, Ashikaga Takauji. Porém, Ashikaga decidiu aliar-se ao exército do imperador e definiu o lançar de um ataque juntamente com o exército ao quartel-general dos Hōjō em Rokuhara.
A traição de Ashikaga trouxe graves consequências aos regentes, e o exército do general foi dizimado. Entretanto, golpe definitivo surgiu pouco depois, quando um guerreiro chamado Nitta Yoshisada se uniu aos partidários imperiais, aumentando as suas forças. Nitta e o seu exército partiram para Kamakura e venceram os Hōjō.

### Período Muromachi

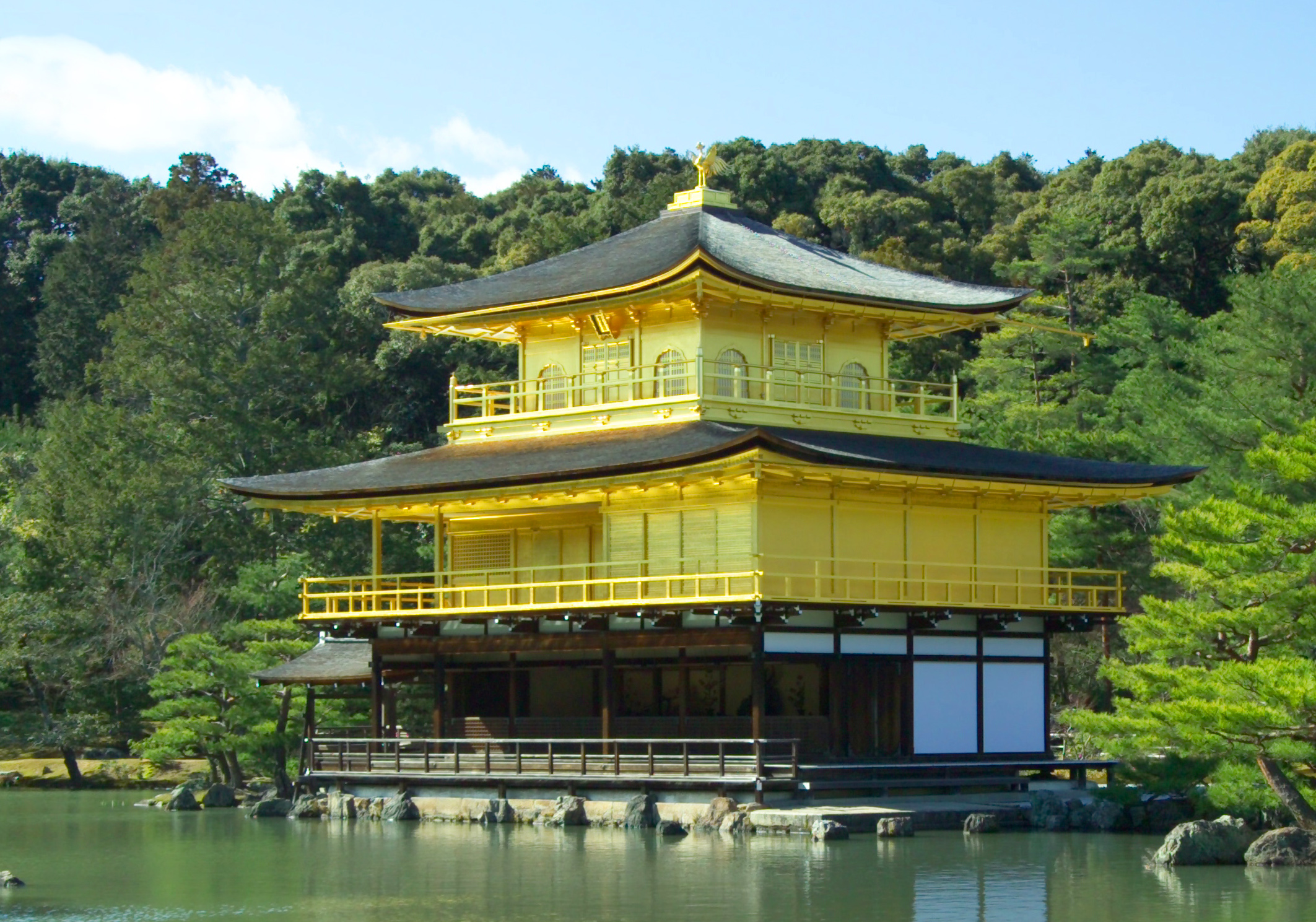
O Kinkakuji, o "Templo do Pavilhão Dourado", é um símbolo da cidade de Kyoto. Foi construído pelo Xogum Ashikaga Yoshimitsu em 1397

O período Muromachi (室町時代, Muromachi-jidai) envolve a era do xogunato Ashikaga (足利幕府, Ashikaga bakufu), sob o regime militar feudal que se encontrava em vigor desde 1336 até 1573. O referente período deve o seu nome à área onde o terceiro xogum Yoshimitsu havia estabelecido a sua residência. Depois de ter auxiliado o imperador Go-Daigo a conquistar novamente o seu trono, Ashikaga Takauji acreditava receber uma recompensa substancial pelos seus serviços. No entanto, por considerar que a retribuição não seria o suficiente e tendo em conta a insatisfação da classe samurai com este novo governo, decidiu então revoltar-se. Descendente do clã Minamoto, Ashikaga podia ascender ao trono imperial. Assim, com o intento de impedir tal acontecimento, o imperador decidiu agir rapidamente, enviando um exército contra Takauji, que o seguiu até à ilha Kyushu. Porém Takauji não foi derrotado e regressou ao trono em 1336. O imperador ordenou então que Masashige enfrentasse as tropas rebeldes em Minatogawa (agora Kōbe), mas foi novamente derrotado, resultando na vitória decisiva para Takauji. Masashige decidiu cometeu seppuku antes de ser capturado pelo exército de Takauji. Entretanto, o xogum nomeou o príncipe imperial Yutahito de imperador (Imperador Komyo). Go-Daigo foi para a cidade de Yoshino e, durante os seguintes 50 anos, duas cortes imperiais foram efetivas: a Corte do Sul em Yoshino e a Corte do Norte em Kyoto. Esta pendência ficou conhecida como período Nanboku-chō (南北朝時代, Nanbokuchō-jidai, literalmente "Cortes do Norte e do Sul"). A situação durou até 1392, graças às habilidades diplomáticas de um dos maiores governantes da história do Japão, o xogum Ashikaga Yoshimitsu, quando as duas linhagens se reconciliaram e a Corte do Sul cedeu.
Com a divisão do governo imperial perdeu-se todo o poder político efetivo, uma vez que a Corte do Norte recebia o apoio do xogunato e a Corte do Sul controlava apenas alguns territórios do Japão. O Xogunato Ashikaga erigiu enquanto governo central, apesar de ter sido um governo bastante débil, ao contrário do Xogunato Kamakura. Isto deveu-se ao facto de os guardas das províncias do Japão não serem simples oficiais, pois tinham poder suficiente para organizarem grupos elitistas de samurais e exércitos baseados no conceito entre senhor e vassalo, que foi progredindo até aos senhores feudais que detinham um controlo independente sobre várias regiões. Este novo tipo de líder foi chamado de  daimió (大名, lit. "Senhor das Terras").

#### Período Sengoku (1467-1568)
Após um breve período de relativa estabilidade, desenvolveu-se uma certa abstinência política durante o xogunato de Ashikaga Yoshimasa, neto do famoso Yoshimitsu Ashikaga. Yoshimasa havia-se dedicado por longo prazo às questões artísticas e culturais, pelo que se encontrava completamente ignoto sobre a situação económica e política do país. Com isto, os proprietários aproveitaram-se deste oportuno momento e começaram uma disputa interna pelo poder e pelas terras, acontecimento que ficou conhecido como a Guerra de Ōnin (応仁の乱, Ōnin no Ran). De uma disputa entre Hosokawa Katsumoto e Sōzen Yamana escalou para uma guerra que envolveu todo o país, incluindo o Xogunato Ashikaga e uma série de daimyos de várias regiões do Japão. Este período da história que se estabeleceu entre 1467 e 1568 ficou conhecido como o período Sengoku (japonês: 戦国時代, sengoku jidai). É justamente neste clima de instabilidade e inúmeros conflitos que a participação dos samurais teve significante importância.
Das figuras mais importantes deste período destacam-se Takeda Shingen e Uesugi Kenshin, cuja lendária rivalidade serviu de inspiração para várias obras literárias. Os exércitos de Shingen e Kenshin enfrentaram-se nas famosas batalhas de Kawanakajima (1553 - 1564). Apesar de a maioria das batalhas não passarem de meras guerrilhas, a quarta batalha de Kawanakajima, que ocorreu em 1561, teve grande importância na aplicação de várias tácticas de combates. Esta batalha resultou em grandes perdas para ambos os lados, distinguindo-se de qualquer outra batalha do período Sengoku. O confronto corpo a corpo entre os dois líderes resultou num desfecho em igualdade de circunstâncias no final do combate.
A guerra derrubou a ordem do estado antigo, assim como o sistema de territórios privados, contudo esclareceu a capacidade da classe guerreira e camponesa perante tais eventualidades, uma vez que teriam sido instituídas entidades autónomas locais. Da mesma forma, as cidades edificadas nas principais vias de circulação do Japão passaram a ser administradas por cidadãos armados. Os daimyos que conseguiram agrupar estas localidades autónomas ao seu poder político obtinham um maior estatuto e poder. Esta dinâmica, com o surgimento de novos centros políticos e económicos através do país, fez com que a sociedade do período Sengoku se tornasse bastante diferente da que anteriormente existia, onde o poder estava antes concentrado apenas na capital.
Com estes excessivos confrontos internos pelo desejo de mais poder e mais terras, era só uma questão de tempo até que um poderoso daimyo tentasse alcançar Kyoto, com o objetivo de derrubar o xogum, como aconteceu em 1560. Acompanhado por um imenso exército, Imagawa Yoshimoto (1519-1560) marchou em direcção à capital com a finalidade de derrubar o então líder. No entanto, ele não contava em enfrentar as tropas de Oda Nobunaga, um daimyo secundário que se encontrava em desvantagem em relação a Imagawa numa proporção de doze soldados para um. Yoshimoto, confiante do seu poder militar, havia celebrado a vitória antes mesmo de a batalha terminar. Oda Nobunaga conseguiu atacá-lo quando este se encontrava desprevenido durante uma das suas habituais celebrações na Batalha de Okehazama. Enquanto Yoshitomo saia da sua tenda justo à causa da agitação que ocorria no exterior, foi capturado e em seguida morto nesse mesmo local. Nobunaga passou então de um simples daimyo para uma figura de destaque na conjuntura política e militar do país.

### Desenvolvimento cultural e contacto com o ocidente

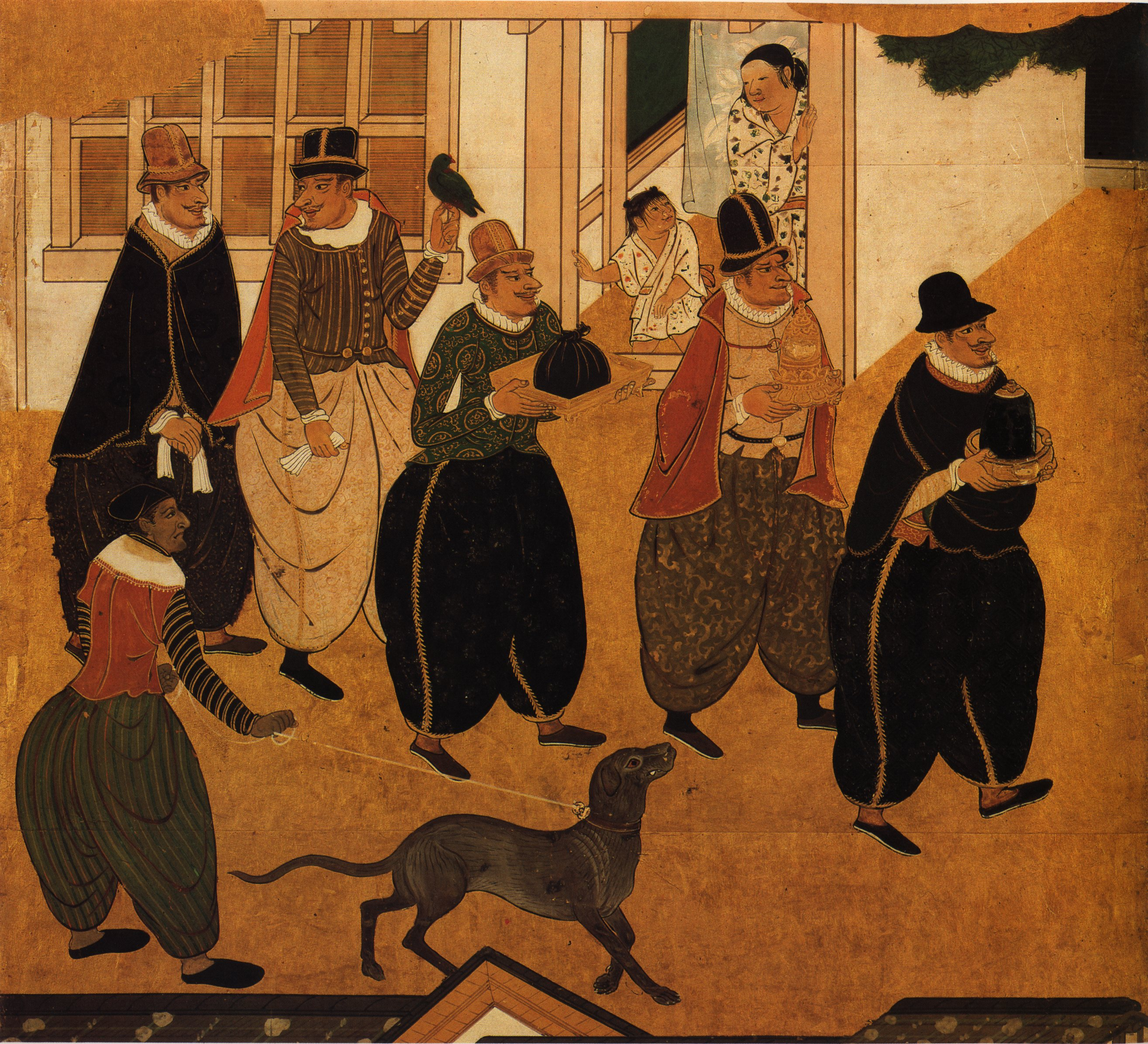
Grupo de Nanban portugueses.Biombo de Kano Domi (finais do século XVI)

Apesar do proeminente estado de guerra, o desenvolvimento de vários factores culturais no Japão foi evidente neste período na arquitetura, pintura, música e poesia. O terceiro xogum Yoshimitsu foi um importante promotor das artes no Japão, aspecto este fulcral que estimulou a origem da cultura Kitayama durante o seu reinado, que perdurou entre a segunda metade do século XIV e inícios do século XV. Este período ficou marcado pelo surgimento dos teatros Noh e Kyogen e pela distinta construção do pavilhão Kinkaku-ji (em japonês 金閣寺, Templo do Pavilhão Dourado). Na segunda metade do século XV, o oitavo xogum, Ashikaga Yoshimasa, promoveu a cultura Higashiyama, onde o zen budismo e a estética wabi-sabi influenciaram a harmonização cultural entre a corte imperial e a classe samurai, assim como incentivaram o florescimento de expressões artísticas, como o surgimento da cerimónia do chá (chadō ou sadō), a Ikebana, o Kōdō, o renga, entre outras.
Durante a fase final do período de Sengoku deu-se a chegada dos primeiros europeus, oriundos de Portugal, ao Japão. Isto ocorreu em 1543, quando um navio de portugueses aportou na costa da ilha de Tanegashima (a sul de Kyushu). As armas de fogo trazidas pelos exploradores portugueses foram as primeiras a serem introduzidas no Japão. Em 1549, o jesuíta espanhol Francisco Xavier chegou a Kyushu e destacou-se como um importante difusor do cristianismo no Japão. Nos anos seguintes, comerciantes portugueses, holandeses, ingleses e espanhóis chegaram ao Japão enquanto missionários jesuítas, franciscanos e dominicanos. Com isto, os visitantes europeus denominados de nanban (南蛮 literalmente: "Bárbaros do Sul") desembarcaram na região sul do arquipélago japonês e rapidamente desenvolveram um conceito elementar relativamente aos japoneses, considerando-os enquanto sociedade feudal, providos de um grande desenvolvimento urbanístico e uma sofisticada tecnologia pré-industrial.
As armas de fogo trazidas pelos portugueses foram uma importante inovação tecnológica e militar que ocorreu neste período. A produção deste tipo de armas começou a ser efectiva em inúmeras áreas do Japão, tendo sido um factor decisivo com a utilização do Arcabuz na batalha de Nagashino em 1575. O cristianismo espalhou-se pelo país muito rapidamente, sobretudo a oeste do arquipélago, refletindo-se na conversão religiosa por parte de alguns daimyos da região. No entanto, as autoridades japonesas consideraram o cristianismo como uma eventual ameaça, que poderia facilmente desencadear uma possível conquista europeia sobre o Japão. Assim, foi proibida a prática desta doutrina religiosa em toda a nação, recorrendo-se à violência como método exemplar e impiedoso. Isto resultou no corte gradual entre as relações comerciais do Japão com o resto do mundo (excepto com a China e Países Baixos) nos começos do período Edo.

### Período Azuchi-Momoyama
Em 1573 Oda Nobunaga (1534 - 1582) marchou em direção a Kyoto para derrotar o xogum Ashikaga Yoshiaki. Este acontecimento marcou o início do que é denominado de período Azuchi-Momoyama (安土桃山時代,, Azuchi Momoyama jidai), o qual recebeu o nome de dois emblemáticos castelos da época, nomeadamente os castelos Azuchi-jō e Fushimi-Momoyama. Uma semana depois, após conseguir a retirada do xogum Yoshiaki, Oda Nobunaga convenceu o imperador a alterar o nome da era para Tenshō enquanto símbolo do estabelecimento de um novo sistema político. Da mesma forma, o imperador concedeu-lhe o título de Udaijin (太政大臣, lit. "Grande ministro do estado") tendo assim permanecido por quatro anos.

#### Oda Nobunaga

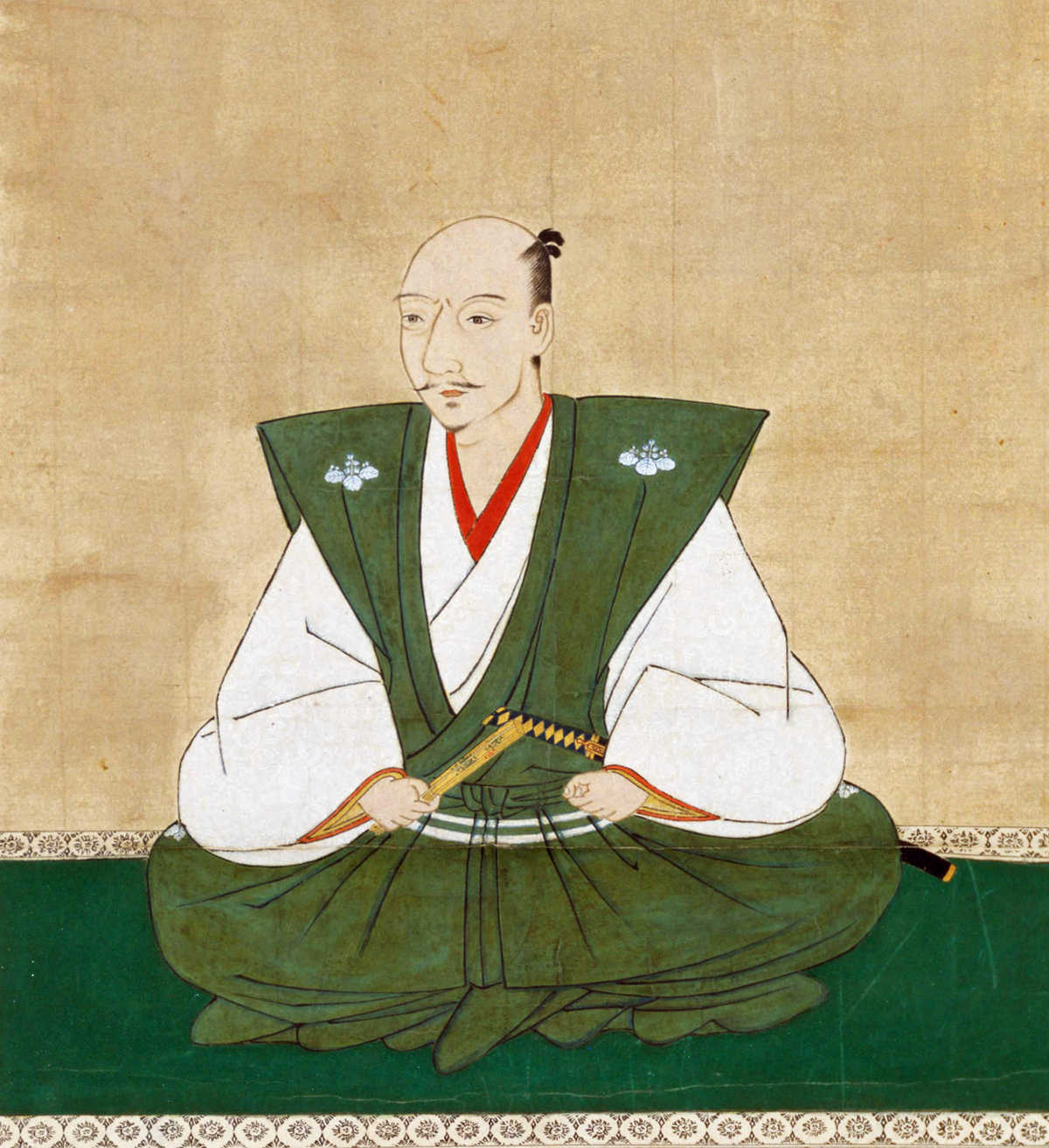
Oda Nobunaga depôs ao xogum Ashikaga Yoshiaki terminando assim o Xogunato Ashikaga

Nobunaga nasceu em 1534 na província de Owari e até 1560 havia sido um daimyo secundário. Em 1560, alcançou fama e reconhecimento ao vencer o vasto exército de Imagawa Yoshimoto durante a batalha de Okehazama. Depois de colaborar com a ascensão de Yoshiaki ao poder, Nobunaga lançou uma campanha com o propósito de tomar o controlo da parte central do país. Em 1570 derrotou os clãs Azai e Asakura, durante a batalha de Anegawa, e em 1575 derrotou a lendária cavalaria do clã Takeda na batalha de Nagashino. Outros dos seus principais inimigos foram os monges guerreiros Ikko-ikki, membros da seita budista de Jōdo-Shinshu, uma rivalidade que perdurou durante doze anos, dez dos quais persistiu o mais duradouro cerco da história, o cerco da fortaleza Ishiyama Hongan-ji.
Em 1576, Nobunaga mandou construir o castelo de Azuchi, o qual se veio a tornar o seu local de operações militares. Em 1582, Oda dominava quase toda a parte central do Japão e as suas principais vias, entre as quais as estradas Tōkaidō e Nakasendo. Assim, decidido a estender o seu domínio territorial para oeste, dois dos seus principais generais ficaram encarregues de completar a tarefa; enquanto que Toyotomi Hideyoshi pacificaria a parte sul da costa oeste do Mar Interior de Seto, em Honshu, Akechi Mitsuhide marchou para o litoral norte do Mar do Japão. Durante o verão do mesmo ano, Hideyoshi encontrava-se detido no cerco do Castelo de Takamatsu, controlado pelo clã Mōri. Hideyoshi solicitou reforços a Nobunaga, que respondeu à solicitação e ordenou que Mitsuhide avançasse com o seu exército para apoiar Hideyoshi. Contudo, contrariamente ao acordo inicial, Nobunaga permaneceu no templo Honnō-ji para sua própria segurança. Ocorrente da situação Mitsuhide, decidiu então regressar a Kyoto para atacar e incendiar o templo no que ficou conhecido como o Incidente de Honnō-ji. Como resultado, Nobunaga acabou por cometer seppuku.

#### Toyotomi Hideyoshi

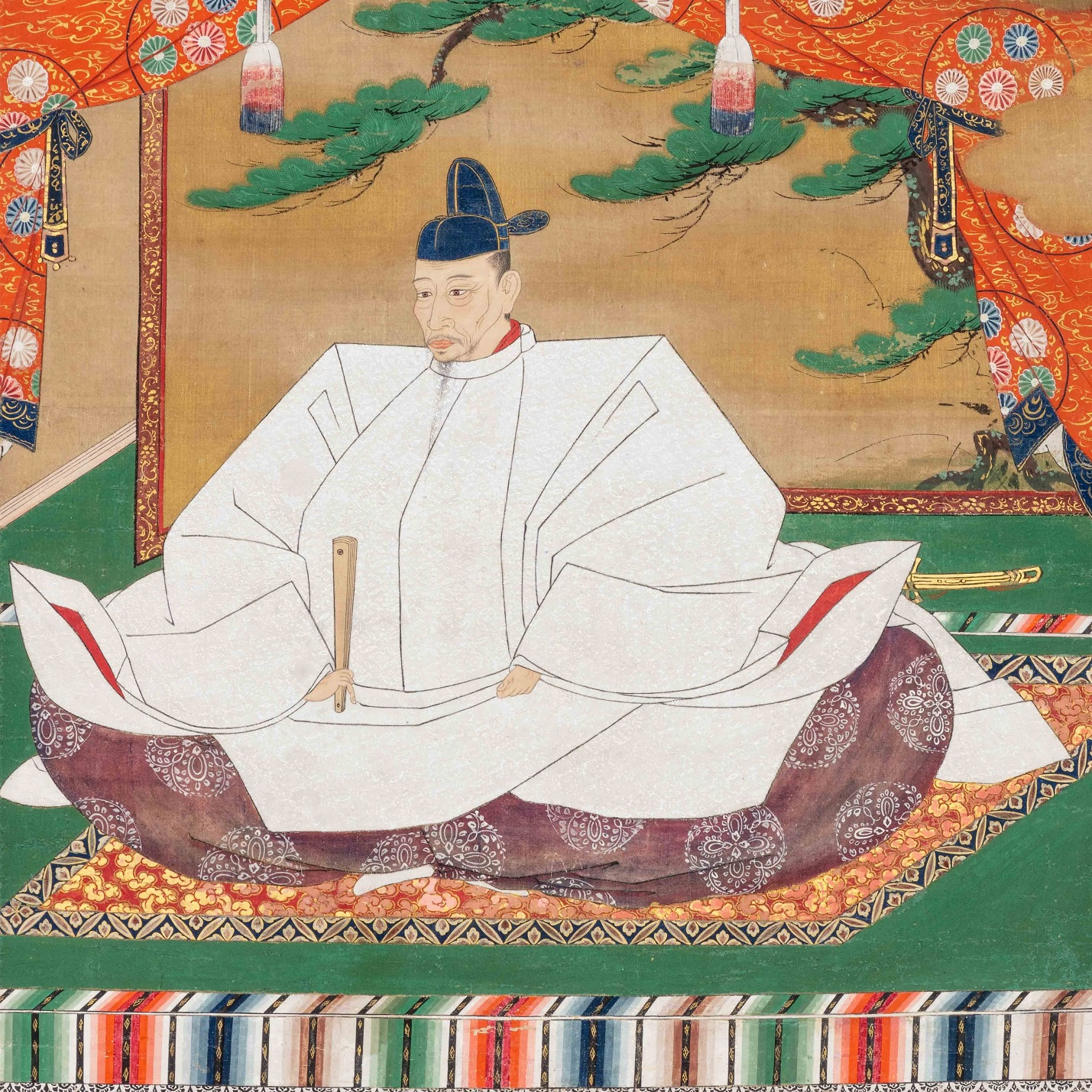
Retrato de Toyotomi Hideyoshi

Toyotomi Hideyoshi (1536 - 1598) teve um importante papel político e militar no Japão. Distinto pela sua destreza no campo de batalha, acabou por se tornar num dos principais generais do clã Oda.
Durante o Incidente de Honnō-ji, Hideyoshi encontrava-se no castelo Takamatsu quando recebeu a notícia da morte do seu mestre. Imediatamente realizou tréguas com o clã Mori e regressou a Kyoto numa marcha forçada para defrontar o exército do recém auto-nomeado xogum Akechi Mitsuhide. O confronto ocorreu nas margens do rio Yodo, perto do pequeno povoado designado Yamazaki, onde a batalha recebeu o seu nome. Hideyoshi saiu vitorioso e Mitsuhide foi obrigado a partir em retirada, porém acabou por ser assassinado por um grupo de camponeses, pondo fim ao seu governo de apenas 13 dias.
O facto de ter vingado a morte do seu antigo mestre concedeu-lhe a previsível oportunidade de se tornar a mais alta autoridade militar do país. Derrotou e enfrentou todos os rivais que contra ele se opuseram, por cerca de dois anos. Em 1585, e depois de ter garantido o controlo sobre o centro do Japão, dirigiu-se para oeste, conquistando territórios para além do escopo que Nobunaga havia conseguido. Em 1591, depois de unificar o Japão, Hideyoshi tentou conquistar a China. Para isso, o regente solicitou o apoio da dinastia Joseon da Coreia, para que garantisse uma passagem segura até à China. Porém, o governo coreano negou tal assistência. A Coreia foi então palco de duas invasões massivas por parte das tropas japonesas entre 1592 e 1598, originando na morte de Hideyoshi, que durante todo esse tempo havia permanecido no Japão.
Uma vez que Hideyoshi não possuía descendência real e nem sequer provinha de qualquer um dos históricos clãs japoneses, não lhe foi nunca concedido o título de xogum. Em compensação, recebeu uma designação de menor importância em 1595, nomeadamente a de Kanpaku (関白, regente) e posteriormente a de Daijō Daijin (太政大臣) em 1586. Finalmente adoptou o título de Taikō (太閤, "Kanpaku retirado").

#### Tokugawa leyasu

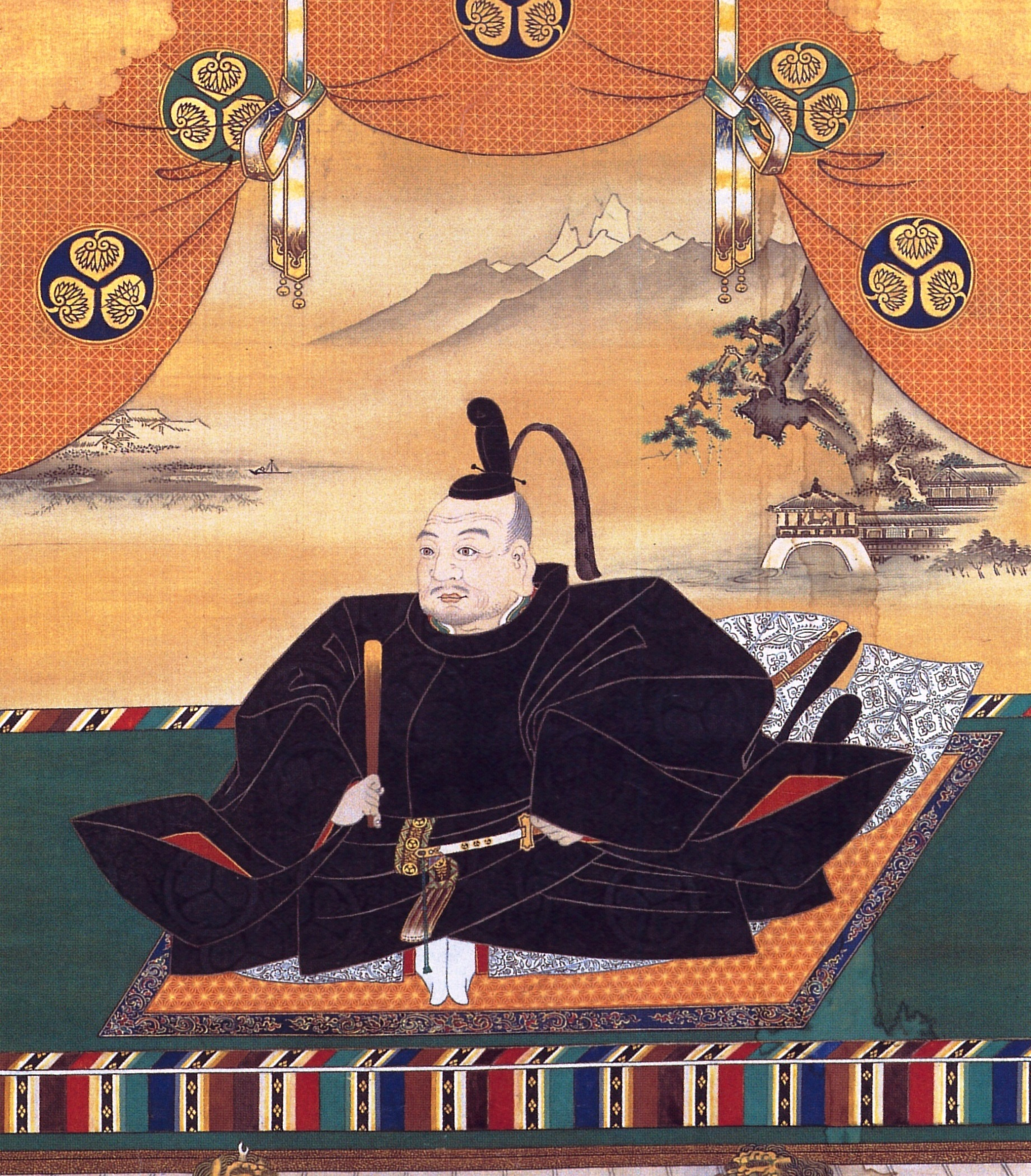
Retrato de Tokugawa Ieyasu

Tokugawa Ieyasu (1542-1616) passou a maior parte da sua infância como refém na corte de Imagawa Yoshimoto, uma vez que o seu clã era feudatário dos Imagawa. Após a vitória de Oda Nobunaga sobre Yoshimoto, inúmeros daimyo retiraram-se do país e outros tornaram-se independentes ou declararam-se aliados do clã Oda, como o ocorrido com o próprio Ieyasu.
Sob as ordens de Nobunaga em 1564, leyasu combateu contra os Ikko-Ikki da província de Mikawa. Em 1570 lutou na batalha de Anegawa ao lado das forças de Nobunaga. Em 1572 foi obrigado a participar na batalha de Mikatagahara - um dos seus maiores desafios da sua vida militar - onde o seu exército foi derrotado pela cavalaria de Takeda Shingen, que viria a morrer no ano seguinte depois de sofrer um tiro de arcabuz. Em 1575, Tokugawa Ieyasu esteve presente na batalha de Nagashino onde o clã Takeda foi derrotado e, a partir de então, concentrou-se somente na consolidação da sua posição militar, mesmo depois de Toyotomi Hideyoshi adquirir o controlo do país.
Uma vez que o feudo de Ieyasu se situava no centro do Japão, este evitou assistir a campanhas de pacificação em Shikoku e Kyushu. Apesar de tudo, foi forçado a enfrentar o clã Hōjō tardio (後北条氏, Go-Hōjō-shi) no Cerco de Odawara (1590).  Alcançada a vitória sobre os Hōjō, Hideyoshi concedeu a Ieyasu as terras penhoradas, transferindo a capital para Edo, actual Tóquio). A sua nova localização em Kyushu, possibilitou-lhe evitar participar nas invasões japonesas na Coreia, guerra esta que exauriu significativamente os exércitos dos seus principais rivais.

##### Batalha de Sekigahara
Após a morte de Hideyoshi, Tokugawa Ieyasu começou a estabelecer uma série de alianças com importantes figuras do país através de casamentos combinados. Contudo, Ishida Mitsunari, um dos cinco bugyō (奉行, magistrado), desenvolveu alianças contra Ieyasu.
A 22 de agosto de 1599, enquanto Ieyasu se preparava para enfrentar o clã de um rebelde daimyo chamado Uesugi Kagekatsu, Mitsunari decidiu agir sob a ajuda de vários apoiantes, incluindo outros bugyō e três dos quatro tairō (大老, lit. "Grande ancião"). Assim, haviam criado uma suposta conspiração contra Ieyasu para o assassinarem, acusando-o de treze distintas funções ilegais e condenáveis. Entre as acusações destacam-se acções ilícitas, dando em matrimónio filhos e filhas com poder político. Ieyasu foi inclusivamente incriminado de ter tomado posse do castelo de Osaka, antiga residência de Hideyoshi, como que se a ele pertencesse. Enviada uma carta a Ieyasu, este interpretou-a como uma declaração de guerra. Praticamente todos os daimyos do país se alistaram para o confronto, tanto o "Exército do Oeste" de Mitsunari como o "Exército do Leste" de Ieyasu.
Os dois exércitos enfrentaram-se naquela que é conhecida a Batalha de Sekigahara (関ヶ原の戦い, Sekigahara no tatakai), que teve lugar na vila Sekigahara (da província de Gifu) a 21 de outubro (15 de setembro) no antigo calendário chinês. Ieyasu saiu vitorioso, depois de vários generais do "Exército do Leste" decidirem mudar de lado no decorrer do conflito. Ishida Mitsunari foi forçado a fugir, no entanto acabou por ser capturado e decapitado em Kyoto. Com esta vitória, Ieyasu tornou-se a maior figura política e militar do país.

Vitória de Ieyasu durante a Batalha de Sekigahara, dando início ao Xogunato Tokugawa, que permaneceu mais de 250 anos no poder

### Período Edo

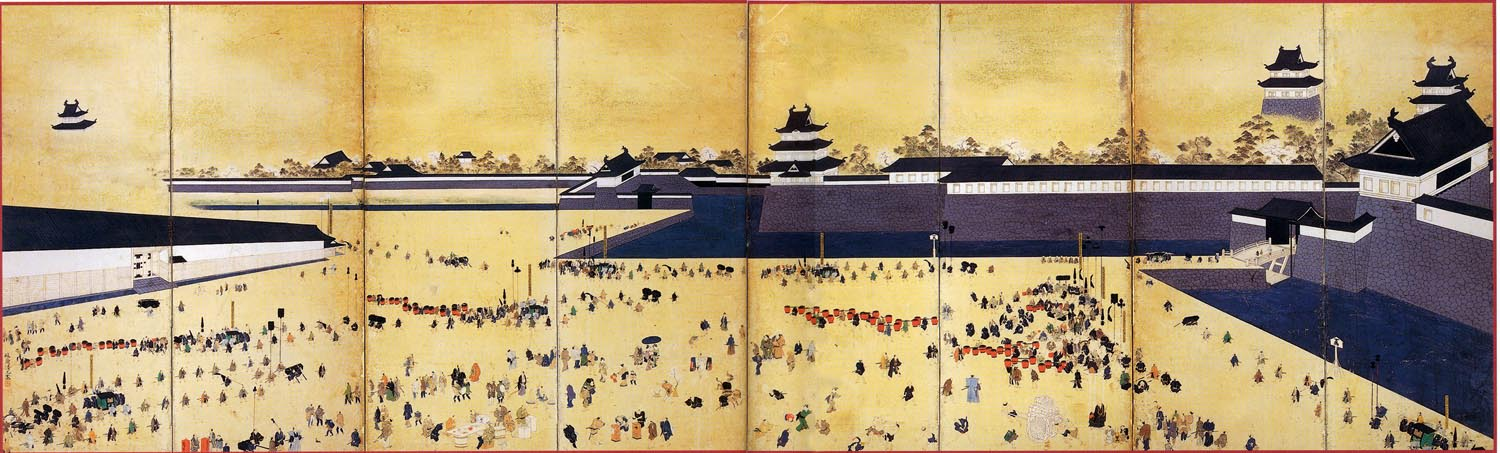
Recepção dos daimyos no Castelo de Edo com a aplicação da política sankin kōtai, que lhes permitiu o controlo do xogunato, forçando-os a adquirir dupla residência que variou entre Edo e Han, o "sequestro" das suas famílias em Edo e o custo de transporte entre os dois locais.Biombo de Kyosai Kiyomitsu (1847).

O Período Edo (江戸時代, Edo-jidai), também conhecido como Período Tokugawa (徳川時代, Tokugawa-jidai) é um período da história do Japão que se estende desde 1603 até 1868. Esta época define o Xogunato Tokugawa, também denominado pelo seu nome original japonês Edo bakufu (江戸幕府), o qual foi o último xogunato que deteve poder no Japão.
Em 1603, Ieyasu foi oficialmente nomeado xogum pelo imperador Go-Yozei, ocupando o lugar por apenas dois anos, pois em 1605 havia decidido abdicar da posição em favor do seu filho Hidetada. Adquirindo o título de Ōgosho (大御所, "Xogum aposentado"), Ieyasu manteve assim o controlo governamental do país. Enquanto isso, Ōgosho foi compelido a enfrentar a ameaça de Toyotomi Hideyori, uma vez que alguns partidários alegavam que este seria o legítimo sucessor do governo. Assim, inúmeros samurais e ronins se aliaram a Hideyori, contrapondo-se ao xogunato, o que resultou em duas batalhas abreviadas do Cerco de Osaka. Em 1614, sob a liderança de Ōgosho Ieyasu e Xogum Hidetada, os Tokugawa comandaram um imenso exército até ao castelo de Osaka, acontecimento este denominado de "O cerco de inverno de Osaka". Sugere-se que Ieyasu havia realizado um acordo com Yodogimi, mãe de Hideyori, consentindo que as tropas de Tokugawa regressassem a Sunpu. Contudo, Hideyori recusou-se a abandonar novamente o castelo, tendo sido cercado, situação esta que ficaria conhecida como "Cerco de verão de Osaka". Por fim, em finais de 1615, o castelo de Osaka foi destruído durante a batalha de Tennōji, onde inúmeros defensores morreram no confronto, incluindo o próprio Hideyori, que cometeu seppuku. Com o clã Toyotomi exterminado, o domínio dos Tokugawa sobre o Japão estava agora livre de sérias ameaças.
A unificação do país durante o período Azuchi-Momoyama permitiu ao Japão tornar-se um país mais pacífico. No período Edo a estrutura social havia-se consolidado, estabelecendo-se três classes sociais; a classe samurai governante, a agrícola e a do cidadão (artesãos, mercadores e comerciantes). A partir do período Momoyama, a pacificação e o aumento de produção de ouro e prata concederam condições de vida mais estáveis sobre as classes sociais por cerca de dois séculos e meio, beneficiando um desenvolvimento de habilidades profissionais sobre a população em geral. A classe samurai foi organizada de acordo com um sistema administrativo eficiente e legal, assegurando avanços em vários campos da erudição, enquanto que os agricultores e cidadãos comuns adquiriram condições de vida mais favoráveis. No século XVII, a produção de arroz duplicou e tornou-se significante a sua extensão no mercado de cada cidade. Com o desenvolvimento industrial, foi alcançado um elevado nível de prosperidade em inúmeras cidades e o poder económico dos comerciantes depressa ultrapassou o dos samurais.

#### Sakoku

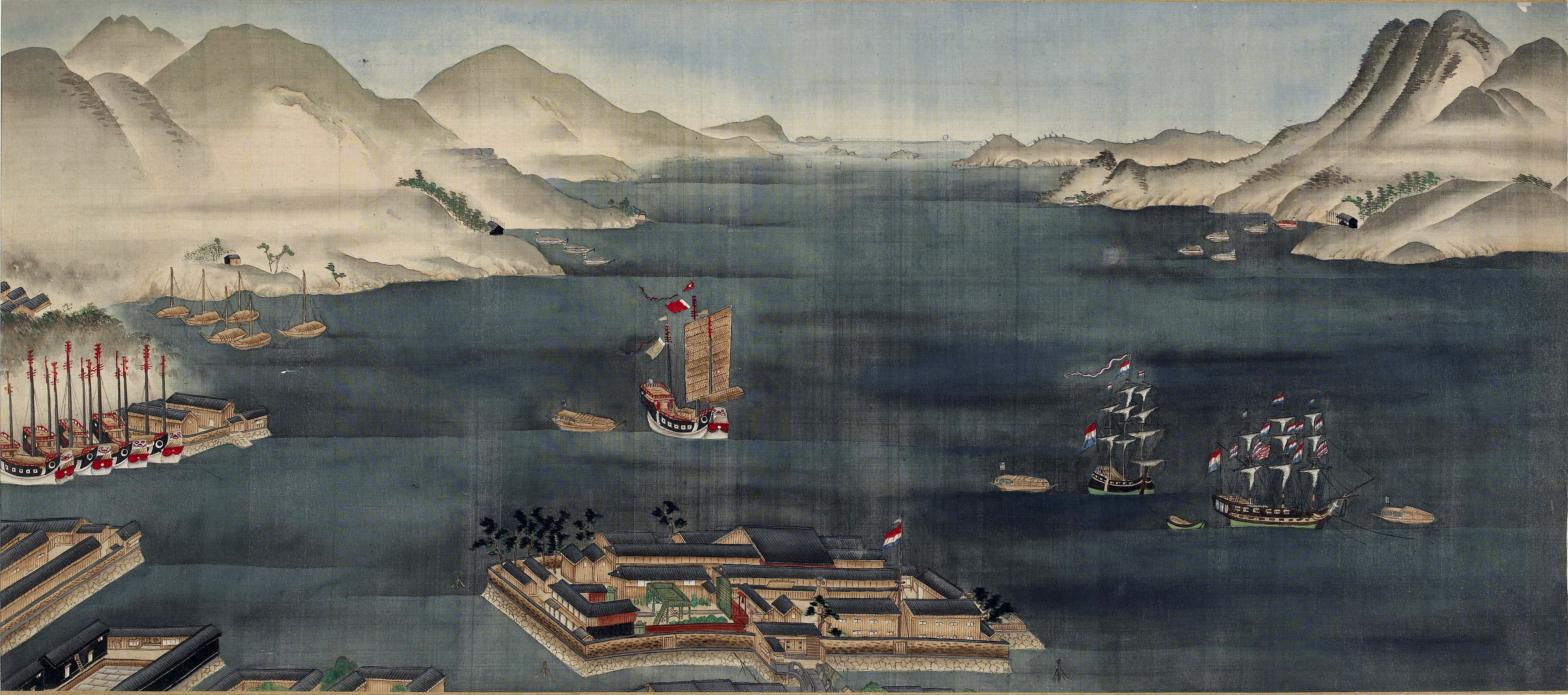
Vista do porto de Nagasaki e da ilha de Dejima (abaixo do centro). Observam-se dois barcos holandeses (à direita) e vários juncos chineses estacionados no porto e um cerca de Dejima. O Império Chinês e os Países Baixos foram os únicos a comercializar com Japão durante o sakoku.Pintura de 1820.

Quando Ieyasu assumiu o poder, o Japão encontrava-se no esplendor do período comercial Nanban, e apesar do comércio com a Europa ter sido autorizado, as acções políticas do governante encontravam-se sob conspecto. Em 1614, Ieyasu realizou a primeira viagem transoceânica para o Ocidente com a embarcação à vela galeão San Juan Bautista, numa missão liderada por Hasekura Tsunenaga. Entre 1604 e 1636, o xogunato havia então permitido várias permutas comerciais em diversas regiões da Ásia, utilizando-se de 350 Shuinsen.
Contudo, a contínua expansão do cristianismo era considerada um "problema" por parte do xogunato, visto serem cada vez mais evidentes as relações comerciais entre daimyos cristãos de Kyushu e comerciantes europeus. Assim, a percepção de que a presença espanhola e portuguesa no Japão iria facilmente desencadear um processo de conquista semelhante ao ocorrido no Novo Mundo era manifestamente provável. Calculoso, o xogunato considerou que a atividade dos europeus era um frontispício que ocultaria a intenção de uma conquista política. Em 1612, o regime obrigou a que os vassalos e residentes de propriedades do clã Tokugawa repudiassem o cristianismo. Então, em 1616 foi restringido o comércio fora das cidades de Hirado e Nagasaki; em 1622 foram executados 120 missionários; em 1624 os espanhóis foram desapossados do arquipélago do Japão e em 1629 foram executados milhares de pessoas que se converteram ao cristianismo.
Durante o governo do terceiro xogum Tokugawa, Iemitsu, foi registada a primeira grande fome do período, que perdurou desde 1630 até 1640 e 1641. Isto resultou em inúmeros protestos por parte dos agricultores em 1632, 1633 e 1635. A rebelião Shimabara de 1637 até 1638 foi a consequência mais dramática da deteriorada relação com o governo devido a esta crise, onde camponeses católicos enfrentaram o numeroso exército do governo. No entanto, e apesar deste protesto não se fundamentar em motivos religiosos nem políticos, este acontecimento aparentemente motivou Iemitsu a restringir definitivamente o cristianismo no Japão, ao emitir uma ordem em 1639 que proibiu a prática da religião no país. Assim, sacerdotes portugueses ficaram impedidos de entrar no Japão, assim como japoneses interditos de saírem do país - processo este controlado sob a consequência de pena de morte. Durante este período de isolamento, conhecido como sakoku (鎖国), as relações comerciais com todas as nações europeias foram obstruídas, com excepção dos Países Baixos, que permitiria comércio ativo apenas em Dejima. Todavia, o Japão continuou a manter relações comerciais com a China e Coreia, ainda que limitadas.

#### Sociedade e política
Com o xogunato, Tokugawa estabeleceu uma estrutura de poder equilibrada, conhecida como Bakuhan (o xogunato e os feudos), em que o referente regime governava diretamente a cidade de Edo (sede do governo militar), enquanto que os daimyos governavam os seus feudos. Depois da pacificação, vários samurais haviam perdido os seus bens essenciais e suas terras, o que refletiu numa redução do número de daimyos (cerca de 260 até ao século XVIII), uma vez consideradas as limitadas escolhas a eles disponíveis - ou deixavam suas espadas tornando-se agricultores, ou se tornavam vassalos de um daimyo ou de um xogum (hatamoto). Os daimyos foram também parcialmente controlados pelo xogunato quando imposta a política Sankin-kōtai (1635-1862), em que as famílias dos daimyos eram obrigadas a viver na cidade de Edo, enquanto que estes estariam submetidos ao dever de alternar as suas residências anualmente entre Edo e o seu feudo, causando custos adicionais para manter duas habitações e compensando distâncias significantes entre estas. Assim, os daimyos estavam limitados no poder económico e militar, evitando-se assim qualquer tentativa de revolta contra o xogunato.
Além dos membros do bakuhan, o imperador e os cortesãos (kuge) tiveram também uma posição privilegiada. Abaixo destes encontravam-se as "quatro classes sociais" (身分制, mibunsei), ou seja, os samurais no topo da tabela (com cerca de 5% da população), depois os agricultores (com cerca de 80%), seguindo-se os artesãos e por último os comerciantes. Os agricultores eram forçados a viver nos campos, enquanto que os samurais, os artesãos e os comerciantes viviam nas cidades (jōkamachi) que se situavam ao redor do castelo do daimyo, estando subordinados ao seu feudo. À parte deste sistema existiam ainda os eta e os hinin, que eram vistos como os Dalit (os "intocáveis" ou "impuros").

#### Cultura

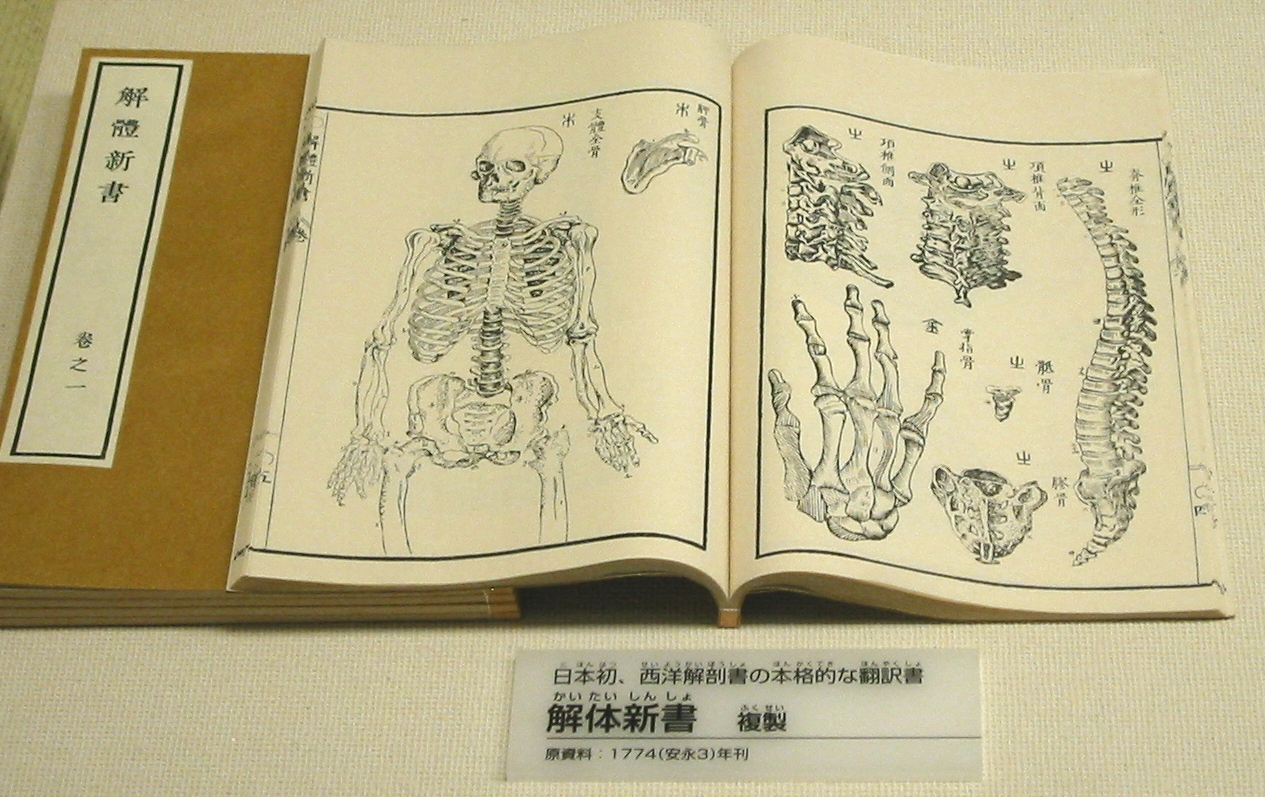
Kaitai Shinsho, tratado de anatomia publicado em 1774, sendo uma tradução para a língua japonesa do livro holandês Ontleedkundige Tafelen, desenvolvido por estudiosos rangaku

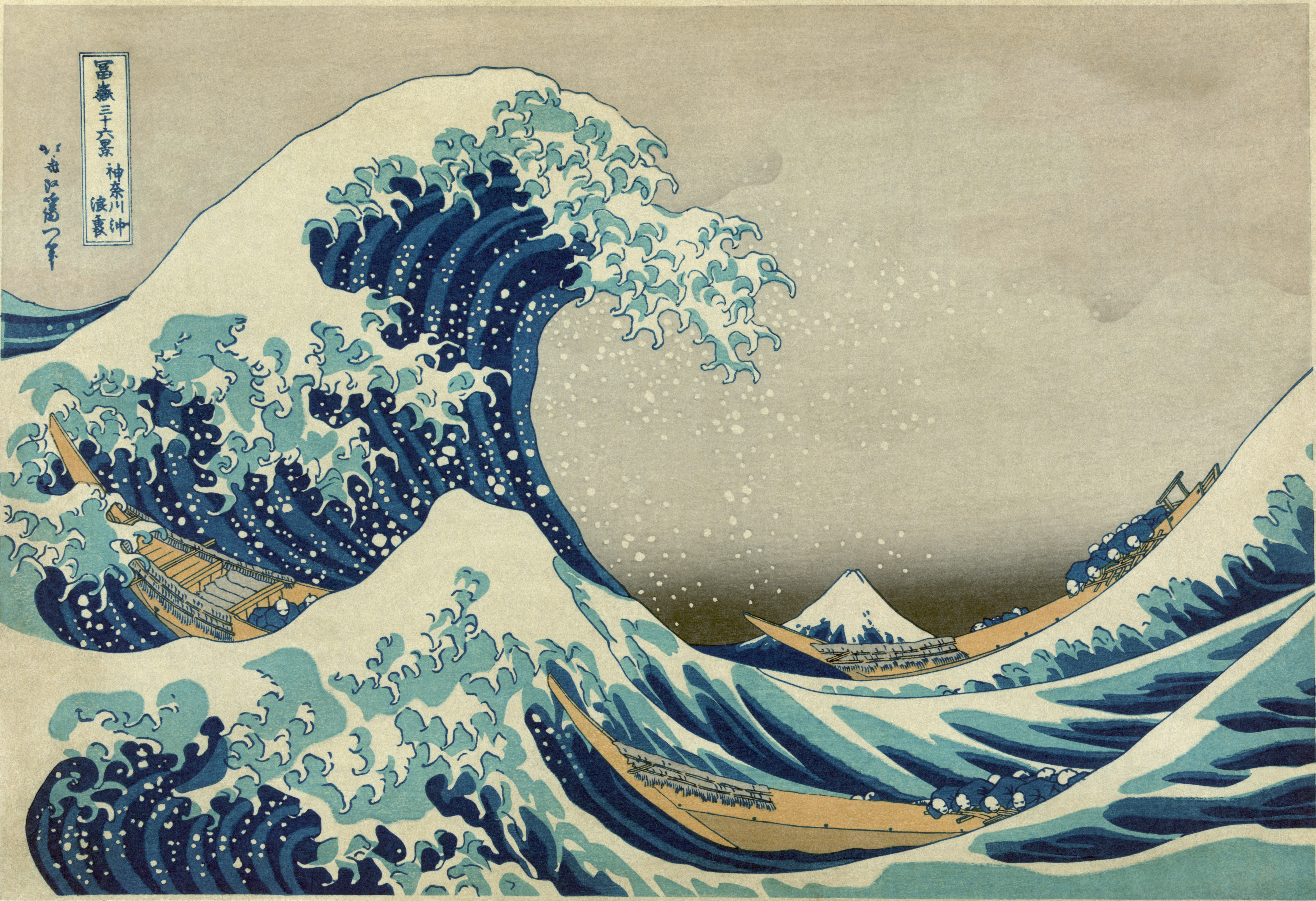
A Grande Onda de Kanagawa, uma xilogravura de 1832 do mestre japonês Hokusai, especialista em ukiyo-e

O Japão foi parcialmente influenciado pelas técnicas e ciências ocidentais do rangaku (蘭学, "aprendizagem holandesa") a partir de fontes bibliográficas que os holandeses deixaram na ilha de Dejima. Os campos de estudo envolviam a medicina, geografia, astronomia, arte, ciência, línguas, física e mecânica. Durante o governo do xogum Tokugawa Yoshimune em 1720, houve uma proeminente flexibilização na introdução de livros estrangeiros no país, o que proporcionou a tradução destes para a língua japonesa, levando consequentemente ao aumento adicional desta área de estudo. No início do século XIX existiu uma proeminente troca cultural entre o Japão e a Holanda. Um exemplo encontra-se num facto conhecido em que o Dr. Philipp Franz von Siebold havia ensinado medicina ocidental pela primeira vez em 1824 a estudantes japoneses, com permissão do xogunato. Contudo, este decidiu reverter o seu apoio aos estudos ocidentais (rangaku) em 1839, ao promulgar o decreto de lei bansha no goku. Isto provocou a repressão de vários estudiosos que questionavam os efeitos do sakoku e do edital de repulsão de embarcações estrangeiras em 1825. Em 1842, estes editais expiraram, e o rangaku passou a ser ensinado novamente, até se tornar obsoleto com a abolição do sakoku uma década depois.
Nesta época, o neoconfucionismo tornou-se o principal movimento intelectual uma vez adoptado pelo xogunato. Esta filosofia exerceu uma maior atenção na vida secular do homem e da sociedade, tendo como resultado um pensamento racionalista e humanista. Em meados do século XVII este sistema filosófico chinês tornar-se-ia na principal corrente filosófica do país, estabelecendo bases nas escolas kokugaku (国学, "aprendizagem nacional") que rejeitavam o estudo de textos budistas e chineses, favorecendo antes a investigação filosófica dos clássicos japoneses.
Com a expansão do neoconfucionismo a classe samurai mostrou um maior interesse na história japonesa e no cultivo das artes, dando origem ao bushido (caminho do guerreiro). Houve também um florescimento cultural da classe trabalhadora, através do chōnindō, onde a educação, a alfabetização e o estudo da aritmética se estenderam para a população em geral.
Uma das consequências deste estilo de vida mais culto foi o surgimento do ukiyo (浮世, "mundo flutuante"), um estilo de vida adoptado pela classe média que valorizava a diversão e o entretenimento como meios pelos quais se alcançava o prazer e o bem-estar, o qual produziu um florescimento cultural na era Genroku (1688 - 1704 conhecida também como cultura Genroku): onde o bunraku , o kabuki , a gueixa , a cerimónia do chá, a música, a poesia e a literatura se converteram numa parte desse mundo, originando também representações artísticas como o ukiyo-e. Este estilo teve início no século XVII através de Hozumi Harunobu, e teve como principais representantes Kitagawa Utamaro e Torii Kiyonaga, conseguindo o seu esplendor com pintores como Utagawa Hiroshige e Katsushika Hokusai na primeira metade no século XIX.
Entre os principais expoentes da literatura deste período, encontram-se o dramaturgo Chikamatsu Monzaemon e o poeta Matsuo Bashō, que escreveu a poesia haiku durante a sua viagem a diversos locais no Japão em finais do século XVII.

#### Início do declive
No século XVIII, houve um significativo aumento do tráfego de mercadorias nas zonas urbanas e rurais. Isso teve como consequência o facto de que tanto o xogunato como os daimyos acondicionassem uma situação desfavorável, onde os impostos de renda sobre a produção de arroz tornaram-se insuficientes para cobrir as despesas em constante acréscimo anual. Com vista a solucionar o problema, o aumento dos impostos foi adotado pelo xogunato. Todavia, as rebeliões tornaram-se veementes por parte da classe agrária, adicionadas ao surgimento de inúmeras fomes e desastres naturais que assolaram o país, como são exemplo o Grande incêndio de Meireiki de 1657, o terremoto de Genroku de 1703 e a erupção do Monte Fuji em 1707, que provocaram milhares de mortes. Com isto, o xogunato desenvolveu várias reformas, a fim de conter a queda da governação do país - entre as quais as reformas Kyōhō (1717—1744), que visaram à solvência financeira do governo; as reformas Kansei (1787—1793), que solucionaram vários problemas sociais provocados pela grande fome de Tenmei, ocorrida entre 1782 e 1788, revertendo algumas decisões do governo; as reformas Tenpo (1830—1842), que se destinaram ao controle do caos social causado pela grande fome de Tenpō, em que a imigração a Edo foi proibida, tal como o método rangaku e a formação de sociedades, sendo que o alcance dessas reformas se estendeu a nível militar, religioso, financeiro e agrícola; e por fim, as reformas Keiō (1866—1867), que foram projectadas com o objetivo de conter a crescente rebelião que existia nos domínios de Satsuma e Chōshū, sem sucesso algum.
Apesar do governo intentar conter os problemas, estes tornaram-se cada vez mais evidentes com o desejo do povo pela transformação ante a inação do xogunato. Um destes casos veio a evidenciar-se quando o samurai Ōshio Heihachirō, um oficial do xogunato em Osaka, pediu aos seus superiores que apoiassem as vítimas de fome durante a grande fome de Tenpo. Dada a recusa destes, Heihachirō vendeu seus livros com o nobre propósito de ajudar as pessoas, e, seguindo os preceitos neoconfucionistas, acusou o xogunato de corrupção. Heihachirō criou um exército com agricultores, estudantes neoconfucionistas e outros plebeus, suscitando subsequentemente numa rebelião em 1837, que destruiu parte da cidade antes das tropas do governo se terem antecipado ao ataque. O samurai cometeu seppuku quando foi capturado.

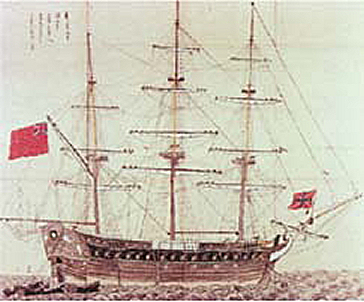
Representação japonesa do HMS Phaeton na baía de Nagasaki em 1808. Este incidente foi uma das poucas tentativa do Ocidente em quebrar a política do sakoku, sem sucesso

Em paralelo com o que se sucedia dentro do Japão, alguns países estrangeiros começaram a pressionar o xogunato a abandonar a política de relações internacionais, sakoku. Em finais do século XVIII, vários exploradores russos chegaram às ilhas Curilas e a Hokkaido (Pavel Lebedev-Lastochkin em 1778 e Adam Laxman em 1792) com o objectivo de desobstruir o comércio com o Japão. Esta tarefa foi atribuída sem êxito por Nikolai Rezanov em 1804, assim que o Império Russo enfrentou o xogunato numa disputa sobre as ilhas de Sacalina e Kuriles na primeira metade do século XIX.
Em 1808, a fragata britânica HMS Phaeton entrou no porto de Nagasaki, comprometendo as autoridades de Dejima e do xogunato ao exigir forçosamente suprimentos com a ameaça de disparos de canhão sobre as embarcações japonesas e chinesas lá presentes. O Nagasaki bugio (oficial do xogunato da cidade, Matsudaira Yashuide), solicitou inicialmente reforços, contudo diante da demora destes, acabou por concordar com as exigências impostas pelos ingleses. Após o incidente, Yasuhide cometeu seppuku, alertando as autoridades do xogunato sobre a presença de barcos estrangeiros, o que incentivou ao "édito de repulsão de embarcações estrangeiras", criado em 1825.
O incidente de Morrison de 1837 deu-se quando um navio mercante dos Estados Unidos, liderado por Charles W. King, que, para além de intenções comerciais, tencionava entregar náufragos japoneses que haviam sido encontrados em Macau, foi bombardeado pelos japoneses, no âmbito do "édito de repulsão de embarcações estrangeiras". Esta situação dramática, juntamente com a derrota do Império Chinês na Guerra do Ópio, em 1842, marcou um ponto de viragem na situação internacional do Extremo Oriente, pondo em causa a política de privacidade do xogunato. Como resultado, foi abolido o édito de repulsão de navios estrangeiros em 1842; efectivou-se a moratória sobre as execuções de estrangeiros que chegavam ao país; e foram promovidos suprimentos para os seus navios. Com isto, os baleeiros de Inglaterra, Estados Unidos e outros países passaram a aportar na costa do Japão para se abastecerem de água e comida. Apesar de esta abolição das regras não apresentar fins comerciais, algumas nações insistiram em abrir o comércio do país. Em 1846, o comandante americano James Biddle, que assumiu o primeiro tratado entre os EUA e a China, tentou, sem sucesso, abrir o comércio com o Japão. Em 1848, o capitão James Glynn conseguiu a primeira negociação bem sucedida com o xogunato, tendo sido a pessoa que recomendou ao Congresso dos Estados Unidos a negociação com o Japão, se necessário através da força, sendo este um dos propósitos da expedição de Comodoro Perry em 1853.

#### Bakumatsue Restauração Meiji

Matthew Calbraith Perry obrigou o Japão a pôr término ao isolamento em 1853

O sistema político estabelecido por Ieyasu e aperfeiçoado pelos seus sucessores (Tokugawa Hidetada e Iemitsu Tokugawa) permaneceu praticamente intacto até meados do século XIX. Distintas alterações políticas, sociais e económicas abrangeram o ineficiente governo Tokugawa, levando posteriormente ao seu colapso. A partir de meados do século XVIII o xogunato e os daimyos sofreram sérias dificuldades financeiras justo à riqueza da sociedade comerciante das zonas urbanas do Japão. O crescente descontentamento entre os fazendeiros e os samurais motivou o governo à tentativa de solucionar a grave situação do país através de diversas medidas, das quais nenhuma surtiu efeito. Concomitantemente com as questões internas, a situação do país piorou justo às distintas pressões por parte de potências estrangeiras que pressionaram o governo a abrir o país para o comércio internacional. Este período, entre 1853 e 1867, ficou conhecido como bakumatsu (幕末).

##### Abertura do Japão ao Ocidente
Em julho de 1853 o comodoro estadunidense Matthew Calbraith Perry chegou à baía de Tóquio com uma frota de navios conhecidos pelos japoneses como os "Barcos Negros" (黒船, kurofune), e exigiu ao Japão que quebrasse o isolamento num prazo de um ano, com a ameaça de que, caso o Japão recusasse o seu pedido, Edo seria atacado pelos sofisticados canhões Paixhans que armavam as suas embarcações.* 
Apesar da precaução por parte dos japoneses contra o retorno dos americanos - tendo inclusivamente sido criadas as ilhas-fortaleza de Odaiba, assim como construído o navio Shōhei Maru segundo textos do rangaku e também criado um forno para a produção de canhões -, quando a frota de Perry regressou em 1854, esta não se deparou com a esperada resistência do oficial do xogunato, Abe Masahiro. Sem qualquer tipo de experiência quanto à segurança nacional e incapaz de chegar a um consenso entre as várias facções (Corte Imperial, xogunato e daimyos) Abe Masahiro acabou por aceitar unilateralmente as exigências impostas por Perry e permitir a abertura de vários portos, assim como o comissionamento de um embaixador dos Estados Unidos no Japão, com o tratado de Kanagawa de março de 1854, pondo fim à política formal do sakoku que governou o Japão por mais de dois séculos. Apesar de o xogunato estar relutante em assimilar relações com potências estrangeiras, o comércio foi por fim consentido, após serem assinados uma série de tratados conhecidos como "Tratados desiguais", (entre os quais o Tratado de amizade anglo-japonês, o Tratado Harris e o Tratado de amizade e comércio anglo-japonês) durante a convenção de Kanagawa. Porém, tudo isto ocorreu sem o consentimento da casa imperial, o que gerou algum desequilíbrio na relação entre ambos
A decisão de Abe prejudicou significativamente a estabilidade do xogunato. Apesar da tentativa de ajuda militar por parte dos Países Baixos e da procura sobre um consenso entre os shinpan e tozama daimyo, isto abespinhou os fudai daimyo, que possuíam os mais altos cargos políticos. Assim, o oficial Abe Masahiro foi substituído por Hotta Masayoshi. Contudo, alguns oficiais como Tokugawa Nariaki, seguidor da escola Mito, fundada sob os ideais do neoconfucionismo e do kokugaku, opuseram-se contra a presença estrangeira, apelando à reverência do imperador e consideraram então que o xogunato Tokugawa já não era uma instituição confiável. Este pensamento nacionalista ficou conhecido como o lema sonnō jōi (尊王攘夷, "reverenciar o imperador, expulsar os bárbaros"), proposto pelo pensador Aizawa Seishisai da escola Mito, num livro publicado em 1855.

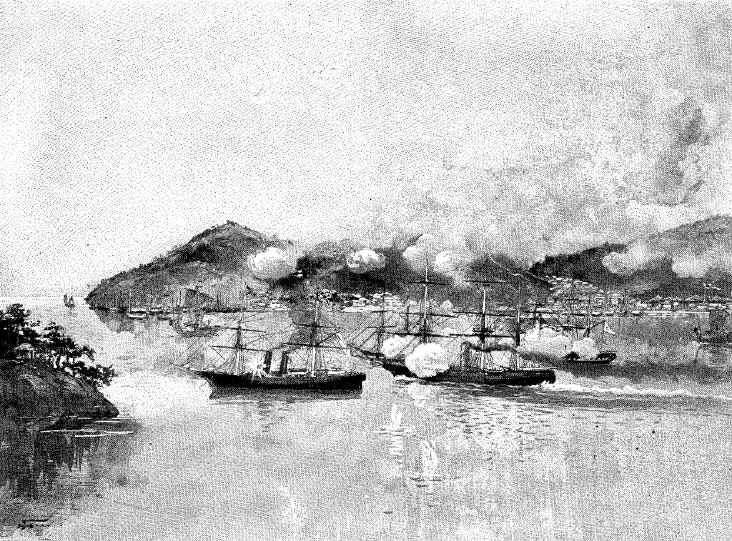
Cenário da batalha de Shimonoseki, entre Estados Unidos e Chōshū em julho de 1863

Hotta procurou apoio da Corte Imperial para a ratificação dos novos tratados, sem sucesso, o que provocou uma crise política entre o xogunato e a Corte. Em 1858, a situação piorou com a morte do xogum Tokugawa Iesada, que não havia deixado herdeiro algum como seu sucessor. Naraki, juntamente com os shinpan e os tozama daimyo, apoiaram Tokugawa Yoshinobu, enquanto que os fudai daimyo apoiaram Tokugawa Iemochi, conseguindo por fim a aprovação deste último pela Corte Imperial. O líder da facção Ii Naosuke tornou-se tairō, tendo sido o arquitecto de um expurgo de importantes membros da oposição à assinatura dos tratados. Este evento, conhecido como a purga Ansei, colocou sob prisão domiciliar Nariaki, Yoshinobu, vários membros do xogunato e inúmeros han, incluindo Yoshida Shōin, um intelectual do sonnō jōi. Em 1858, foram assinados cinco tratados comerciais designados de Tratados Ansei, permitindo, em 1859, a abertura dos portos de Nagasaki, Hakodate e Yokohama. No entanto, isto causou um crescente atrito entre os estrangeiros e os samurais, agravando ainda mais a situação ao ponto de serem regularmente assassinados tanto estrangeiros como colaboradores japoneses. Ii Naosuke foi morto em março de 1860, durante o Incidente Sakuradamon (1860), pondo fim ao expurgo. Tanto o ataque em 1861 à embaixada britânica em Edo como o Incidente de Namamugi em 1862 foram justificados às potências ocidentais como se não passassem de intervenções militares contra os samurais. Em março de 1863, o Imperador Komei rompeu o papel cerimonial que os imperadores tiveram por vários séculos e ingressou ao cenário político ao emitir a ordem para expulsar os bárbaros (攘夷実行の勅命,, jōi jikkō no chokumei). O domínio Chōshū obedeceu à ordem e decidiu atacar os navios estrangeiros no estreito de Shimonoseki. Outros domínios como o Satsuma e Tosa, contrários ao xogunato, decidiram aliar-se seguindo o edital.
Dado que o xogunato foi incapaz de controlar tais incidentes, países estrangeiros - como Estados Unidos, Reino Unido, França e Países Baixos - tomaram a iniciativa com represálias contra o movimento nacionalista. Em 16 de julho de 1863, teve ocorrência a batalha de Shimonoseki entre os EUA e o domínio de Chōshū. Quatro dias depois, a  França bombardeou Shimonoseki, que foi seguidamente bombardeada pelos aliados da coligação a 5 e 6 de setembro de 1864, resultando na derrota iminente de Chōshū. Em agosto de 1863, o Reino Unido bombardeou Kagoshima, causando a derrota do domínio de Satsuma. Entre maio de 1864 e janeiro de 1865, o xogunato combateu contra os samurais e seguidores do sonnō jōi na rebelião de Mito, na qual o xogunato saiu vitorioso. Durante a rebelião Hamaguri, a 20 de agosto de 1864, defensores do sonnō jōi e membros do domínio Chōshū tentaram apoderar-se do Palácio Imperial em Kyoto, sem êxito. Em finais de 1864, através dos confrontos, o xogunato conseguiu neutralizar o movimento xenófobo e movimentos nacionalistas como o Ishin Shishi, o qual foi brutalmente reprimido. O imperador Kōmei decidiu alterar a sua atitude em não desenvolver tratados com as potências estrangeiras, sendo que mais tarde, em novembro de 1865, vários navios de guerra aliados foram estacados nos portos de Hyogo e Osaka, com o propósito de convencer o imperador a ratificar os acordos comerciais com os Estados Unidos. A partir desse momento, a filosofia de "expulsar os bárbaros" perdeu o seu ímpeto, visto que era algo irrealizável, especialmente quando as potências ocidentais conseguiram severamente suprimir aqueles que os desafiaram. No entanto, o ónus económico que se impôs sobre o Japão ao ser vencido nestas batalhas (indemnizações, novos tratados, abertura de mais portos e mais privilégios para as potências), demonstrou que a estrutura do xogunato era obsoleta e precisava de um novo tipo de liderança, apresentando como figura máxima o imperador.

##### O crepúsculo do xogunato

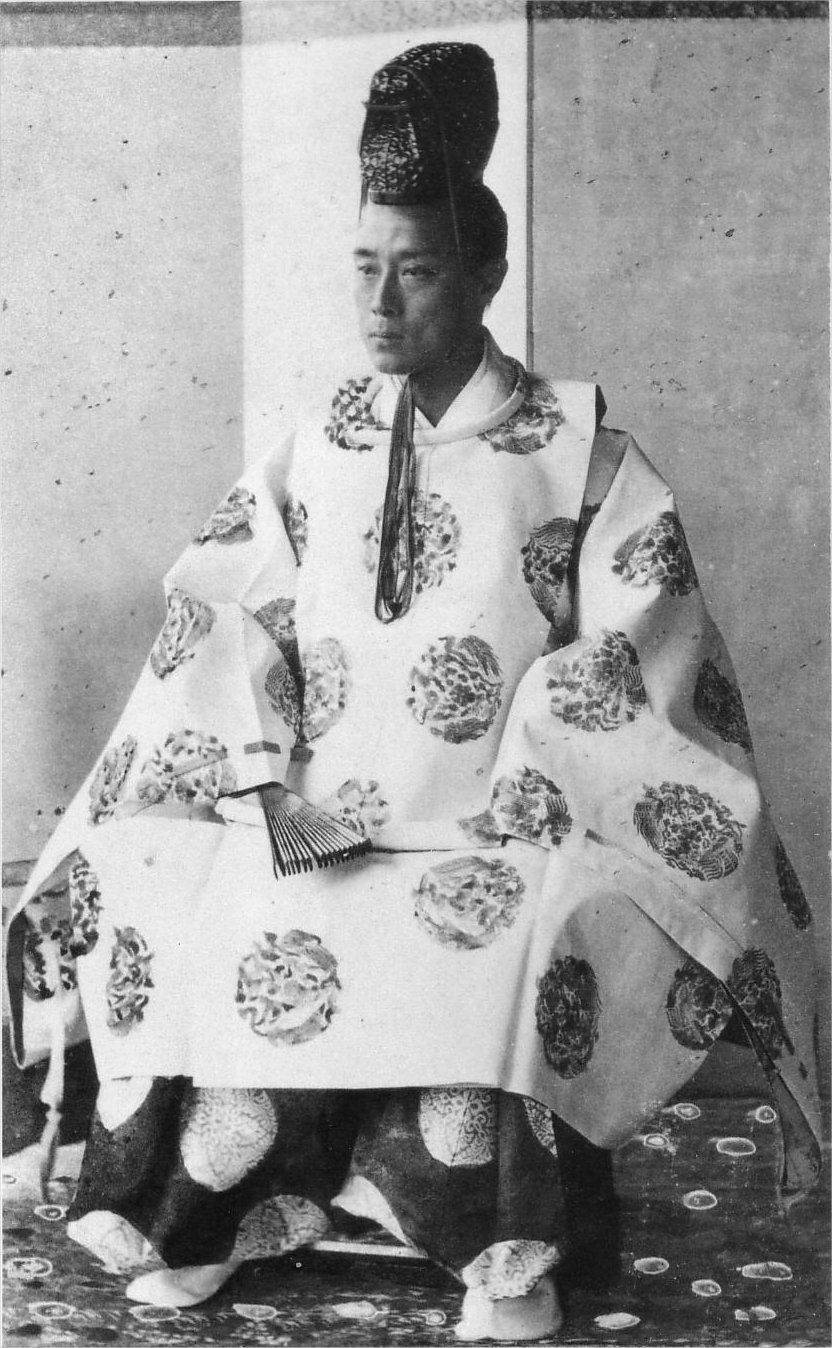
Tokugawa Yoshinobu

O Chōshū manteve uma posição beligerante frente ao xogunato e, em junho de 1866, o governo enviou uma expedição punitiva contra o domínio. Esta operação militar não foi bem sucedida, pois o domínio Chōshū havia reforçado o seu exército, o que impediu que a operação acabasse com o domínio feudal. A derrota forçou o xogunato a uma modernização no sistema com o envio de alguns praças para o estrangeiro, correspondido pela França numa missão militar em 1867. Após a morte prematura do xogum Iemochi em finais de 1867, Tokugawa Yoshinobu sucedeu-o ao fim de tantos anos de espera. Em janeiro de 1867, o imperador Kōmei morreu e foi sucedido pelo príncipe Mutsuhito, Imperador Meiji.
Yoshinobu tentou aparentemente manter relações cordiais com o novo imperador, porém na realidade não existia qualquer conformidade entre ambos os governantes. Entretanto, o descontentamento dos daimyos que se encontravam em oposição ao xogunato era veemente e, a 9 de novembro de 1867, o imperador ordenou sigilosamente aos líderes do Chōshū e Satsuma que eliminassem o xogum. Contudo, a pedido do daimyo de Tosa, Yoshinobu decidiu voluntariamente entregar a sua autoridade e poder ao imperador, resolvendo convocar uma assembleia geral de daimyos com o propósito de criar um novo governo.
Apesar de a renúncia de Yoshinobu ter originado uma certa instabilidade no governo, o xogunato prevalecia impositivo. Além disso, o governo do xogunato e, em particular, a família de Tokugawa, prevaleciam enquanto uma importante força na nova ordem, pois mantinham um enorme poder político, o que continuaria a ser um aspecto que os mais intransigentes membros de Satsuma e Chōshū consideravam inaceitável. Os resultados foram precipitados quando, a 3 de janeiro de 1868, este último assumiu o controle do palácio imperial de Kyoto e, no dia seguinte, fez com que o imperador Meiji, de apenas 15 anos de idade, declarasse a restauração do seu poder absoluto, pondo fim ao regime Tokugawa e ao governo dos xoguns no país, que prevaleceram por mais de sete séculos.

### Período Meiji

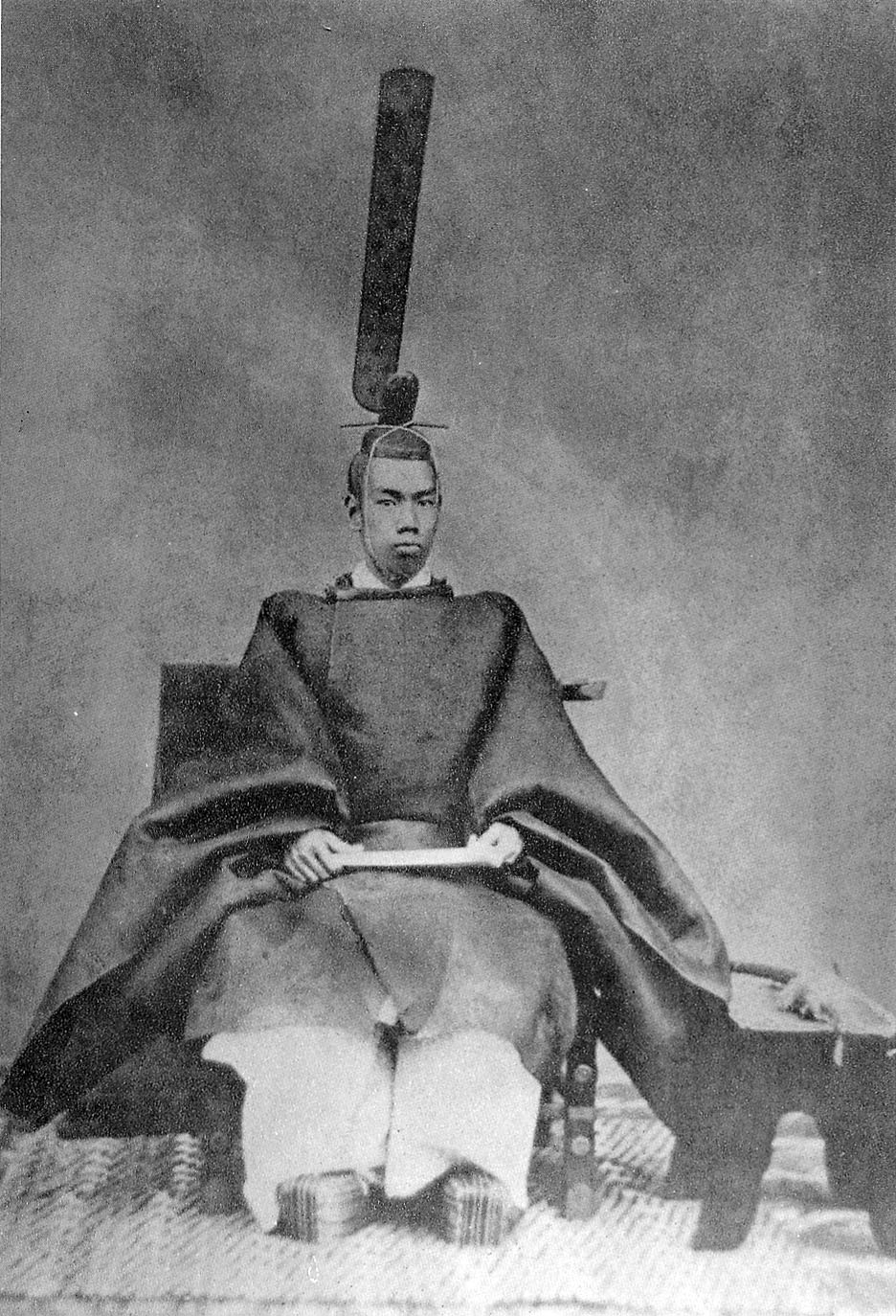
Imperador Meiji. (1872)

Com a queda do xogunato, o imperador foi erigido enquanto símbolo de unidade nacional e deu início a uma série de reformas significativamente radicais. A primeira consistiu na promulgação da Carta de juramento (五箇条の御誓文, Gokajō no Goseimon) de 1868, que teve como objetivo elevar a moral e obter apoio financeiro para o novo governo.

#### Guerra Boshin
Embora Yoshinobu tivesse aceitado as reivindicações dos seguidores do imperador, a 18 de janeiro de 1868 declarou que não aceitaria os termos da restauração imperial. A 24 de janeiro, decidiu lançar um ataque em Kyoto contra os exércitos de Satsuma e Chōshū, enquanto que em Edo, este se encontrava sob pressão e ataques da parte dos rebeldes contra o xogunato. Os samurais que permaneciam leais ao governo xogum acabaram por se revoltar na guerra civil conhecida como Guerra Boshin (戊辰戦争, Boshin sensō).
A 27 de janeiro do mesmo ano, teve lugar a batalha de Toba-Fushimi (鳥羽・伏見の戦い, Toba-Fushimi no Tatakai), em que as forças pró-imperiais do Chōshū, Satsuma e de Tosa lideradas por Komatsu Akihito, conseguiram vencer o exército do xogunato. A principal razão que motivou tal derrota encontra-se no facto de várias facções que apoiavam o xogunato terem mudado de posição, atendendo ao apoio oficial do imperador sobre Satsuma e Chōshū.
Yoshinobu foi forçado a aposentar-se de Edo, enquanto que as tropas imperiais dirigidas por Saigō Takamori se aproximavam lentamente da cidade, conseguindo inclusivamente ocupá-la em maio. A resistência do xogunato em Edo cedeu rapidamente após a batalha de Ueno a 4 de julho, quando as forças imperiais tomaram a cidade nesse mesmo mês e Yoshinobu foi condenado à prisão domiciliar no templo Kan'ei-ji. Vários anos após ter sido despojado da sua terra, o xogum Tokugawa foi finalmente libertado. A 3 de setembro, depois de alterado o nome de Edo para Tóquio, o imperador Meiji transferiu a capital de Kyoto para Tóquio, apoderando-se do castelo Edo enquanto novo palácio imperial. Porém, alguns partidos mostraram-se relutantes em se transigirem a tal mudança, como foi exemplo a coligação Ōuetsu Reppan Dōmei. No entanto, a baixa sofisticação das tropas da aliança determinou o progressivo avanço do exército imperial, que saiu vitorioso. Em outubro de 1868, deu-se a batalha de Aizu, fazendo com que parte do exército do xogunato abandonasse o confronto por mar em direção a Hokkaido. Após um mês de cerco, a 6 de novembro, Aizu rendeu-se.

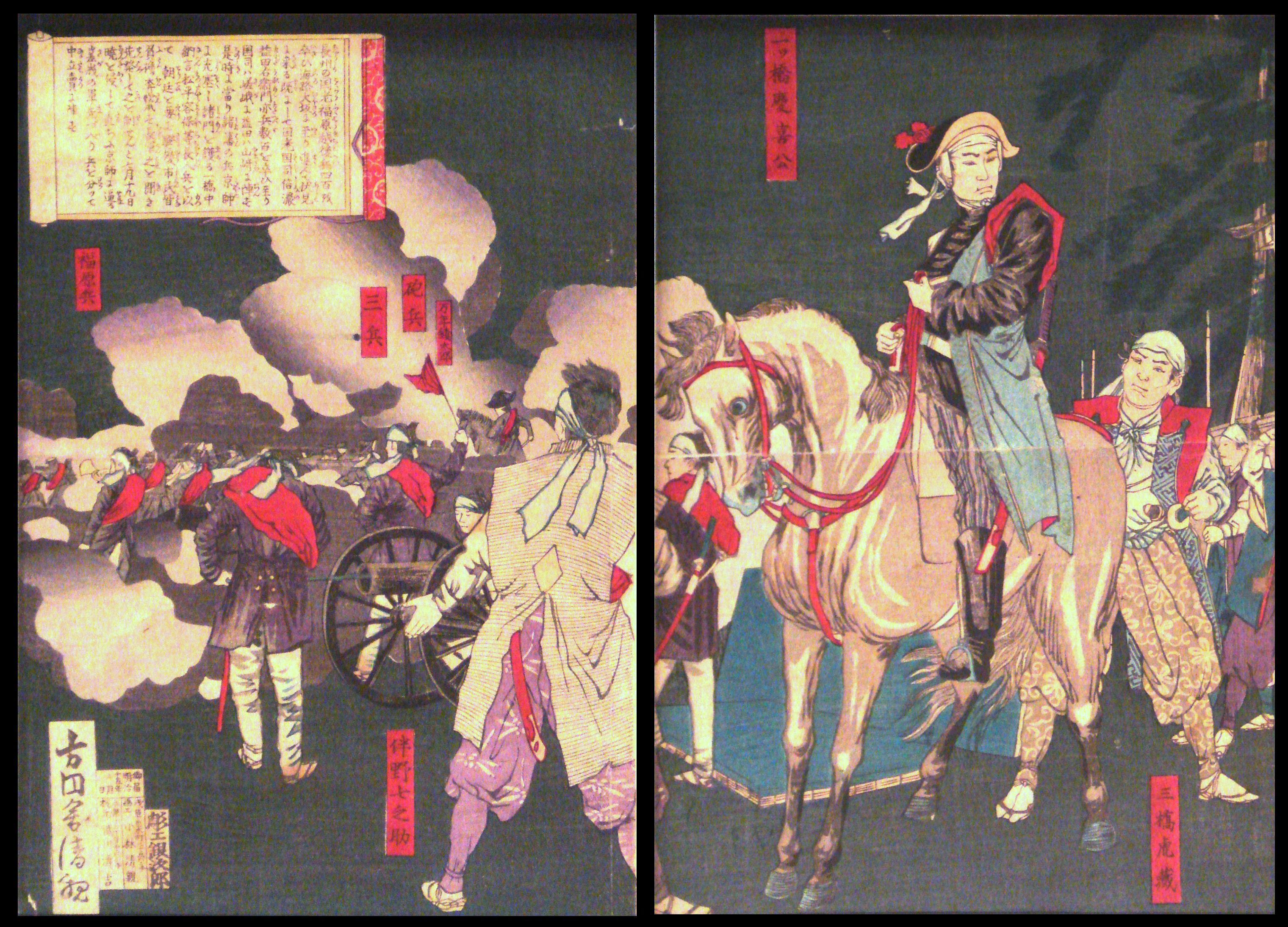
Tokugawa Yoshinobu e o seu exército no Castelo de Osaka durante a Guerra Boshin

Ao chegar à ilha de Hokkaido, Enomoto reorganizou o exército e estabeleceu um governo independente, proclamando a República de Ezo (蝦夷共和国, Ezo Kyōwakoku) em 25 de dezembro de 1868 uma vez eleito presidente. Enomoto tentou, sem sucesso, obter reconhecimento internacional, contudo nem mesmo a aprovação do novo governo imperial japonês em ceder Hokkaido ao xogunato Tokugawa foi capaz de lograr.  As forças navais japonesas chegaram a Hokkaido em março de 1869 com cerca de 7 mil homens das tropas imperiais que abeiraram sobre a ilha, na batalha naval da Miyako Bay. Estes foram tomando paulatinamente várias posições estratégicas e destruíram as defesas da República de Ezo durante a batalha de Hakodate. A 17 de março de 1869, depois de perder inúmeros homens e quase todos os seus navios, Ezo aceitou a rendição.
Com o fim da guerra Boshin, o governo imperial passou a controlar todo o Japão, sem que qualquer força rival interna se contrapusesse. Com a guerra garantida, foram abolidos privilégios da classe samurai. Os nacionalistas, que inicialmente apoiavam o imperador, assim como a filosofia de sonnō jōi, sentiram-se fortemente traídos sobre tal derrogação.

#### Governo Meiji
O novo governo assegurou às potências estrangeiras que os tratados assinados durante o xogunato Tokugawa seriam atendidos pelas leis internacionais. A capital havia sido transferida de Kyoto para Edo, a qual foi renomeada Tóquio, e o sistema feudal foi abolido em 1871, dando origem ao sistema de prefeituras, para além de ter sido legalizada a propriedade de terras. O novo governo enfatizou também a prática do xintoísmo, a religião que teve apoio estatal.
Apesar de vários protestos, os líderes do governo continuaram com uma forte modernização do país: foram colocados cabos telegráficos nas principais cidades, construídos vias-férreas, estaleiros, fábricas de munições e têxteis. Todas estas medidas de modernização conduziram o Japão a se tornar no primeiro país industrializado da Ásia. Com a preocupação sobre a segurança nacional, inúmeros esforços para amodernar o exército foram desenvolvidos, ou seja, realizaram-se estudos sobre os sistemas de armas estrangeiras; foram contratados conselheiros de outros países para o exército; os cadetes foram enviados para países da Europa e Estados Unidos; foi estabelecido um exército permanente com uma grande quantidade de reservas; e o serviço militar tornou-se obrigatório.

#### Rebelião Satsuma

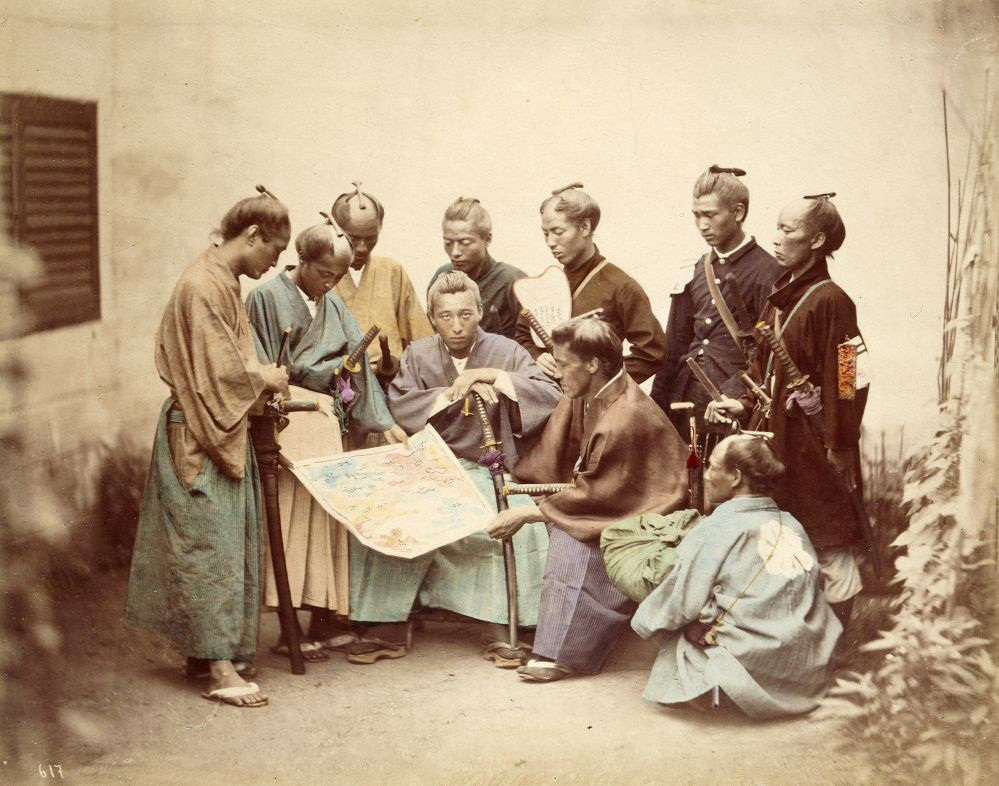
Samurais do clã Satsuma durante a guerra Boshin. Foto a cores por Felice Beato

Saigō Takamori, um dos líderes mais antigos do governo Meiji, lutava contra a corrupção política no país. Após várias altercações com o governo, renunciou ao cargo e aposentou-se ao domínio Satsuma. Fundou academias onde todos os estudantes adquiriam formação e treinos de guerra práticos. Esta notícia anunciada por Saigō em Tóquio foram encaradas com grande inquietação por parte da sociedade.
Em 12 de setembro de 1877, Saigō reuniu-se com os seus proprietários de terras Kirino Toshiaki e Shinohara Kunimoto e anunciou uma investida em marcha até Tóquio para conversações com o governo Meiji. A 14 de fevereiro, as tropas de Saigō chegaram a Kumamoto, onde atacaram o castelo da própria província. A 19 de fevereiro sucederam-se os primeiros disparos por parte dos defensores, quando as unidades de Satsuma tentaram forçar a entrada no castelo. Em 22 de fevereiro, a armada principal de Satsuma acercou e atacou a fortaleza, numa batalha que se prolongou durante a noite até que as forças imperiais acabadas de chegar se retiraram. Não conseguindo apossar-se do castelo mesmo depois de infrutíferos ataques, o exército de Satsuma escavou um fosso em volta da fortaleza e posteriormente incendiaram-na. Durante o cerco, muitos dos ex-samurais desertaram para o lado de Saigō. Enquanto isso, a 9 de março, Saigō, Kirino e Shinohara foram despojados dos seus cargos e títulos políticos de Tóquio.

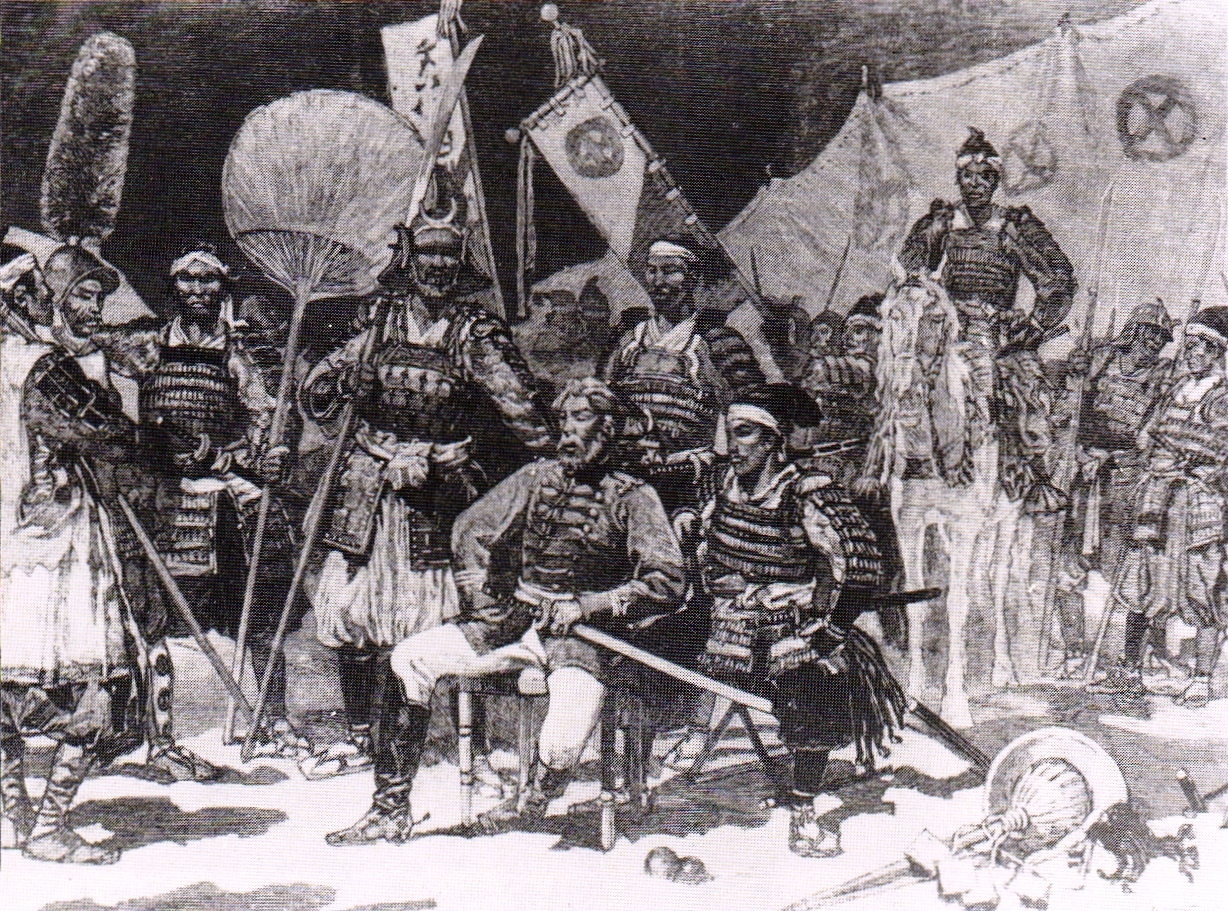
Saigō Takamori (sentado, com um uniforme ocidental), rodeado pelos seus oficiais. Artigo do jornal Le Monde Illustré, 1877

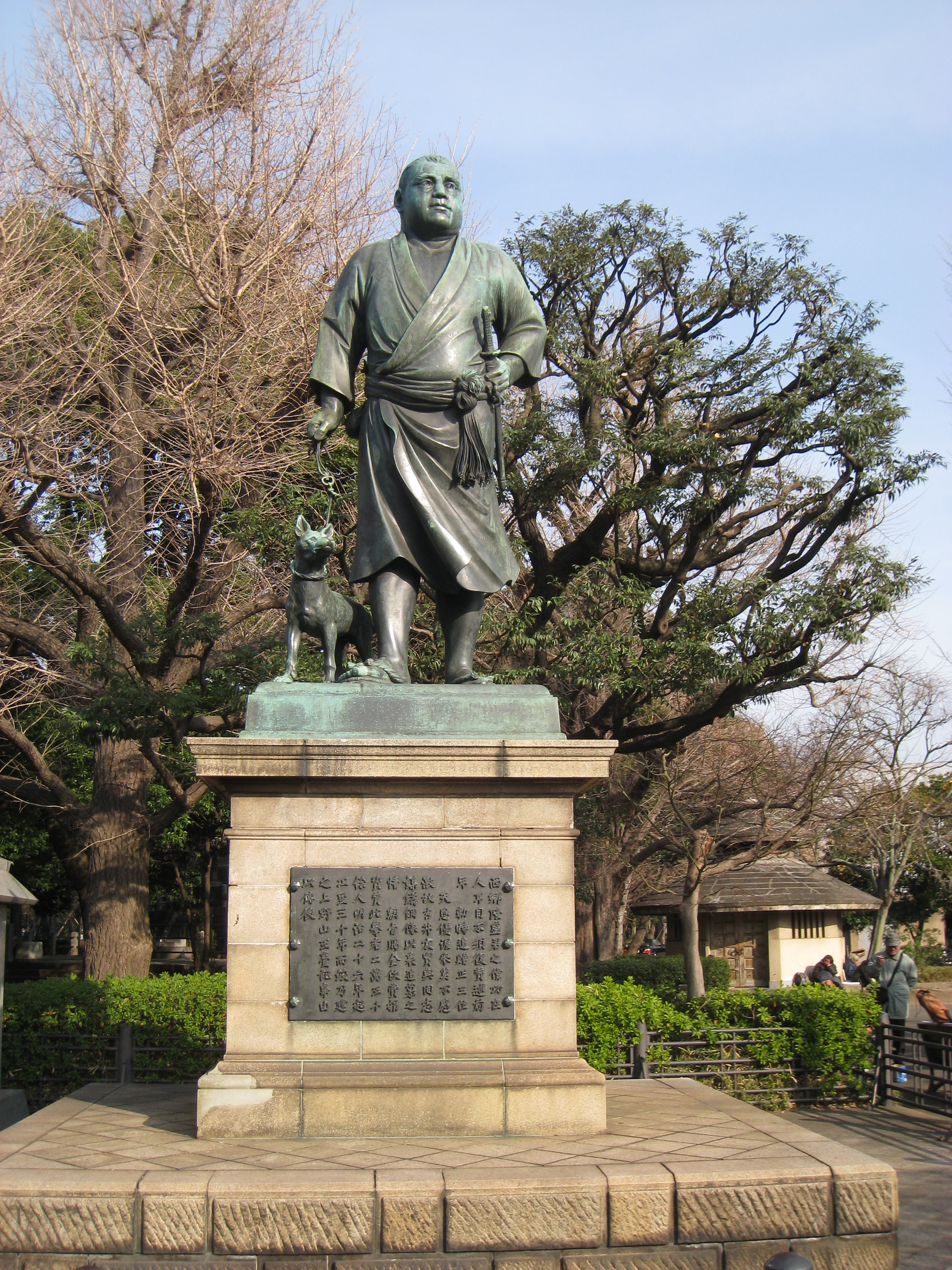
Estátua de Saigō Takamori no Parque Ueno, Tóquio

Sob o comando do general Kuroda Kiyotaka e com a ajuda de Yamakawa Hiroshi, a 12 de abril de 1877, o principal contingente do exército imperial chegou a Kumamoto para auxílio dos ocupantes do castelo. Isto resultou numa supremacia numérica por parte dos defensores, em oposição à significante desvantagem a que as tropas de Satsuma se condicionaram, forçando-os a fugir. Depois de uma constante perseguição, Saigō e os restantes samurais foram impingidos a regressar a Kagoshima, dando origem ao confronto final, a Batalha de Shiroyama. As tropas do exército imperial japonês, comandadas pelo general Yamagata Aritomo, e os fuzileiros navais, comandados pelo almirante Kawamura Sumiyoshi excederam as forças de Saigō com evidente superioridade numérica de sessenta soldados para um. O exército imperial precisou de sete dias para finalizar a construção e desenvolvimento dos sistemas de barragens e muros que serviram de obstáculo para impedirem que as tropas de Satsuma escapassem. Cinco navios de guerra uniram-se ao poder da artilharia de Yamagata enfrentando o posicionamento dos rebeldes e reduzindo o seu número. Após Saigō rejeitar uma carta de solicitação à própria rendição, a 24 de setembro de 1877 Yamagata ordenou um ataque directo contra o exército de Saigō. Após seis horas consecutivas apenas quarenta rebeldes se encontravam com vida, entre os quais Saigō já perto da morte. Os seus seguidores argumentaram que um deles, Beppu Shinsuke, se encarregou ao papel de kaishakunin, ajudando Saigō a cometer seppuku antes de ser capturado. Depois da morte de Saigō, Beppu e o último samurai ergueram as suas espadas e dirigiram-se pela costa abaixo, até serem abatido pelos disparos das metralhadoras Gatling. Depois de todas estas mortes, a rebelião deu-se por terminada.

#### Criação de um governo representativo

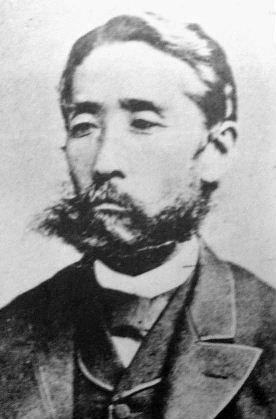
Itagaki Taisuke, proeminente político da Era Meiji

A maior conquista institucional após a rebelião de Satsuma teve lugar quando se insurgiram com intenções de criar um governo representativo por parte dos cidadãos que haviam sido relegados do governo. Uma das principais figuras deste movimento foi Itagaki Taisuke, um importante líder da Província de Tosa. Em 1875, este fundou o partido político Aikokusha, que, em 1878, viria a pressionar fortemente o governo do país. Em 1881, Itagaki formou o Jiyūtō (自由党, Partido Liberal), o qual possuía alguns dos principais ideais da política francesa. No ano seguinte Ōkuma Shigenobu fundou o Rikken Kaishintō (立憲改進党, Partido Constitucional Progressista), que revogou pelo estabelecimento de um sistema constitucional democrático tal como o sistema inglês. Em resposta, os membros do governo formaram, em 1882, o Rikken Teiseitō (立憲帝政党, Partido Constitucional do Regime Imperial). Após o surgimento destes partidos, muitos outros movimentos emergiram, alguns até de uma forma violenta. Finalmente, em 1889, a Constituição do Império do Japão, também conhecida como (Constituição Meiji), contemplou uma dieta imperial composta pela Câmara dos Deputados eleitos popularmente, acompanhada pela Câmara dos Pares que possuía um número de representantes extremamente baixo, composta pela nobreza num sistema designado de kazoku. As primeiras eleições foram realizadas em 1890, ao serem eleitos trezentos membros da Câmara dos Representantes do Japão.

#### Expansionismo

##### Guerra Sino-Japonesa
Durante o século XIX, a península da Coreia era uma forte atracção à qual o Japão não foi indiferente, considerando a sua posição geográfica que poderia eventualmente proporcionar um ponto estratégico para a defesa do arquipélago japonês. Um breve conflito com a Coreia havia sido resolvido temporariamente após assinado o Tratado de Kanghwa em 1876, através do qual os japoneses passaram a ter acesso aos portos da Coreia. Em 1894, foi precipitada uma crise política quando um líder coreano pró-Japão foi morto em Xangai. A situação piorou quando o exército chinês abateu a rebelião Tonghak no próprio solo coreano, apesar de que na Convenção Tianjin tanto a China como o Japão haviam consentido na retirada dos seus respectivos exércitos da península coreana, afastando o apoio aos diversos partidos contendores do país. O Japão respondeu rapidamente à invasão chinesa, saindo vitorioso naquela que é conhecida como a Primeira Guerra Sino-Japonesa, que terminou em 1895, quando foi realizado o chamado cessar-fogo.
O conflito terminou com a assinatura do Tratado de Shimonoseki, pelo qual foi reconhecida a independência da Coreia, deixando de ser, portanto, um  estado tributário. Com isto, foram exigidos 200 milhões de taéis de indemnização à Coreia; o comércio aos japoneses pelo rio Yangtze foi consentido; o direito dos investidores japoneses em negociar com a China foi permitido; tal como aceite a tomada de relações de Taiwan, das ilhas Pescadores e da península de Liaodong com o Japão. Contudo, pela oposição da Rússia, Alemanha e França, Liaodong foi replicada.

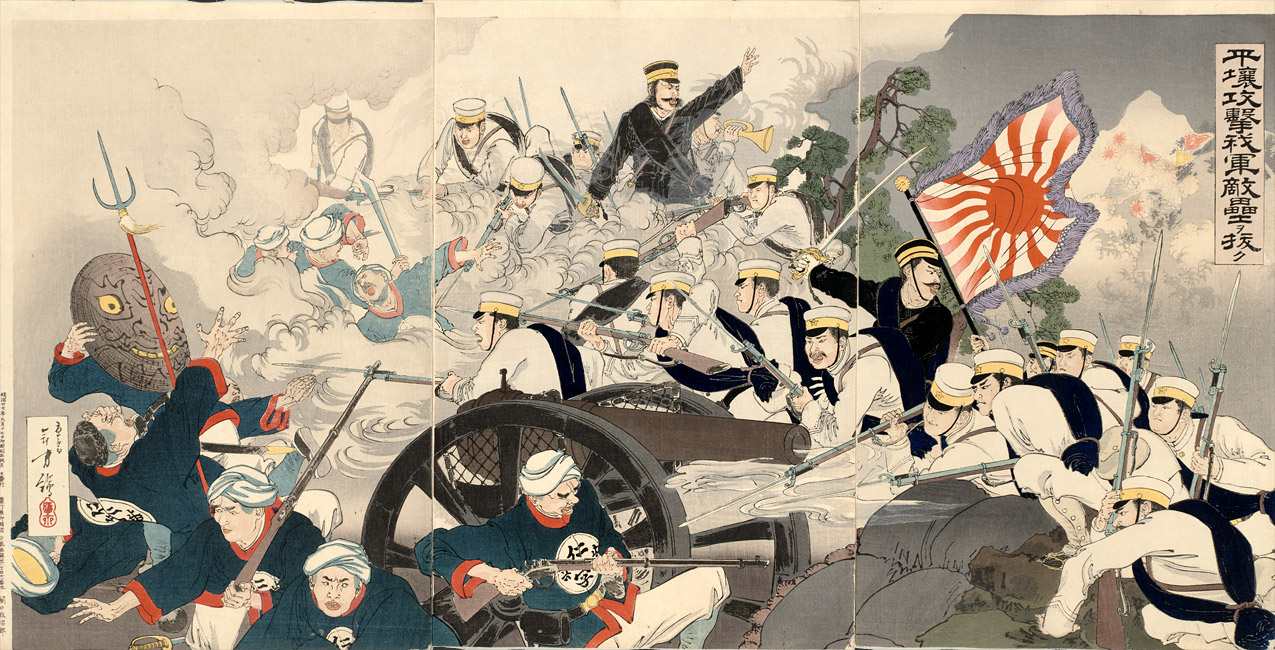
Representação em ukiyo-e da Batalha de Pyongyang na Coreia, uma parte da Primeira Guerra Sino-Japonesa

##### Guerra Russo-Japonesa
As ambições imperiais tanto da Rússia, que estava interessada em manter o controle da China, como do Japão, que ambicionava o controle da Coreia, levaram a que ambos os países se defrontassem em 1904.
Em 1902, o Reino Unido assinou com o Japão a Aliança Anglo-Japonesa, através da qual os britânicos reconheceram os interesses japoneses pela Coreia. Contudo, ambos se comprometeram em manter-se neutros sobre o caso de uma possível guerra com a Rússia, "a menos que outra potência se aliasse a estes e se assim possível encararem um papel mais ativo." Esta aliança presumiu uma evidente ameaça para os russos, que procuraram um método mais conciliador do que haviam anteriormente empregue, prometendo inclusivamente o retiro das tropas em 1903.
Depois de o Japão interpor uma queixa devido ao incumprimento russo sobre a retirada das suas tropas, a Rússia propôs dividir paralelamente a Coreia, considerando o controle do sul por parte do Japão, sendo que a zona norte se encontrava independente. Porém a Rússia assegurou que a Manchúria estaria fora da esfera de influência japonesa.
A guerra eclodiu em 8 de fevereiro de 1904, quando a Marinha Imperial Japonesa lançou um ataque surpresa à frota russa ancorada em Port Arthur. Após uma série de vitórias japonesas tanto em terra como navais, (Batalha de Tsushima em maio de 1905), foi levada a cabo uma conferência de paz com os Estados Unidos enquanto mediador, onde a Rússia reconheceu a primazia dos interesses japoneses sobre a Coreia e Manchúria. Foram então cedidos ao Japão a locação de Dalian, os seus territórios adjacentes e a ferrovia, assim como a parte sul da ilha Sacalina, proporcionando direitos de pesca no mar de Okhotsk e no mar de Bering, depois de ambos os lados finalmente concordarem em evacuar a Manchúria.
Esta guerra marcou o reconhecimento do Japão como potência imperialista pelas diversas nações da Europa, enquanto a derrota russa, por sua vez, patenteou a fraqueza do regime czarista e iniciou a sua queda concretizada na Revolução de 1917. Teve então início uma nova fase de expansão continental do Japão e, em 1910, a Coreia foi anexada ao Império Japonês.

### Período Taishō

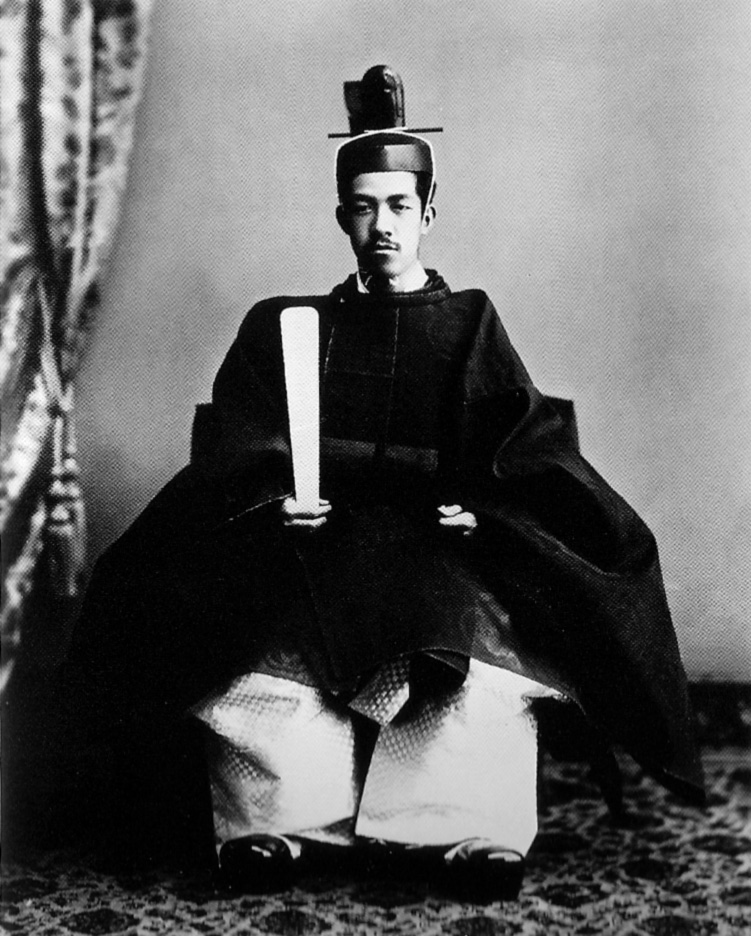
Imperador Taishō com o seu traje de coroação

O período Meiji terminou com a morte do imperador em 1912 e com a subsequente ascensão ao trono do imperador Taishō. O novo imperador tinha vários problemas de saúde, - homem débil tanto física como mentalmente - pelo que, durante o seu mandato, este manteve-se longe de questões políticas. As decisões do governo recaíram sobre a Dieta e o seu secretariado. Consequência da sua deficiência, o seu filho Hirohito foi nomeado "Príncipe Regente" em 1921.

#### Primeira Guerra Mundial
Procurando fortalecer a sua esfera de influência na Ásia e suas participações territoriais no Pacífico, o Japão aproveitou-se da condição da Alemanha, que se encontrava bastante ocupada com o cenário europeu, e em agosto de 1914 declarou guerra às Potências Centrais, junto com os seus aliados. A marinha japonesa, actuando praticamente independente do governo civil, ocupou as colónias alemãs da Micronésia, a província de Shandong na China e as ilhas Marianas, ilhas Carolinas e ilhas Marshall, no Oceano Pacífico. Enquanto os seus aliados estavam concentrados na guerra, o Japão tentou consolidar a sua posição perante a China fazendo com que esta assinasse as «vinte e uma exigências» (対華二十一ヵ条要求, Taika Nijyūichikkajō Yōkyū) impostas, que incluía a não concessão das ilhas ou costas a terceiros.
Em 1917, os Estados Unidos entraram na guerra como aliados dos japoneses, apesar dos atritos causados pela situação na China assim como pela competição por adquirir influência no Pacífico. Num esforço de evitar a tensão existente, foi assinado em novembro do mesmo ano, o Acordo Lansing-Ishii (石井・ランシング協定, Ishii-Ranshingu Kyōtei).
Recebendo o reconhecimento oficial como um dos "cinco grandes" países da nova ordem internacional, em 1919 o Japão encontrava-se ao lado das maiores potências militares e industriais do mundo durante a conferência de paz de Versalhes. Foi-lhe concedido um lugar permanente na Sociedade das Nações, com a transferência dos direitos tidos anteriormente pela Alemanha sobre Shandong. Finalmente, num Mandato da Sociedade das Nações, decidiu-se que as ilhas do Pacífico ao norte do Equador, outrora ocupadas pela Alemanha, estariam agora sob comando japonês (Mandato do Pacífico Sul).

#### Democracia
Desde a criação de um novo sistema político, com a Constituição Meiji, apenas membros da elite aristocrática possuíam acesso aos elevados cargos políticos, ao conselho de ministros, à Câmara dos Pares ou a conselheiros do imperador. Contudo, entre 1918 e 1932, a situação política do país alterou-se. Apesar dos partidos políticos serem liderados pela elite, os políticos viram-se obrigados a trabalhar em coordenação com a corte, a burocracia e os militares, causa da consciência agora mais democrática das massas que se começaram a unir, sobretudo estudantes, que se tornaram politicamente mais ativos. Em consequência, os partidos desempenharam um papel de liderança sobre a política nacional. Outra importante alteração teve lugar em 1925, quando se estabeleceu o sufrágio universal para os homens, o que aumentou a base eleitoral em mais de 12 milhões de pessoas.

#### Grande sismo de Kantō

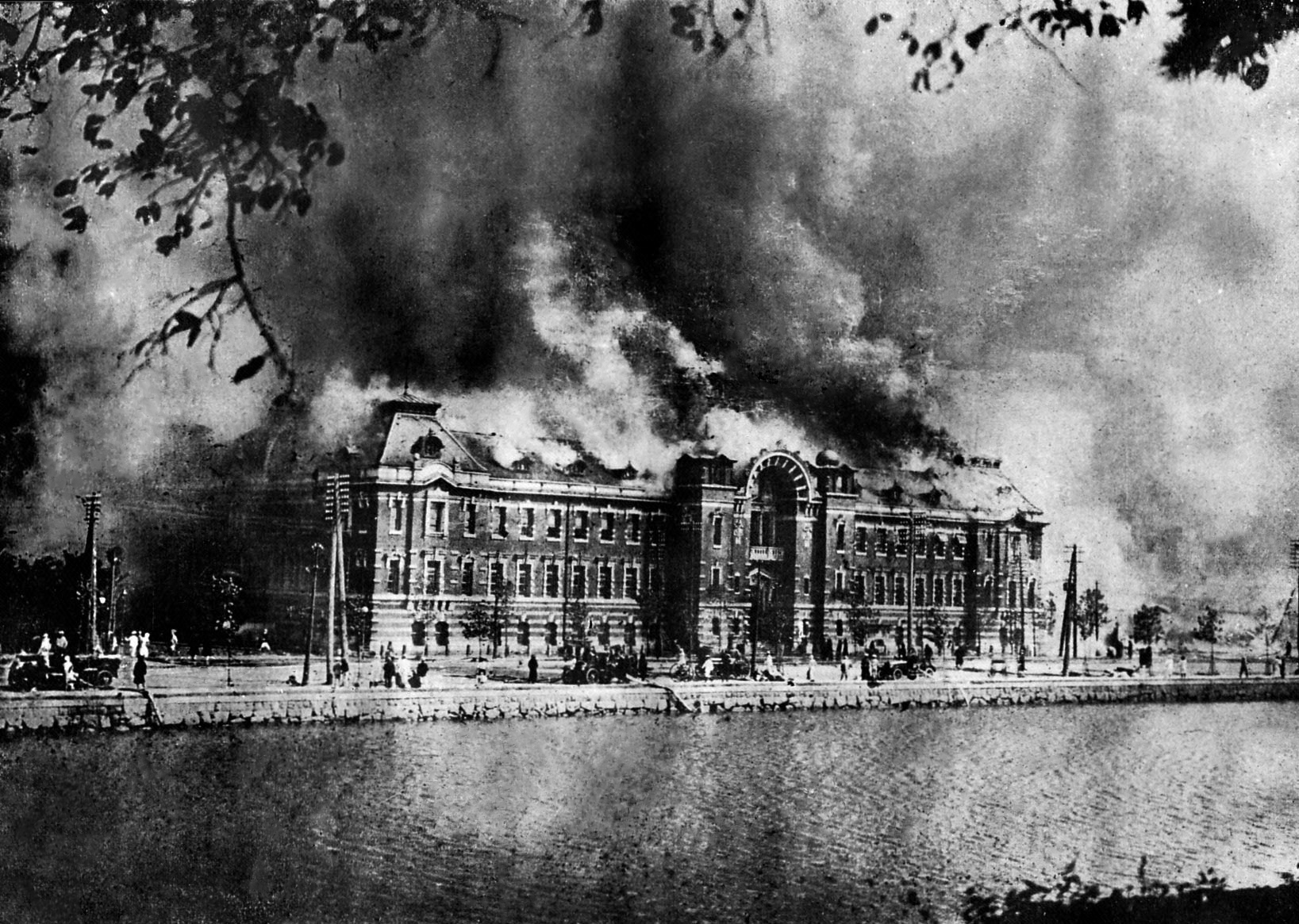
Departamento metropolitano da polícia após o terremoto

A 1 de setembro de 1923, pouco antes do meio-dia, ocorreu  na região de Kanto um dos sismos mais devastadores da história, com uma magnitude de 8.3 graus na escala de Richter. O movimento de placas tectónicas causou um tsunami. Em Kamakura, as ondas chegaram a atingir cinco metros de altura, enquanto que em Atami, foram registadas ondas com treze metros. Estima-se que cerca de 110 mil pessoas perderam a vida, quer pelos efeitos do sismo como pelo subsequente tsunami e inúmeros incêndios que se perduraram por vários dias. A perda de vidas humanas deve-se à causa adicional de várias ondas de violência que se desenvolveram após a tragédia, contra activistas políticos coreanos e chineses por parte de civis, polícias e militares.

### Período Shōwa

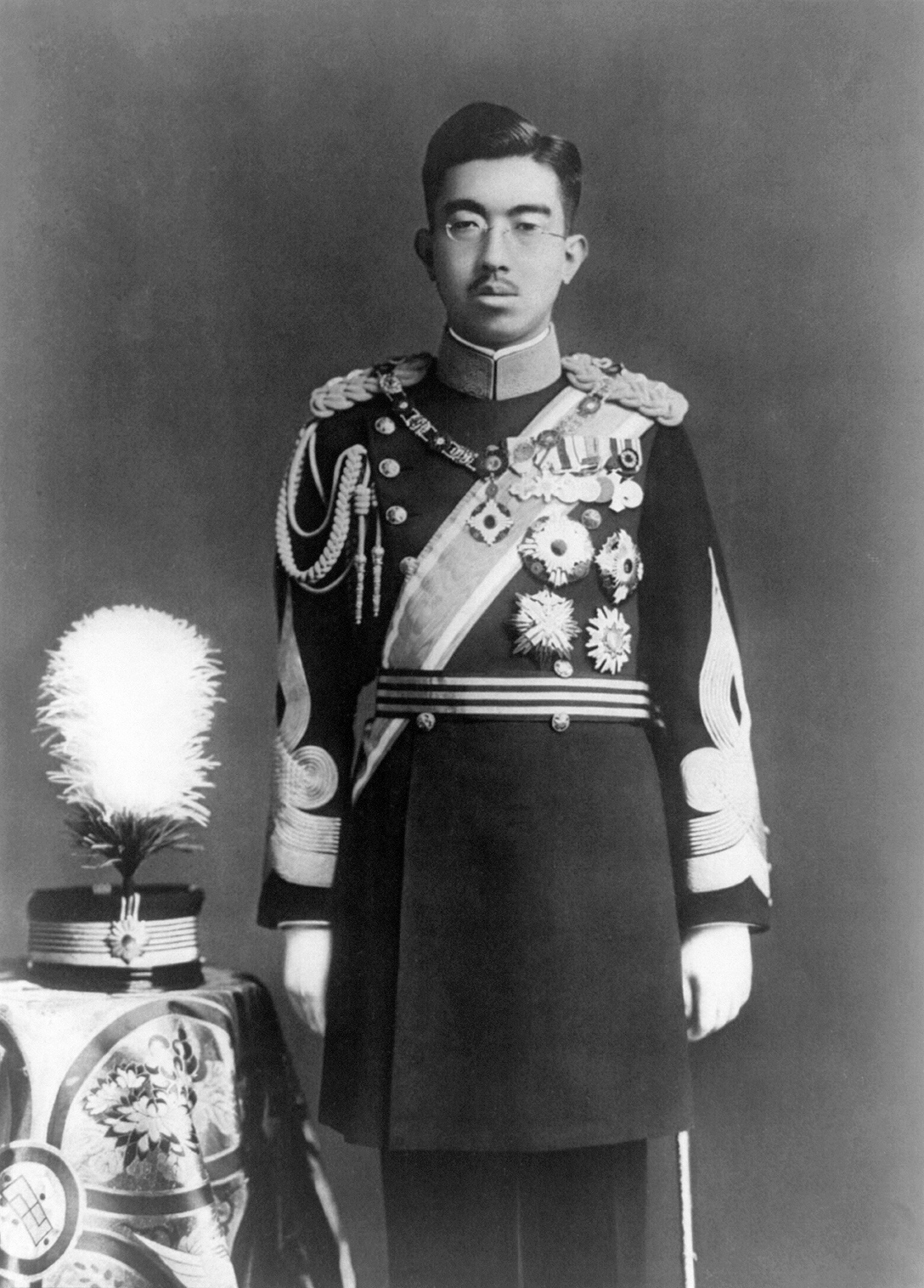
Imperador Shōwa, mais conhecido no Ocidente pelo seu primeiro nome, Hirohito

Em 25 de dezembro de 1926, após um breve reinado, o imperador Taishō morreu e o príncipe regente foi empossado como o novo imperador do Japão, começando assim o período Shōwa.
Em 1922, com o Tratado Naval de Washington, o número de navios da Marinha Imperial Japonesa viu-se limitado frente às frotas norte-americana e britânica, aumentando as dificuldades existentes no Japão por este ter sido forçado a deixar as colónias obtidas na China durante a guerra russo-japonesa. O Japão foi significativamente prejudicado quando as potências estrangeiras ocuparam aquilo que consideravam a sua esfera de influência governamental. A única área significativamente extensa onde lhes foi possível obter as matérias-primas necessárias para o desenvolvimento da sua economia sem depender das importações, era a China. Em 1931, o Japão decidiu invadir e ocupar Manchúria e posteriormente a China em 1937. A invasão sobre esta última desencadeou a Segunda Guerra Sino-Japonesa que se desenrolou por mais de oito anos.

#### Segunda Guerra Sino-Japonesa
Neste período, as tropas japonesas controlavam as vias ferroviárias da Manchúria, pois, através destas, diversos recursos eram transportados para os portos na Coreia, de onde eram enviados para o Japão. Em setembro de 1931 explosivos foram detonados nessas estradas de ferro do sul da província, as quais eram de propriedade japonesa - "Incidente de Mukden". Com isto, o governo japonês decidiu enviar tropas para ocupar toda a Manchúria, formando assim um regime fantoche designado de Manchukuo, sob o comando nominal do imperador Pu Yi.
Nos anos seguintes, confrontos menores ocorreram na província, contudo em 1937, após o incidente da Ponte Marco Polo, tropas japonesas foram atacadas nos arredores de Pequim, iniciando-se abertamente a guerra com a China. Depressa o Japão atacou as principais cidades costeiras e, em dezembro desse mesmo ano, as tropas japonesas tinham já ocupado Nanquim, Hangchow e Cantão. Quando Nanquim se rendeu perante os invasores, o exército imperial japonês realizou atos de suma crueldade contra a população civil em eventos conhecidos como o "massacre de Nanquim", onde cerca de 300 mil soldados chineses, assim como civis, foram mortos.
A essa altura, o Japão já fazia parte do chamado Eixo, através do Pacto AntiKomintern realizado com a Alemanha e mais tarde com a Itália. Esses acordos foram substituídos pelo Pacto Tripartite de setembro de 1940, pelo qual as potências do Eixo reconheciam o Japão como líder de uma nova ordem na Ásia.
As primeiras vitórias japonesas foram seguidas por um período de estagnação, e em 1938 a guerra encontrava-se num impasse. Esta situação prolongou-se até 1941, quando os japoneses entraram no palco da Segunda Guerra Mundial. Este tremendo conflito terminou em 1945, após o Japão anunciar a sua rendição incondicional frente aos aliados.

#### Segunda Guerra Mundial

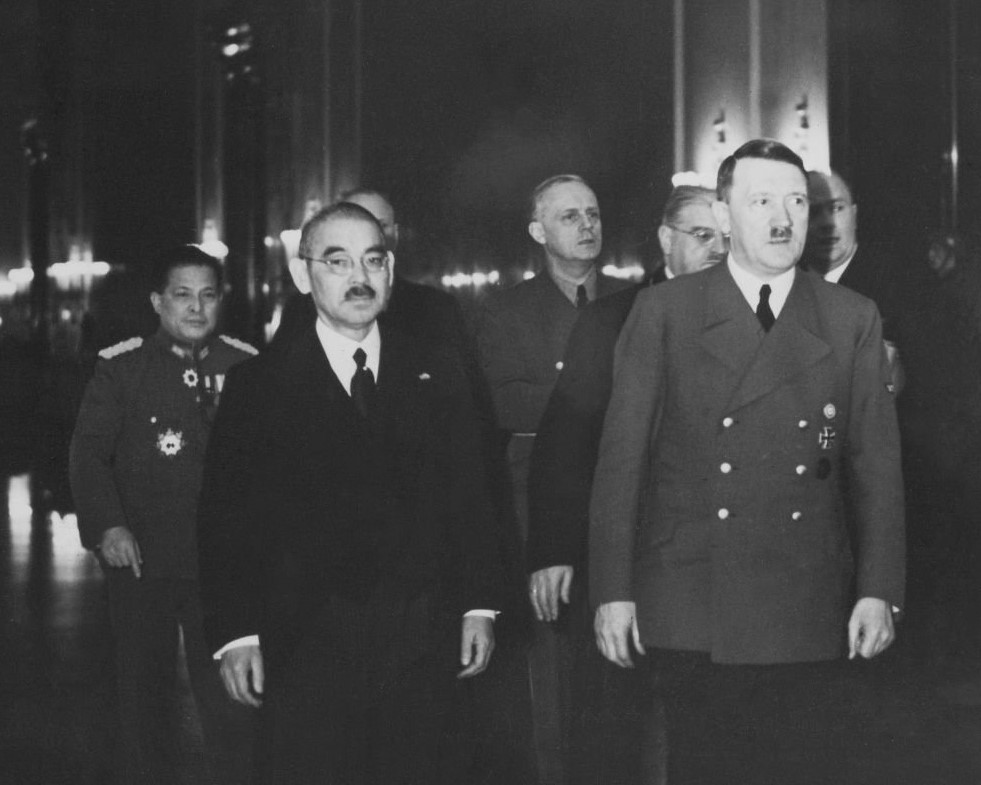
Yōsuke Matsuoka durante uma visita a Adolf Hitler em 1941

As relações com o ocidente deterioraram-se em finais da década de 1930. Em 1940, foi nomeado para primeiro ministro o príncipe Konoe, que veio a formar um conselho de ministros nacionalista, defensor da expansão da área com recurso à força. A essa altura, o Japão já fazia parte do chamado Eixo. A 27 de setembro desse mesmo ano, o ministro das relações externas, Yosuke Matsuoka, realizou um novo acordo substituindo os anteriores pelo Pacto Tripartite de setembro de 1940, em que as potências do Eixo reconheciam o Japão como líder de uma nova ordem na Ásia.
Depois de formada a chamada "Esfera de Coprosperidade da Grande Ásia Oriental", o Japão invadiu o norte da Indochina Francesa e em julho de 1941 introduziu tropas a sul da Indochina. Isto fez com que países como os Estados Unidos, Inglaterra e Holanda retaliassem. Os EUA impuseram um obstáculo comercial ao Japão, que se viu privado de cerca de 90% do suprimento de petróleo e, no comércio, limitado ao exterior em cerca de 75%.
No gabinete japonês eram então debatidas as próximas acções a serem seguidas, figurando com proeminência Hideki Tojo, ministro da defesa, um grande defensor da guerra que serviu durante a maior parte da Segunda Guerra Mundial. Enquanto a maior força do Pacífico, o Japão possuía praticamente o dobro dos navios que os Estados Unidos; o seu exército contava com 1 800 000 soldados; e a sua força era superior a todos os outros países do mundo.
A 5 de novembro, o Imperador Shōwa e  o seu governo decidiram entrar na guerra caso até finais do mês os EUA não levantassem o embargo económico. Contudo a resposta do governo dos EUA chegou a 26 de novembro, quando através do seu Secretário de Estado foi confirmada a demanda norte-americana de que as tropas japonesas se retirassem da Manchúria, China e Indochina, para além da renúncia do Japão ao Pacto Tripartite.

##### Ataque a Pearl Harbor

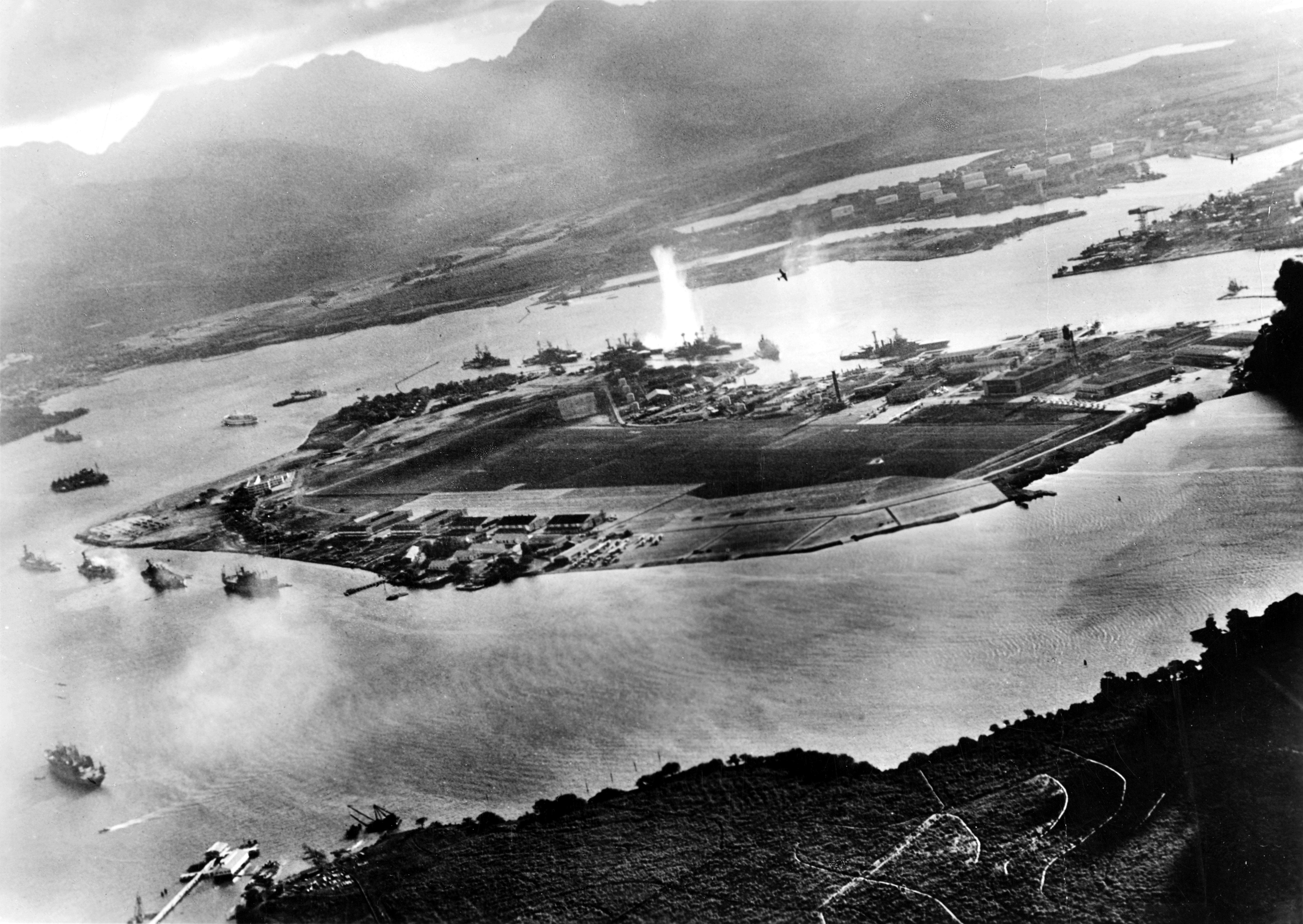
Explosão de um torpedo no USS West Virginia, visto a partir de um avião japonês

No mesmo dia de 26 de novembro, uma frota japonesa partiu das ilhas Curilas com destino a Pearl Harbor, para destruir a frota estadunidense do Pacífico. Realizou-se então o primeiro ataque com mais de 189 aviões a 7 de dezembro às 7:55 pm, tendo sido destruídos seis navios de guerra, três cruzadores e quatro outros navios, para além de aniquilados 188 aviões norte-americanos. Este ataque de surpresa ocasionou 2 403 mortos.
O segundo e último ataque ocorreu às 8:45 da manhã e terminou às 10:00 horas. Neste assalto, as defesas americanas estavam já melhor preparadas e Nagumo cancelou o terceiro ataque previamente programado. No dia seguinte, o presidente dos EUA, Franklin Delano Roosevelt, dirigiu-se ao congresso solicitando que se declarasse guerra ao Japão, num dos discursos mais famosos da história.

##### Frente do Pacífico em finais de 1941
No dia seguinte ao ataque a Pearl Harbor, as forças japonesas iniciaram um tipo de batalha Blitzkrieg no Pacífico, em que a Malásia, Hong Kong, Filipinas, Ilha Wake, Birmânia e Tailândia foram atacados quase em simultâneo com o objetivo de conseguir pontos estratégicos favoráveis. Em 16 de dezembro, o Japão conseguiu ocupar as Índias Orientais Holandesas, proporcionando assim uma importante fonte de recursos ao país.

##### Frente do Pacífico em 1942
Durante a primeira metade do ano, as forças do império do Japão foram vitoriosas em quase todas as frentes; a 7 de fevereiro a sua frota saiu vencedora frente aos aliados na Batalha do Mar de Java e  no dia 15 do mesmo mês as forças aliadas entregaram Singapura. A segunda metade do ano representou um ponto de viragem na guerra. Forças estadunidenses desalojaram os japoneses de Guadalcanal e conseguiram uma importante vitória na Batalha de Midway, onde os japoneses perderam metade da sua frota de porta-aviões e cerca de 150 aeronaves.

##### Tentativa de defesa do anel defensivo
Durante 1944 os esforços japoneses limitaram-se a tentar manter um anel defensivo, contudo viram-se obrigados a recuar na Nova Guiné e nas Ilhas Salomão. O Japão sofreu significantes derrotas nas ilhas Gilbert, no entanto manteve um constante avanço ofensivo na Birmânia e na fronteira com a Índia. Neste ano o Japão sofreu graves derrotas navais, como na Batalha do Mar de Bismarck, que ocorreu entre 2 e 5 de março, e na Batalha do Mar de Bering, a 26 de março.
Em 1944 a situação tornou-se insustentável para o Japão, uma vez que grande parte da sua frota foi destruída durante a Batalha do Mar das Filipinas, quando tropas norte-americanas desembarcaram nas ilhas Marshall, ilhas Gilbert e nas Filipinas. A partir dos aeródromos nas Filipinas, deu-se início ao bombardeamento do Japão. A 18 de julho o general Tōjō renunciou do poder juntamente com o seu gabinete de estado. Até finais de outubro deste ano, os japoneses perderam mais uma importante batalha marítima, a batalha do Golfo de Leyte. Nesta fase surgiram os primeiros grupos suicidas comummente conhecidos como kamikazes.

###### Kamikazes
Desde 1942 foram desenvolvidas diferentes doutrinas dentro do exército japonês num esforço de implementar tácticas suicidas na guerra. Unidades especiais suicidas foram finalmente implementadas em terra (como no caso da "carga banzai") e no mar (com os barcos Shin'yō). Finalmente, em meados de 1944, o primeiro-ministro Hideki Tōjō garantiu instruções para que os Corpos de Ataque Aéreo organizassem uma unidade especial, a chamada Shinpū tokubetsu kōgeki tai (神風特別攻撃隊, "Unidade Especial de Ataque Shinpū") com a abreviatura de tokkōtai (特攻隊), mais conhecidos no ocidente por kamikaze.
A primeira missão oficial da unidade especial ocorreu no dia 25 de outubro, sucedendo-se inúmeros ataques semelhantes até ao término da Segunda Grande Guerra.

##### 1945
Em fevereiro de 1945, a Alemanha estava praticamente derrotada. Porém, durante a Conferência de Yalta, Stalin comprometeu-se a declarar guerra ao Japão nos dois meses seguintes da derrota definitiva das forças alemãs.
A 19 de fevereiro, após 72 dias de intenso bombardeio na ilha, teve início a invasão de Iwo Jima por parte das tropas norte-americanas. Passados quatro dias caiu o Monte Suribachi, acontecimento este capturado na famosa fotografia Raising the Flag on Iwo Jima, de Joe Rosenthal. Durante o conflito, os Estados Unidos perderam 6 821 soldados, enquanto que no Japão estima-se que cerca de 22 mil homens foram mortos.
Outra sangrenta frente de batalha teve lugar em Okinawa. A invasão ocorreu a 1 de abril com a "Operação Iceberg". A 5 de abril o primeiro-ministro Kuniaki Koiso renunciou ao seu cargo enquanto a guerra se aproximava das principais ilhas do Japão. Durante a invasão morreram mais de 12 mil norte-americanos, enquanto que no exército japonês foi estimado um número de 110 mil mortes. Para além disso, os Estados Unidos perderam 36 navios e 368 foram danificados, a maioria fruto de ataques realizados por kamikazes. Okinawa caiu finalmente em 21 de junho, oferecendo aos aliados uma importante base de operações.
Durante a Conferência de Potsdam, Winston Churchill e Franklin D. Roosevelt concordaram com a utilização da bomba atómica. Uma declaração solicitando a rendição incondicional do Japão foi enviada, porém, esta foi rejeitada dois dias depois pelo governo japonês.

##### Bombardeios atómicos de Hiroshima e Nagasaki

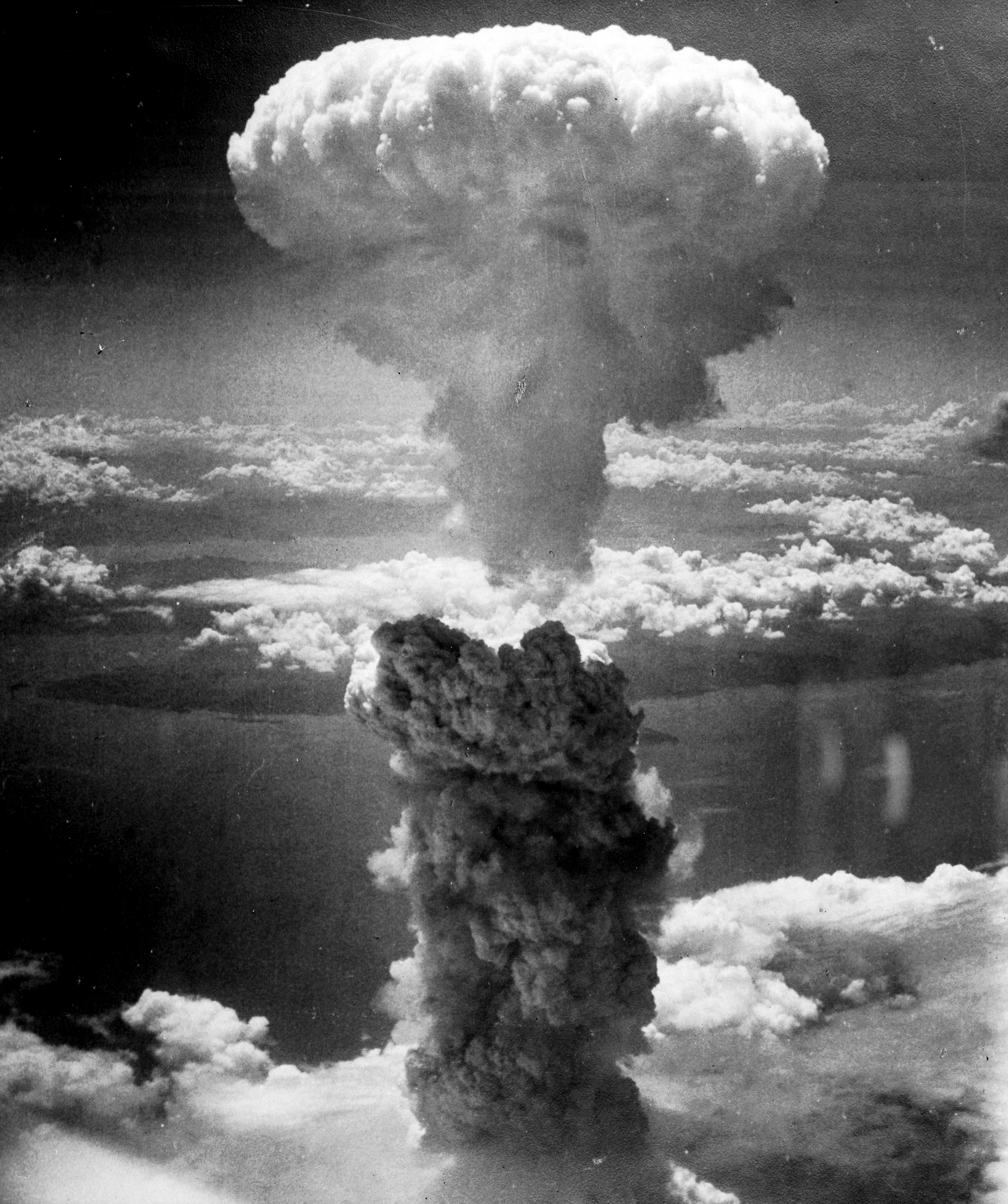
Nuvem cogumelo criada pela bomba Fat Man como resultado da explosão nuclear sobre Nagasaki

Após a autorização de Harry Truman e de seis meses de bombardeios intensivos em 67 cidades, os bombardeamentos atómicos foram realizados a 6 e 9 de agosto de 1945. A bomba atómica Little Boy foi lançada sobre Hiroshima na segunda-feira de 6 de agosto de 1945, seguida pela detonação da bomba Fat Man na quinta-feira de 9 de agosto em Nagasaki. Até à data estes bombardeios constituem os únicos ataques nucleares da história. Estima-se que até finais de 1945, as bombas haviam matado cerca de 140 mil pessoas em Hiroshima e 80 mil em Nagasaki, em que apenas metade morreu no próprio dia do atentado. Nas duas cidades, a maioria das mortes afectaram civis.

##### Rendição
A 8 de agosto, a União Soviética declarou guerra ao Japão e iniciou-se uma breve batalha na Manchúria, onde cerca de 80 mil soldados japoneses perderam a vida. A 15 de agosto, o imperador Shōwa quebrou o silêncio imperial e emitiu por rádio a rendição incondicional do Japão frente aos aliados (a primeira vez que a grande maioria dos japoneses pôde ouvir a voz do imperador), solicitando ao seu povo que não oferecessem resistência, pois as suas tropas haviam entregue as suas armas, rendendo-se. Dois dias depois, o príncipe Higashikini foi nomeado primeiro-ministro, numa tentativa de supervisionar a rendição do país, a qual foi oficializada a 2 de setembro a bordo do USS Missouri, pondo fim tanto à Guerra do Pacífico como à Segunda Guerra Mundial. Estima-se que no total o Japão perdeu cerca de 1 506 000 soldados e 900 mil civis, principalmente no último ano, devido aos atentados de incêndios e atómicos.

#### Ocupação do Japão

Auge do império japonês em 1942

O general Douglas MacArthur foi nomeado comandante supremo e coube-lhe o papel de responsável por supervisionar a ocupação do Japão, a qual perdurou até 1952.
Durante os primeiros dois anos foi realizado um processo de democratização, no qual foram abolidos o exército e a armada, destruíram-se munições e armas, e fábricas de armamento foram convertidas para uso da população. O xintoísmo estatal foi eliminado, dando lugar a reformas políticas, económicas e sociais.

#### Japão pós-ocupação

##### Política
Praticamente no início da ocupação do Japão começaram a surgir vários partidos políticos. Os antigos Rikken Seiyūkai e o Rikken Minseitō ressurgiram, enquanto Nihon e Jiyūtō e Nihon Shinpotō, respectivamente. As primeiras eleições pós-guerra realizaram-se em 1949 e marcaram o primeiro momento em que foi concedido o direito ao voto das mulheres, onde Yoshida Shigeru foi eleito primeiro-ministro. Nas eleições do ano seguinte, opositores de Yoshida deixaram o Jiyūtō e uniram forças com o Shinpotō, dando início ao Minshuto impulsionando a ascensão do partido socialista Nihon Shakai-tō, o qual formou um conselho de ministros, até que o seu poder decaiu novamente. Yoshida retornou como primeiro-ministro em 1948, cargo este que desempenhou até 1954.
Sucessivas divisões dentro dos partidos políticos, assim como a sucessão de governos por parte das minorias políticas, levaram a que membros conservadores formassem em novembro de 1955 o Jiyū Minshutō ou Partido Liberal Democrata (entre 1955 e 1993). Depois de várias reorganizações nas forças armadas, em 1954 foram formadas as Forças de Autodefesa, sob controle civil. A situação mundial, condicionada pela Guerra Fria e pela Guerra da Coreia, estimulou o desenvolvimento económico, assim como a supressão do socialismo sob influência norte-americana.

##### Desenvolvimento económico
Com o decorrer da época do pós-guerra, a economia japonesa começou a crescer contrariando todas as expectativas, com o chamado milagre económico japonês. Rapidamente, o país se comparava ao Ocidente, tanto no comércio exterior, (produto interno bruto), como na qualidade de vida. As conquistas foram marcadas pelos Jogos Olímpicos de Tóquio em 1964 (a primeira Olimpíada realizada na Ásia), assim como pela inauguração da primeira linha ferroviária de shinkansen. A isto somou-se a Expo 1970 realizada em Osaka, além de ter sediado os Jogos Olímpicos de Inverno de 1972, na cidade de Sapporo (a primeira Olimpíada de Inverno realizada no continente asiático).
A partir da segunda metade do século XX, o Japão passou a ser reconhecido pela sofisticada tecnologia. Com o crescimento económico, tornou-se a potência mais importante do mundo a nível de exportações, com prevalência nas áreas da electrónica, informática, robótica, indústria automobilística e bancária. Os benefícios económicos foram significativos para o país. Porém, tal crescimento somado à tranquilidade política em meados da década de 1960, foram interrompidos pela súbita subida de preços do petróleo decretado pela OPEP em 1973, o que provocou a primeira recessão no Japão desde a Segunda Guerra Mundial.
O ano de 1987 foi um significante passo para o Japão. Os preços dos imóveis encontravam-se em constante crescimento, a inflação alcançou o seu ponto mais alto desde 1975, o desemprego atingiu o valor recorde de 3,2%, e existia um grande descontentamento em relação ao governo de Yasuhiro Nakasone. Finalmente, embora que por alguns meses a economia tivesse aparentemente melhorado, em 20 de outubro do mesmo ano, a Bolsa de Valores de Tóquio sofreu uma queda profunda e inesperada do preço da acções.

##### Relações internacionais
A maior crise política do pós-guerra aconteceu em 1960, quando da revisão do Tratado de Mútua Cooperação e Segurança, que originou manifestações massivas nas ruas como sinal de rejeição. O conselho de ministros renunciou um mês depois da aprovação do novo tratado. Após sucessivas manifestações durante vários anos, a opinião geral dos cidadãos japoneses sobre os Estados Unidos melhorou em 1972, quando Okinawa foi colocado novamente sob a soberania japonesa.
O Japão renovou as relações com a República Popular da China no final da Segunda Guerra Mundial, contudo por causa do apoio obsequiado ao governo nacionalista exilado em Taiwan, foram gerados atritos com o governo chinês. A relação com este país foi novamente restabelecida em 1972.
O relacionamento com a União Soviética tem sido problemático, visto que o Japão reivindicou como suas próprias ilhas aquelas ocupadas por este país durante os últimos dias da guerra, nomeadamente as ilhas Iturup e Kunashir, Shikotan e Khabomai.

### Período Heisei

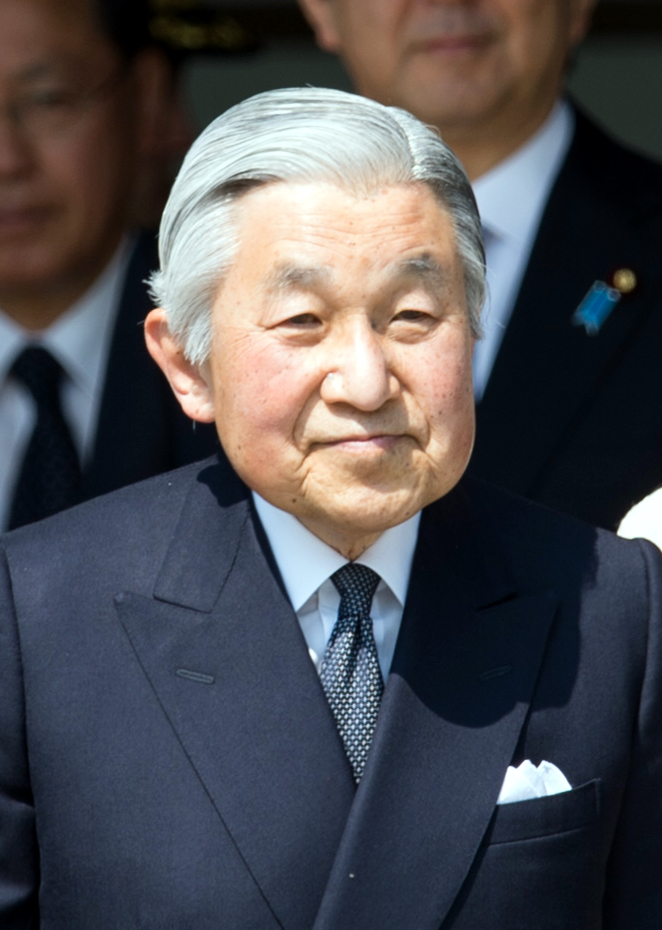
Akihito,
125º Imperador

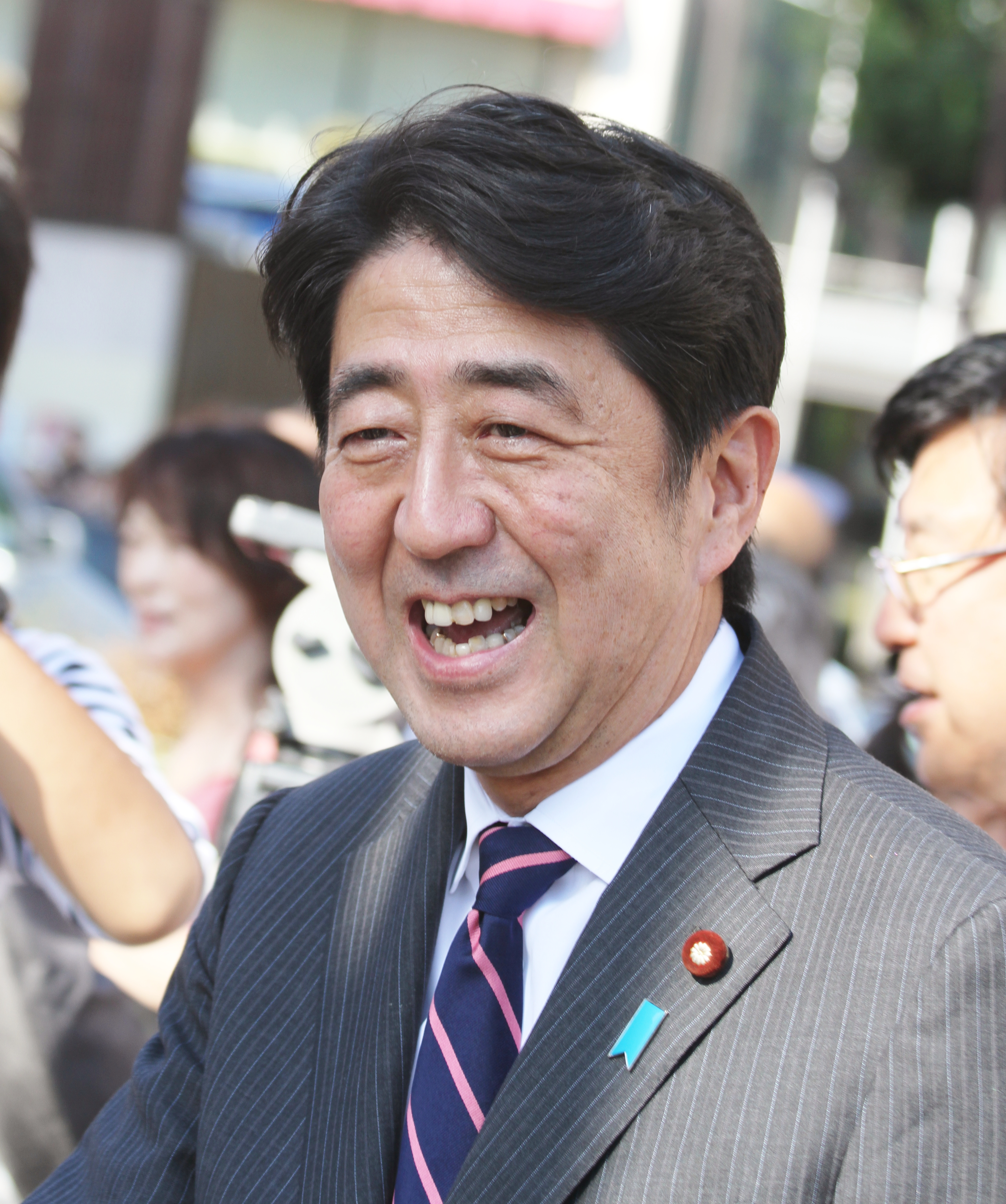
Shinzō Abe, 96º primeiro-ministro

O Período Heisei começou a 8 de janeiro de 1989, um dia depois da morte do imperador Shōwa, com a subsequente ascensão ao trono do príncipe Akihito. Durante esta época a bolha financeira e imobiliária do Japão eclodiu, e em finais de 1987, os preços das acções do sector imobiliário ficaram inflacionados e, juntamente com as taxas de juros baixas, desenvolveu-se uma bolha especulativa. Após a queda do dólar americano durante a "segunda-feira negra", os investidores japoneses começaram a comprar propriedades e empresas dos Estados Unidos, o que obrigou o sistema de reserva federal a encarar novas medidas para combater a política económica japonesa. Durante maio de 1989, o banco do Japão elevou as taxas de juros por quatro vezes e a partir do ano seguinte a bolha económica começou a entrar em colapso.
Em 1993, por meio de acusações de corrupção dentro do partido liberal democrata, uma coligação liderada por Morihiro Hosokawa tomou o poder momentaneamente. Enquanto isso a sua falta de unidade era evidente, agravada pelo Sismo de Kobe, que destruiu Kobe, matando mais de 6 400 pessoas e causou prejuízos de 102,5 mil milhões de dólares em 1995 e, posteriormente, pelo ataque com gás sarin ao Metro de Tóquio por um culto apocalíptico nesse mesmo ano. Em 1996, o governo de coligação sofreu uma derrota frente ao Partido Liberal Democrático, que elegeu Ryūtarō Hashimoto como primeiro-ministro. No entanto, devido à instabilidade económica, o primeiro-ministro foi substituído por Keizō Obuchi em 1998. Este propiciou a estabilização da economia, porém morreu em 2000, como resultado de um acidente vascular cerebral. Yoshiro Mori sucedeu Obuchi, no entanto, considerado impopular pelos vários erros no governo, foi substituído por Junichiro Koizumi em 2001.
Koizumi implementou uma série de reformas económicas que incidiram sobre a dívida pública e conseguiu deter a crise económica e propiciar um aumento de popularidade do governo. Koizumi permaneceu no cargo até renunciar do mesmo em 2006. Antes, em 2005, o Partido Liberal Democrata obteve uma vitória esmagadora nas eleições legislativas. Durante o governo de Koizumi foi aprovado em 2004 o envio de um contingente com seiscentos soldados das Forças de Autodefesa do Japão para o Iraque sem o aval da Organização das Nações Unidas, a fim de apoiar a sua reconstrução. Isto marcou a primeira actuação de um grande contingente militar fora do país desde o término da Segunda Guerra Mundial, o que levou ao surgimento de uma controvérsia sobre a interpretação do artigo 9 da constituição do Japão, onde foram proibidos atos de guerra por parte do estado.
O ano de 2004 foi marcado por uma série de catástrofes naturais, em que um número recorde de dez tufões num ano atingiu o Japão, em particular durante o mês de outubro, onde 94 pessoas morreram ou desapareceram vitimas de tais desastres. As fortes chuvas e inundações que afetaram as prefeituras de Niigata, Fukushima e Fukui resultaram na morte de vinte pessoas. No mesmo mês de outubro, um terremoto atingiu a região centro de Niigata, no qual 64 pessoas perderam a vida, mais de 4 800 ficaram feridas e 100 mil pessoas foram evacuadas. Este terremoto ocasionou também no descarrilamento de Shinkansen - o primeiro acontecimento do género em quarenta anos.
Após a renúncia de Koizumi, surgiu uma série de débeis e fracos governos: Shinzo Abe, sucessor de Koizumi, renunciou ao cargo em setembro de 2007 por uma série de escândalos de corrupção, resultado da sua fraca liderança. Este foi sucedido por Yasuo Fukuda, que também foi incapaz de governar de forma eficaz e abandonou a sua função em setembro de 2008. Foi sucedido por Tarō Asō, considerado um dos membros mais carismáticos dentro do Partido Liberal Democrata, que contudo não pôde concertar as diversas facções quando assumiu a liderança do governo, uma vez que a sua procura por antecipar as eleições legislativas, antes de solucionar a crise económica derivada do caos financeiro dos Estados Unidos, originou numa drástica queda da sua popularidade.
Nas eleições de 2009, a coligação do Partido Democrático do Japão, do Partido Social Democrata do Japão e do Novo Partido Popular venceu as eleições, sendo que Yukio Hatoyama foi eleito primeiro-ministro e sucessor de Tarō Asō, pondo fim a mais de 50 anos de domínio hegemónico do Partido Liberal Democrático. Não obstante, o governo de Hatoyama foi breve, com uma duração de oito meses depois deste reafirmar a presença do exército dos EUA em Okinawa, apesar da rejeição por parte da população japonesa. Isto originou uma fractura na aliança do governo e na posterior demissão de Hatoyama a junho de 2010. Este foi substituído por Naoto Kan, também do Partido Democrático, que se assumiu como primeiro-ministro a 8 de junho. Kan seria substituído por Yoshihiko Noda, outro dirigente do Partido Democrático, a setembro de 2011.
Atualmente o Japão possui a terceira maior economia do mundo desde 2009 (atrás da China, que ocupa o segundo lugar depois dos Estados Unidos), onde a sua taxa de desemprego é de 5,7%, a mais alta desde a Segunda Guerra Mundial.

#### Sismo e tsunami de 2011 e acidente nuclear em Fukushima

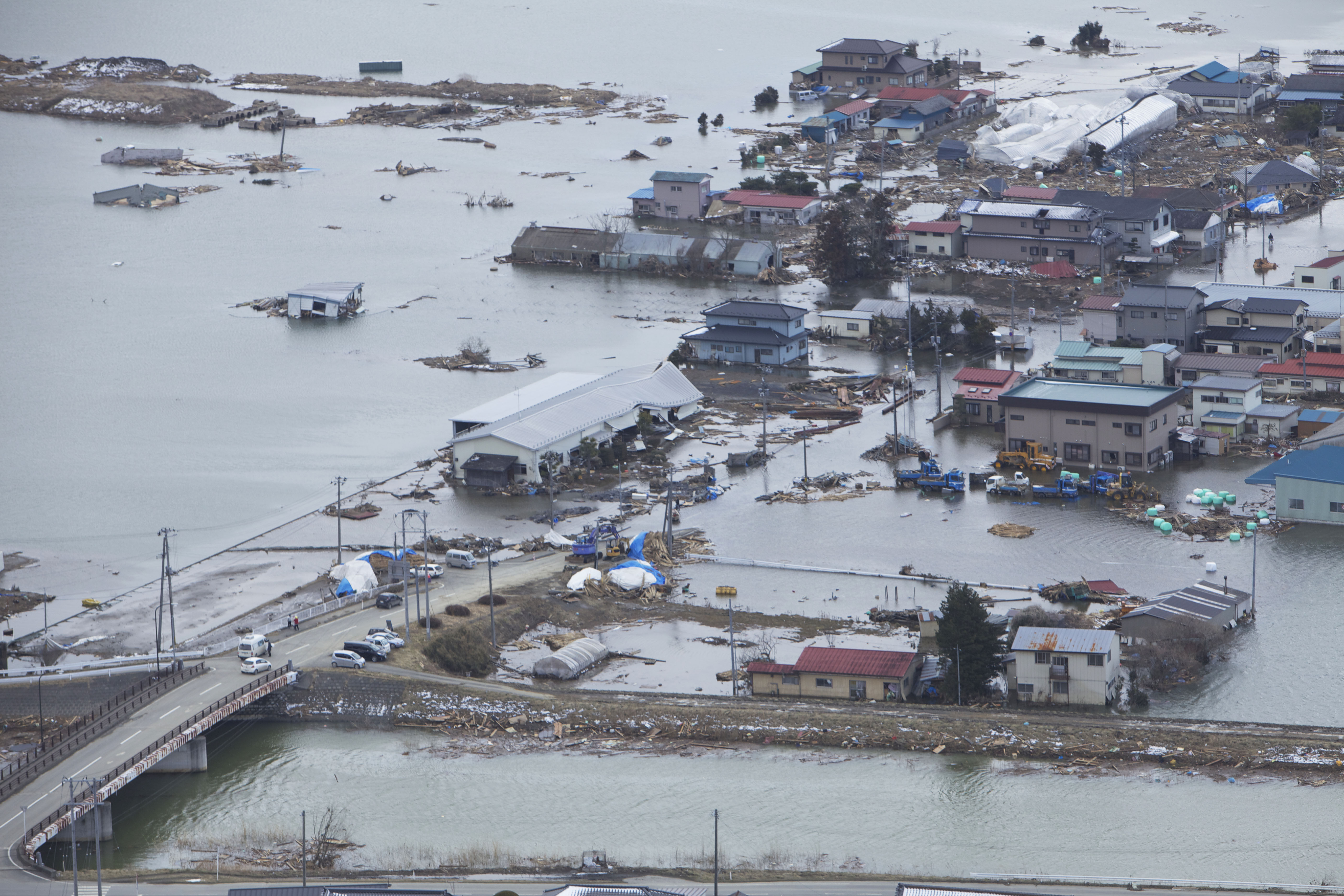
Vista aérea do desastre causado pelo sismo

Numa sexta-feira, 11 de março de 2011, às 05:56 UTC (14:56 no horário local), ocorreu um sismo de magnitude de 9,1 MW com epicentro ao largo da costa do Japão, que afectou especialmente o nordeste do arquipélago, mais concretamente a região Tohoku, com uma série de ondas tsunami com altura máxima de 40,5 metros. O epicentro do terror deu-se no mar, frente à costa de Honshu, a 130 km a leste de Sendai na província de Miyagi. A magnitude de 9.1 MW converteu-o no sismo mais poderoso já alguma vez registado no país e o quarto mais poderoso do mundo de todos os sismos medidos até à data.
A Agência da Polícia Nacional japonesa confirmou 15 845 mortes, 380 pessoas desaparecidas e 5 893 feridos em 18 prefeituras do Japão. O Ministério dos Assuntos Exteriores do Japão confirmou a morte de dezanove estrangeiros de nacionalidade americana, canadense, chinesa, coreana (do Norte e do Sul), paquistanesa e filipina. A agência de polícia afirmou que a 3 de abril de 2011, cerca de 45 700 prédios foram destruídos e 144 300 foram danificados pelo tsunami e pelo sismo. Danos em edifícios abrangeram 29 500 estruturas em Miyagi, 12 500 em Iwate e 2 400 em Fukushima. Trezentos hospitais de Tohoku foram danificados pelo desastre, onze dos quais foram completamente destruídos. Foi declarado um estado de emergência na Central Nuclear de Fukushima I da empresa The Tokyo Electric Power Company por causa da falha dos sistemas de refrigeração dos reatores. Foram registados níveis de radiação oito vezes mais elevados do que o normal, existindo a possibilidade de uma fusão do núcleo.

### Abdicação de Akihito
Em 8 de agosto de 2016, o imperador Akihito anunciou problemas de saúde ao público por meio de um discurso em canal aberto, demonstrando intenção de abdicar.
Em seguida, começaram os preparativos para permitir tal abdicação por meio de uma emenda legislativa. Em 8 de junho de 2017, a Dieta do Japão aprovou a emenda e deu sinal verde ao governo para fazer os preparativos para a transição imperial, a primeira em dois séculos. A abdicação ocorreu em 30 de abril de 2019, quando Akihito assumiria o título de "imperador emérito" (Jōkō) e no dia seguinte o príncipe herdeiro Naruhito assumiu o título de imperador, encerrando a era Heisei.

### Período Reiwa

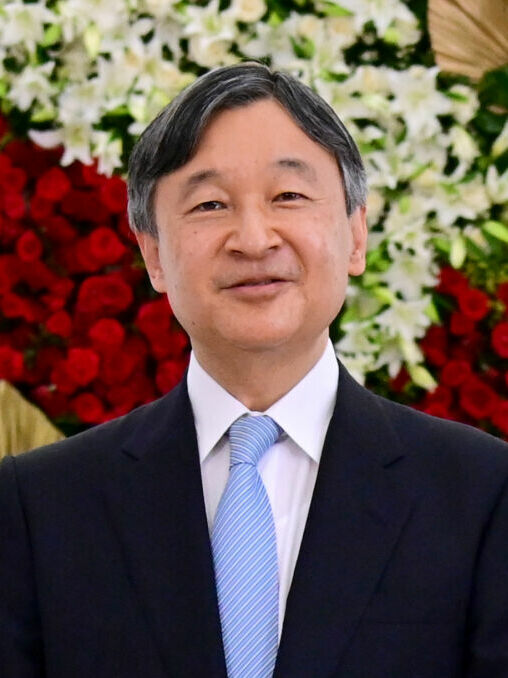
Naruhito, 126.º imperador

O período Reiwa começou a 1 de maio de 2019, com a ascensão de Naruhito como o 126º Imperador do Japão, apesar de a sua coroação ter ocorrido oficialmente em 22 de outubro.
Esta era começou politicamente com o poder consolidado de Shinzo Abe, que governou o Japão continuamente desde 2012. Em 4 de julho de 2019, o país entrou numa guerra comercial com a Coreia do Sul, depois que este país deu luz verde para pessoas processarem extraterritorialmente as empresas japonesas por danos durante o período de ocupação.
Em 18 de julho de 2019, ocorreu o ataque incendiário contra a Kyoto Animation, o maior massacre após o fim da Segunda Guerra Mundial, matando 36 pessoas. Em 12 de outubro de 2019, o tufão Hagibis atingiu a região de Kanto, matando 83 pessoas e tornando-se o ciclone mais forte a atingir a capital do Japão desde 1958.
Em 8 de julho de 2022, enquanto fazia um discurso público na cidade de Nara, o ex-primeiro-ministro Shinzo Abe foi baleado duas vezes e morreu horas depois.
Em 24 de agosto de 2023, o Governo do Japão iniciou o processo de descarga da água tratada e diluída da usina nuclear de Fukushima I no Oceano Pacífico.